# アクセル・ワールドの登場人物
アクセル・ワールドの登場人物は、川原礫のライトノベル『アクセル・ワールド』とそのメディアミックス作品、および外伝作品『アクセル・ワールド/デュラル マギサ・ガーデン』に登場する架空の人物の一覧。
声の項については、特に表記がないものについてはアニメ版からのキャスト。

## ネガ・ネビュラス
有田 春雪（アリタ・ハルユキ） / シルバー・クロウ（Silver Crow）
声 - 梶裕貴
本作の主人公。杉並区にある私立梅郷中学に通う。中学1年生→2年生。2年時のクラスはC組。2033年4月23日生まれ。自宅は高円寺駅北側に建つ大型複合マンションの1室。黒雪姫からは当初は「有田君」だったが打ち解けてからは「ハルユキ君」、幼馴染であるチユリとタクムからは「ハル」と呼ばれている。共働きの両親が育児を省力化するため、幼少期からニューロリンカーを装着させられていた。小学校2年生で両親が離婚し母親に引き取られ、以降父親には会っていない。趣味はゲーム全般で、自宅にはあらゆるジャンルのゲームやハードがコレクションされている。FPSを主戦場とする凄腕のゲーマーであり、黒雪姫にその並はずれた反応速度を見込まれて、2046年10月24日にバーストリンカーになる。一人称は基本的に「僕」だが、タクムとチユリの前や興奮した時、および《災禍の鎧》の影響下にある際は「オレ」になる。
小柄かつ肥満な体型と内向的な性格、身体能力の低さにより、小学校の頃からパシリにされるなどのいじめを受けており、耐え切れなくなると男子トイレの個室に逃げ込み学校ローカルネットに接続し、設置されていたスカッシュゲームをやりこんでストレスを発散していた。ゲームで培われた反応速度から驚異的なスコアを叩き出しており、後にそのスコアは加速世界から退き隠遁生活を送っていた黒雪姫に興味を抱かせる切っ掛けになっている。いじめを受けてきた過去から自分（特に肉体的特徴）に自信がなく、自分に向けられる好意さえも深く疑うなど猜疑心の強い性格だった。しかし本質的には他者への気遣いと敬意を絶やさない心優しい人柄で、かつBBを何よりも「ゲームとして明るく楽しむこと」を第一義とする正道のゲーマーであり、それを損なう行いを強く拒む。
幼馴染であるチユリやタクム、黒雪姫を始めとするBBを通じて関わった人物達からはその人間性を評価されており、加速世界全域に好感を得ている様子が各所に描写される。特に女性バーストリンカーからは、初対面から友好的な関わりを得ることが大半。当人には自覚がないが、無意識に相手を気遣う優しさや思いやる言葉をまっすぐに伝えることが好意を抱かせる一因となっている模様。また本来バーストリンカーと敵対するはずのメタトロンと友誼を結んだ姿は「ハルユキなら納得できる」とネガ・ネビュラスのメンバーが納得している。
基本的にうっかり屋でどこか抜けているところがあり、BPの安全マージンを取らずにレベル2になり窮地に陥る、コマンド操作を誤ってバトルロイヤルモードに引き込まれるなどのミスをしばしば犯す。周囲からはなぜか「足が好き」と思われており、言われるたびに強く否定している。
バーストリンカーになってから経験したあらゆる出来事を通して多少前向きになり、「大切な人達を守りたい」「無くしたものがあるならば、一つずつ取り戻せばよい」と考える余地が生まれ、人間的成長が見られる。自分のことで怒ることはほとんどなくある意味で大らかであるが、仲間やBBの対戦環境を害された際には激しい怒りを露わにし、制御が利かなくなる（タクムからは「キレたら突っ走る」と評されている）。極限状況においては「手段を尽くして目の前の敵を倒すことしか考えない」と黒雪姫は評している。「心傷殻」の中に何を込めたままかは未だ不明だが、激烈な感情を内に秘めている。
2年へ進級後はチユリやタクムと同じクラスになる。当初、学園を支配しようとした能美の罠に掛かり謂れのない差別を受けていたが、紆余曲折の末に汚名は雪がれ、クラス内では「無害な丸っこいヤツ」というポジションを確立しつつある。その後、ふとしたことからクラス代表で飼育委員になってしまい、流れから飼育委員長に任命されてしまうが投げ出さず仕事を全うしている。「動物に好かれる質ではない」との自己評価だがホウからは信頼されている模様で、それを示すようにハルユキの手からも餌を食べるようになっている。文化祭のクラス展示では自身の趣味を反映した物にアップデートし、その内容をクラスメイト達から評価された。文化祭後、クラス展示での働きぶりと飼育委員長としての活動ぶりから、学級委員の生沢からタクムと共に次期生徒会選挙の立候補メンバーに誘われることになり、今までの自分にできなかった何かをしたいと思い、書記としての出馬を決意する。
通常アバターは本来自作の格好いいものだったらしいが、荒谷たちにそれを奪われ「ピンクの豚」を強制された。いじめから解放された後も、「使い慣れている」という理由から引き続き使用している。
レベル4に上がってしばらくたった頃に行われた5代目クロム・ディザスター討伐の際、逃亡を図るディザスターを阻止するためにあえて背中へ攻撃を受けたことが原因で、《災禍の鎧》の欠片がデュエルアバターに残留してしまう。その後はほとんど自覚症状もなかったが、ヘルメス・コード縦走レースにおいて《加速研究会》の非道な手段でのレース妨害への怒りが鎧の欠片と共鳴してしまい、6代目《クロム・ディザスター》へと変貌してしまう。その後仲間達の尽力と、《災禍の鎧》に宿る《獣》やサフラン・ブロッサムの残留思念との対話を経て鎧に残留していた負の心意を突き止め、解呪に成功した。
7月、対《オシラトリ・ユニヴァース》の作戦中、太陽神インティの破壊に成功したものの、コスモスに調教された第二形態《終焉神テスカトリポカ》によって拉致されてしまい、自分を救出しに来た仲間たちを助命するべく、メタトロンと共に《オシラトリ・ユニヴァース》へと移籍し、コスモスに忠誠を誓う。
デュエルアバターは現実とは正反対の小柄で細身な格闘型のメタルカラーで、拳足以外の武器を持たない純粋なスピード型。メタルカラーチャートにおいて貴金属寄りの「シルバー」であり、熱・冷気・毒など多くの特殊攻撃に耐性を持つが、電撃・腐食・打撃に弱い。特に銀は金属の中で電気伝導率が最高なので、メタルカラーの中で最も電撃に弱い。《ここではないどこかへ行きたい》という心の傷を具現化した姿とされ、当初は何のアビリティも持っていなかったが、タクムとの戦いで《飛行（アビエーション）》アビリティを発現させ｢加速世界唯一の完全飛行型アバター｣として覚醒し、アバター名とその能力から《銀の鴉》《超速の翼（スピードスター）》の二つ名を取る。また、レギオン合併の折にアイオダイン・ステライザーから半ば強引に《毒消しキング》の二つ名も譲られている。主な戦術は高高度からの加速度を威力に転換した《急降下重攻撃（ダイブ・アタック）》と翼の瞬間推力を利用した変則的な三次元格闘《空中連続攻撃（エアリアル・コンボ）》、体を錐もみ回転させ命中性を代償にダイブ・アタックの威力を高めた自身の近接格闘技中最強攻撃《螺旋蹴り（スパイラル・アタック）》。より単純かつ効率的な戦法として、敵を掴んだまま急上昇しそのまま手を放して転落させ落下ダメージを与えるというものもある。また前述の通り反応速度、および空間認識能力が非常に優れているため、相手の攻撃を見切り紙一重でかわしたり、黒雪姫の《柔法》を参考に編み出した攻撃の流れを変えて受け流す《受け返し（ガード・リバーサル）》も得意とする。レベル5までのボーナスをすべて「飛行力強化」に費やした飛行能力特化型アバターで、現状では最大4名まで抱えて空を飛ぶだけの運搬能力を持ち、スピード面ではアビリティ単独では最高500km/hに達する。飛行スピードに目が行きがちだが、実は走行速度もかなり速い。後に大天使メタトロン攻略のための修行により、銀の持つ「可視光線の反射率が全金属中最大」という特性を利用した、両前腕部の導光クリスタルで光線技を受けて別方向に受け流すアビリティ《光学誘導（オプティカル・コンダクション）》にも目覚めた。登場している通常技は、「パンチ」「キック」の2つ。また必殺技に光属性を併せ持つ打撃（頭突き）技《ヘッドバット》（レベル1必殺技）があるが、リーチが短く大振りなため滅多に使わない。
超接近戦での高速三次元戦闘技術はすでにハイランカーの域まで達しているが無手なので純粋な攻撃力はそれほど高くないという弱点を補うため、仲間のためにできることを増やすため、そしてレベル7になったときにタクムと剣で戦いたいという動機から、レベル6ボーナスで両刃直剣型の強化外装《ルシード・ブレード》を獲得。この強化外装は一定以上の「衝撃エネルギーゲージ」を貯めると《変換（コンバージョン）》のボイスコマンドで、超高熱で質量のない刀身を持つエネルギーブレードに姿を変えるという特殊能力が秘められている。また、ミッドタウン・タワーで偶然救出したミスター・スミスにより《炎熱属性無効》が付与されているため、超高熱に晒されても溶解しない。現状では剣と飛行アビリティの相性があまり良くないという欠点があるものの、《災禍の鎧》を纏った経験や度重なる戦いを経て上達しており、瀬利に弟子入りし初歩ながらも《オメガ流合切剣》を修得、《合》や《極》を身につけた。さらに、メタトロンから「しもべ」として認められたことで、強化外装《メタトロン・ウィング》を貸与されており、移動に利用するのみならず、攻撃でも運用するが、自分ではどうしようもない状況に陥ったときしか使わないというルールを決めているため通常対戦では使用しない。
また、メタトロンに導かれて、ハイエスト・レベルにも到達している。さらに、インティ攻略を前に10時間以上もぶっ続けで素振りを繰り返したことで、単独でのハイエスト・レベルへのシフトに成功する。
心意の適性は射程拡張・移動能力拡張の2つで、攻撃型心意は全て射程距離拡張に属する。修行により射程距離拡張系の心意攻撃技《光線剣（レーザーソード）》を会得、その後、射程を約30mまで強化した《光線槍（レーザーランス）》を開発する。第二段階として発動に少し時間がかかるものの《光線槍》を飛ばすことでさらに射程を伸ばした《光線投槍（レーザージャベリン）》、低速での長距離移動には向かないが瞬間的な超加速で最高1000km/hに至る心意飛行技《光速翼（ライトスピード）》を編み出している。《光速翼》と《メタトロン・ウイング》を組み合わせれば、その最高時速は音速を超えた1225km/hに到達する。さらに、仲間や友達を守りたいという想いから、装甲の中に宿した光を具現化することで薄いが頑丈な球形の光の殻を生成し、直径20mを超える範囲を守る《光殻防壁（ライト・シェル）》を発現。ニコによると、25巻時点で心意パワーは大規模レギオンの幹部クラスに到達しているらしい。
『あくちぇる・わーるど。』では通常アバターにリアルの時の髪の毛と制服のネクタイを身に着けた姿となっており、原作でいじめにあっていた時以上のひどい目に遭わされても気にしないタフな精神のキャラクターとなっている。
黒羽 早雪（クロバ・サユキ） / ブラック・ロータス（Black Lotus）
声 - 三澤紗千香
本作のヒロイン。《ネガ・ネビュラス》を率いる純色の黒たる《黒の王》。中学2年生→3年生。2032年9月30日生まれ。血液型A型。梅郷中学の生徒会副会長（仕事内容は会計）。その美貌から「黒雪姫（スノー・ブラック）」の二つ名で呼ばれており、生徒達の憧れの的になっている。本名は読者に対しては26巻で初めて明らかにされたが、楓子、謡、あきらにはそれぞれ「サッちゃん」「サッちん」「サッチ」と呼ばれており、ハルユキにも1巻ラストできちんと名乗っており、登場人物に対しては隠してはいなかった。第2期のメンバーであるハルユキ、タクム、チユリからはそれぞれ「（黒雪姫）先輩」「マスター」「黒雪先輩」と呼ばれている。命名は神邑分家の風習に則ったもので、ヘメロカリスの一品種である《アーリースノー》に由来する。なお、加速世界では楓子とあきらからは「ロータス」、謡からは「ローねえ」と呼ばれている。
冷静沈着かつ毅然した性格をしているが、少々せっかちで気が短い。謡から「隠れドジっ子」と称されるなど、どこか抜けている一面を持っており、第1期ネガ・ネビュラスのメンバーには彼女の孤高の強さに惹かれた者だけでなく、放っておけなさから入った者達も多かったらしい。一人暮らしのためか食事は冷凍食品が主を占めていた。しかし最近料理を始めたらしいがあまり上達はしていない模様で、ニコから協力の代価に求められた「手作りカレー」を「高難易度のミッション」と呼称している。実家は港区白金だが、3年前に実姉をナイフで傷つけたことで勘当されており、現在は阿佐ヶ谷住宅の一角で一人暮らしをしている。家族との仲は出生の経緯もあって冷めきっており、交通事故で意識不明の重体となった時も家族の誰一人病院に駆け付けなかった。中学卒業後は放逐に近い形で海外へ留学させられる可能性もあり、近いうちにBBを引退することになるかもしれないと悩んでいる。
「カムラ社」創業家である神邑（カムラ）家の分家筋にあたる黒羽家の次女。同社で《STLT》を研究していた両親により人工子宮を介した《マシンチャイルド》として生み出され、胎児のときからニューロリンカーを装着させられていた上、《魂の複製》実験の被験者として何者かの魂を上書きされている。うなじにはその証拠として生年月日（人工子宮から出た日）である「20320930」の数字とバーコードが刻印されている。そのような出自から魂では他人である遺伝子上の両親への情愛は乏しく、両親側も彼女を半ば実験動物のように扱っている。8歳のころにバーストリンカーとなり、強さと速さを追い求めてレベル9まで到達した。しかし《親》である実姉ホワイト・コスモスの策略に嵌められ、和平を訴えかけ王同士の衝突を回避しようとする先代赤の王レッド・ライダーを不意討ちで全損に追いやったことから「秩序の破壊者」となり、加速世界から逃避。さらにレギオン崩壊や友人・家族との繋がりの喪失といった事情から、長らくグローバルネットに接続せず閉じこもっていた。2年間の落魄の日々の中、梅郷中のローカルネットで見つけたハルユキに加速世界最速の存在となる資質を見出し、BBを与えて加速世界へと誘う。
通常アバターは露出の多いドレスに黒揚羽蝶の羽をあしらったリアルの姿に近いものを使用している。観戦用アバターもこれを流用していたがこれが原因でリアル割れしてしまいシアン・パイルに狙われ、自身のアバターの封印を解くか《子》を持つかを悩んだ末にハルユキを《子》にするに至る。
ハルユキに対しては初期からかなりの好意を抱いており、バーストリンカーとしての素質だけでなく、性格的にも高く評価していた。大人びた言動をとるがハルユキに近づく女子にヤキモチを焼く姿は年相応のもので、当初は自身に芽生えた感情が何であるか気付かなかったが告白後はヤキモチぶりが顕著になっている。そのヤキモチぶりは凄まじく、ハルユキが自分が知らない女生徒やレギオンの女子メンバーと親しくしているだけで機嫌が悪くなる。リアルでは微笑みながら威圧したり耳や頬を引っ張る程度だが、加速世界では、腹いせに建物などのオブジェクトを切断したりするほど。また独占欲もかなり強く、ハルユキが美早のバイクで登校してきた時は二人きりで話すために「飼育委員長への出頭要請」という名目で生徒会室に連れ出している。
操られていたとはいえ友であるライダーを不意討ちして全損していたことを始めとして幼き日に犯した過ちを今でも悔やみ続けており、それを突かれることで戦意を喪失してしまうことがあるなど、精神面では脆い一面も見せていた。かつての自分を「生き急いでいた」と自嘲していたが、新しいネガ・ネビュラスのメンバーと共に過ごすうちに隠遁していた2年半の歳月に意味があったと考えられるようになり、姉であるホワイト・コスモスに対して啖呵を切るなど精神的な成長を見せている。
デュエルアバターは両手両足が剣で出来ており、防御行動すら攻撃になる近接攻撃のスペシャリストで、《絶対切断（ワールド・エンド）》の二つ名を持つ。流派はグラフから伝授された《明陰流（アインりゅう）》がベース。四肢の剣は常時発動型アビリティ《終決之剣（ターミネート・ソード）》となっており、破壊不可能である「地形」をも切断することが出来る《絶対切断属性》による攻撃力と格闘型の優れた体術を兼ね備えた絶大な戦闘力を誇る。脚が剣であるため加速世界でも珍しい《常時ホバー移動》アビリティ持ちの浮遊型アバターで、わずかだが常に宙に浮いており、大半のダメージゾーンを無効化することができる。反面で防御力はそれほどでもなく、相手の攻撃を受け流しそのまま攻撃に転じるグラフ直伝の技《柔法》でカバーしている。また、「プラスの自己暗示」である《オーバードライブ》コマンドを、「色特性を持たない」という自分に合わせ性能ダイヤグラムの改変という形で発展させており、遠隔寄りになる「モード・レッド」、近接寄りになる「モード・ブルー」、防御寄りになる「モード・グリーン」の3つを編み出している。
登場している必殺技は、腕からの突き技《宣告・貫通による死（デス・バイ・ピアーシング）》(レベル5必殺技)、両腕で抱くようにして敵を切断する《宣告・抱擁による死（デス・バイ・エンブレイシング）》（レベル8必殺技）、脚からの連続蹴り《宣告・連撃による死（デス・バイ・バラージング）》（レベル4必殺技）。また、第二段階の心意技に射程・威力拡張の複合技《奪命撃（ヴォーパル・ストライク）》、両腕の剣に八つの星の輝きを宿して攻撃する《星光連流撃（スターバーストストリーム）》、高威力の二十七連撃を秒速2.5秒で放つ《光環連旋撃（ジ・イクリプス）》（いずれもグラフから伝授されたもの）を持つ。
『あくちぇる・わーるど。』では常時通常アバターと同じ姿となっており、やたらとくだらないダジャレを言う癖がある。本編同様に料理は苦手であるようだが、チョコレートで本物と見紛うほどのチェスの駒やルービックキューブを作ったり、さらにはマグロの解体作業まで行えるなど驚異的な手先の器用さを作中でたびたび見せている。基本的にやりたい放題で、彼女の奇想天外な行動に周囲が巻き込まれるというのが本作の基本路線である。
『このライトノベルがすごい！』女性キャラクター部門では2013年版で4位を獲得している。
倉嶋 千百合（クラシマ・チユリ） / ライム・ベル（Lime Bell）
声 - 豊崎愛生
ハルユキの幼馴染。左側頭部に大きな猫の顔のヘアピンを付けている。幼馴染であるハルユキからは「チユ」、タクムからは「チーちゃん」黒雪姫からは当初「倉嶋君」、後に「チユリ君」と呼ばれている。陸上部に所属。いじめを受けているハルユキを心配してあれこれ世話を焼き、当初ハルユキが黒雪姫と親しくするのを好ましく思っていなかった。小5の頃にタクムに告白され本編開始時まで付き合っていたが、本音では幼い頃のような分け隔てのない関係に戻りたいと思っている。ハルユキとタクムの決闘を機にBBの存在、さらに二人が自分に対し秘密を作っていたことを知る。一旦はそれを許したものの、二人がBBばかりに夢中になっていることに不満を抱き、元の関係を取り戻すために2年生への進級と同時にタクムにコピーを要求し彼の《子》となり、現状ではチユリ・タクム・ハルユキで対等の関係。当初BBについてはハルユキとタクムと昔の関係を取り戻すための手段と考えていたが、多くのバーストリンカーとの対戦や加速世界に関する様々な出来事に触れ、またコミュ力の高さから親しいリンカーが多くできたことで、一人のプレイヤーとして楽しみに目覚めていく。
咽頭癌を患った父親と会話するために幼児期からニューロリンカーを使用していた。父親の悪性腫瘍は今までに2度再発しており、もう一度転移が見つかればかなり危ないと医師から宣告されているため、「再発の心配をしなくてもよかった頃に戻りたい」という願いも抱いている。
通常アバターは猫耳娘をあしらったリアルの姿に近いものを使用している。
デュエルアバターは彩度の高い緑系統でやや間接寄りの防御型だが、前述した「昔のような関係に戻りたい」という願いから、極めてレアな《時間遡行》という能力を持ち、とんがり帽子やマント状の装甲も相俟って《時計の魔女（ウォッチ・ウィッチ）》の二つ名を取る。緑系なので基礎防御力は高いが、カラーネームが植物由来だからか炎耐性がやや低い。主な装備は必殺技発動にも使う左手の巨大なベル型強化外装《クワイアー・チャイム》で、音響によるスタンが発生するため殴打効果も高い。システムそのものに干渉する加速世界最高峰の必殺技《シトロン・コール》には、対象アバターのステータスを必殺技ゲージを半分消費して秒刻みで巻き戻すモード1（レベル1必殺技）と、必殺技ゲージをフルチャージ状態から全消費して外的要因による恒常変化単位で巻き戻すモード2（レベル4必殺技）の2パターンが存在する。これにより、集団戦では治癒師（ヒーラー）として活躍する。ただし強化外装が大きすぎて先端を自分に向けられないため、自分自身を回復させることができないのが弱点。また、ベルを鳴らしてエネミーを集める《音響召喚（アコースティック・サモン）》アビリティに自力で目覚めている。なお、この鐘の音はハルユキたちの小学校のチャイムの音に似ているらしい。
ゲームには疎かったらしいが、平常の言動とは裏腹に思慮深く、十分に思索を巡らせ準備を整えてから行動に移る策士肌。能美の事件の際には彼に従うフリをしながらもクロウの翼を奪還するチャンスをうかがい、その一方で黒雪姫に事情を知らせ救援を要請して事件解決の立役者の一人となった他、咄嗟の判断や思わぬ提案で仲間達を驚かせる事態がしばしばある。現在の梅郷中メンバーで唯一〈心意システム〉の修行を行っていない。そのため、心意システムを用いた戦いでは《シトロン・コール》を使用した回復役がメインとなることが多く、本人は前線で戦えないことを不満に思っている。
『あくちぇる・わーるど。』では通常アバターが制服を着た姿で「ニャ」が口癖になっており魚に興奮して飛びつくなど猫を前面に押し出したキャラクターになっている。
黛 拓武（マユズミ・タクム） / シアン・パイル（Cyan Pile）
声 - 浅沼晋太郎
ハルユキの幼馴染。2033年4月2日生まれ。両親が教育熱心だったため、幼少時から教育ソフトをインストールされたニューロリンカーを使用していた。ハルユキからは「タク」、チユリからは「タッくん」、黒雪姫からは「タクム君」あるいは「ハカセ」と呼ばれている。剣道が好きで、小学校の頃から道場に通っている。伝説的な剣道選手である宮崎正裕選手に憧れ、自室には彼の写真をポスター加工して飾っている。また剣道関係で侍も好きであり、歴史を語る際には熱心に語っている。自宅はハルユキ、チユリと同じマンションだが、2人と違い新宿の小中高一貫校に通っており、中学入学後に青の王の側近だった剣道部の主将の《子》として加速世界に入った。
かつてチユリと付き合っていたが、チユリとハルユキの関係性に屈折した感情を抱き、そのことが性格を歪めていた。その一方で彼女が本当に望んでいた元の関係を自ら壊してしまったことに負い目を感じてもいた。新宿の中学では一年生にして剣道の都大会優勝など、眉目秀麗・文武両道の優等生で通っていた。しかし勉学・剣道共に努力による確かな下地を持ちつつも、突出した成績は「加速」を利用した不正の賜物であり、しかもポイントが枯渇寸前になるまでコマンドを乱用し自分を追い詰めていた。その打開策として、「親」からもらったバックドア・プログラムをチユリのニューロリンカーに仕込み、彼女のプライベートを盗み見するのと同時に、膨大なポイントを持つロータスを狩るために、チユリを踏み台にして梅郷中ローカルネットへの不正アクセスと乱入を繰り返していた。
自分の正体に気付いたハルユキとの対戦で、心に貯めていた劣等感や負の感情を吐き出して彼を叩きのめすが、土壇場で《飛行》アビリティに目覚めたクロウに心身ともに敗北し和解、そして彼の「仲間になれ」という言葉に応じ、罪滅ぼしのためにネガ・ネビュラスに移籍した。入った当初は罪悪感と贖罪の意識が強かったが、次第にネガ・ネビュラスというレギオンに対して強い思い入れを抱くようになり、オシラトリとの決着をつけるための領土戦を手間無く行える「杉並エリアを放棄する」という手段を真っ先に反対している。リアルにおいても自分へのケジメとして剣道を辞め、学校も梅郷中に転校、さらに周囲を見つめ直す意味を込めて、ニューロリンカーによる視力矯正を止めてメガネを常用するようになる。黒雪姫の助言で剣道については転校後進級と共に再開したため、陸上部のチユリ同様大会などで領土戦に出られないこともある。2047年7月21日の都大会では個人戦でベスト4に入賞、見事関東大会への出場権を勝ち取った。状況の分析能力に優れ、適切な方針を言語化して打ち出す軍師格で、第2期ネガ・ネビュラスにおける参謀役。頭脳役を求められニコからは「ハカセ」呼ばわりされるが、当人は嫌がっている。またハイスペックではあっても中身は普通の思春期男子であり、文化祭やプールではその一面を垣間見せている。
普段は冷静沈着で物事を的確に対処するが、より根本では生粋のファイターであり、負けず嫌いで思慮深さだけでなく決断・実行力も高い。冷静さ、観察力、分析力が導き出す戦術はすでにハイランカーの域に達している。しかし、過去の所業への後悔から未だ内罰的な行動が多く（極限状況においてとにかく敵を倒そうとするハルユキに対し、自己を犠牲にして仲間を助けようとする）、ハルユキや黒雪姫からは不安視されている。
通常アバターはリアルの顔に『オズの魔法使い』のブリキの木こりのようなコスチュームを纏った姿。
デュエルアバターは近接型とされ大柄でタフネスに優れる緑寄りの青系統ながら、右腕に装着するパイルバンカー状の強化外装《パイル・ドライバー》と、それを必殺技ゲージ抜きで使用する常時発動型アビリティ《穿孔（パーフォレーション）》による中長距離の貫通攻撃を得意とする、という矛盾した組み合わせである。これは、小学校時代の剣道の道場で上級生から受けた突き技によるいじめの記憶が具現化したことによるもので、加えてレベル4までのレベルアップボーナスを《親》の命令で必殺技のみにしていたことからクロウやベルのような特殊なアビリティを持たず、タクムはこのステータスを欠陥品と自嘲している。必殺技は胸部から無数の小さな杭を発射する《スプラッシュ・スティンガー》（レベル2必殺技）、杭をハンマードリルに変化させて地面に対して垂直に打ち込む《スパイラル・グラビティ・ドライバー》（レベル3必殺技）、杭をプラズマ化させて攻撃する《ライトニング・シアン・スパイク》（レベル4必殺技）。後にダスク・テイカーとの再戦のため、ニコに心意システムを教わり、強化外装を封じる代わりに心の傷の象徴とも言えるパイルを両手剣へと変成させて装備する攻撃威力拡張系の心意技《蒼刃剣（シアン・ブレード）》を会得した。なおレベルアップのペースはハルユキに負けて以降彼に合わせており、「レベル7（＝上位リンカーのボーダー）になったらもう一度全力で対戦する」という約束を交わしている。しかし、白のレギオンに拐われたクロウを救出しようとした際、テスカトリポカのレベル・ドレインを受けてレベルが4まで下がってしまう。
メイデン救出作戦の合間に、単独でISSキットに関する調査を行い、マゼンタから封印状態のISSキットを譲渡されている。その翌日、PK集団《スーパーノヴァ・レムナント》に襲撃されやむを得ずISSキットを起動・着装した結果、元からあった罪悪感や劣等感のせいで強い侵食を受け、実力で上回る敵手レムナントメンバー4人を反撃で全滅させ、レベルで等しいハルユキも一方的に打ち払う隔絶した戦闘能力を発揮した。後にハルユキとチユリの協力を得て自分に寄生したキットの破壊に成功するも、トラウマは残っており、ハルユキがマゼンタに渡された封印状態のISSキットを取り出した際真っ先に逃げ出している。レムナントから奪った大量のBPは使わずに保管しており、プロミネンスとの合併の際にマゼンタが所持していたポイントとともにNNが裏切った場合の担保としてレパードに預けられた。
『あくちぇる・わーるど。』ではリアルの時の姿の頭部にネジが刺さったフランケンシュタインのような姿（アニメ版では釘のサイズが漫画版よりも圧倒的に大きい）をしており、普段は黒雪姫の指示に従順だがチユリがらみとなると暴走を繰り広げる。また、彼だけはチユリがSDキャラクターでなく原作に似た美少女に見えている。
倉崎 楓子（クラサキ・フウコ） / スカイ・レイカー（Sky Raker）
声 - 遠藤綾
渋谷の女子校に通うネガ・ネビュラスの副長。高校1年生。レベル8で、第一期ネガ・ネビュラスにおける4人の幹部《四元素（エレメンツ）》の《風》を司る。黒雪姫の親友であり、彼女が謡と共に潜伏前からリアルを明かしていた数少ない人物。運転免許を所持しており、母親の車にメンバーを乗せて送り迎えをすることがある。黒雪姫からは「フーコ」、謡からはリアルと加速世界両方で「フー姉」、チユリからは「（フーコ/レイカー）姉さん」、元プチ・バケメンバー達からは「先生」と呼ばれている。
先天的な遺伝子異常により両脚が短い状態で生まれ、それを補う義足の制御にニューロリンカーを利用している。いつも穏やかな笑みを浮かべ物腰も柔らかくスタイルも抜群でハルユキから「清楚なお嬢様」と言われるほどの容姿を持つが、性格と行動はかなり苛烈で、穏やかに微笑んだまま容赦も遠慮も皆無。BBにおいてはグラフとは違ったベクトルで暴れ回り「コバマガ姉妹を都庁の天井から逆さ吊りで晒し者にした」「パウンド入魂のロケットパンチの拳を捕獲し、仲間とともにくすぐり倒した」「PKをするバーストリンカーを神獣級エネミーの縄張りに放り込み無限EKした」などの逸話で恐れられている。作中でもシルバー・クロウが三人がかりでようやく倒したシャドウ・クローカーを一方的に瞬殺するなど圧倒的な戦闘力を見せつけている。その恐ろしさは弟子として鍛えられたハルユキや綸（=アッシュ）が恐怖感を抱き、黒雪姫ですら「子ではなく友でよかった」と漏らすほどで、ハルユキからは「本当は怖いレイカー先生」とコッソリと心の中で呼ばれている。敵陣に空から突っ込む荒々しい戦いぶりや引き連れた謡を敵陣の真ん中に放り込むなどの行状から、《ICBM》、《イカロス》、《鉄腕》、《超空の流星（ストラト・シューター）》など数々の二つ名を持つ。ハルユキのことは「鴉さん」と呼ぶ。ハルユキの師匠としての自負があるためか、黒雪姫と張り合って二人がかりでクロウに訓練を施すことが多い。またハルユキに対し好意的な感情を持っており、時折黒雪姫といい雰囲気になっていると嫉妬に近い感情を見せ、彼の耳やほっぺたを引っ張るなどして諌めている。デュエルアバターもクロウと同じ格闘系で、《浸透打法》も伝授しようと思っていたので、レベルアップで剣を取得したことに少々不満を持っている。
レギオン解散後は四元素では唯一封印を免れたものの長らく無制限中立フィールドの旧東京タワー頂上に購入したプレイヤーホーム《楓風庵》にて隠棲していたが、能美に《飛行》アビリティを奪われ失意のハルユキに、アッシュの仲介で心意システムを教授し、ゲイルスラスターを貸し与えた。能美との決着が付いた後ハルユキの頼みで黒雪姫から連絡を受けて彼女と再会し和解、ネガ・ネビュラスに復帰する。
デュエルアバターはパイルよりも防御寄りかつ彩度のやや低い青系統である空色の装甲に身を包む格闘に長けた近接型で、戦闘では主に《浸透打法》アビリティを乗せた掌打と蹴り技を駆使する。瞬間的に圧倒的な推進力を得るロケットブースター型強化外装《ゲイルスラスター》を生成当時から保持。武器は持たないが、この強化外装による《ブーストジャンプ》アビリティの推進力で攻撃力を底上げしている。ハルユキと出会った時点では、ショップで入手したつば広帽とワンピースを着用している。足を失っている間はショップで購入した車椅子に乗り、対戦ではゲイルスラスターを使わず陸上戦闘に徹していた。「より高い空へ行く」という彼女の望みを具象化したアバターだったが、完全な飛行を実現するには至らず、遂には軽量化のために自らの意志で脚を切除したが、それでも到達限界高度が僅かに上がっただけだった。結果その後悔による負の心意により、脚は修復されず長らく失われたままだった。しかしハルユキから「スカイ・レイカーは、空よりも高い場所を望んだことから生まれた『宇宙戦用アバター』なのではないか」という推論を告げられた上で、自力宇宙飛行を体験した結果、過去のトラウマを克服し、再生が阻害されていた脚を取り戻した。ネガ・ネビュラスとグレート・ウォールの会談で渋谷エリアの返還を決めるためのバトルロイヤルでは、新たに実装された《宇宙》ステージで以前ハルユキが告げた推論通りの活躍を見せ、ネガ・ネビュラスを勝利に導いている。その後ハルユキが《帝城》に赴く際に再びゲイルスラスターの貸与を求められるが、一人で向かうことを良しとせず同行し、帝城内部でリードとグラフに邂逅した。メタトロンとはしばしば口論となるが、彼女に自身のプレイヤーホームの管理を任せるなど信頼はしているようで、後にハイエスト・レベルにも導かれている。
心意技は装甲強度拡張系で、自分を含む周囲3mほどを空色の旋風で守る《庇護風陣（ウィンド・ヴェール）》、手から緑色の小型竜巻を発生させる攻守両用の《旋回風路（スワール・スウェイ）》を持つ。黒雪姫によると「純粋な正の心意の使い手」であり、心意システムのライトサイドの優越を一番信じている。心意システムやBBについて常にポジティヴな視点を持ち、彼女の弟子（クロウやアッシュ）に対してその影響を及ぼしている。一方で、強力な範囲攻撃心意技として《炸裂風弾（ウインド・バレット）》を隠し持っている。
『あくちぇる・わーるど。』ではリアルの制服姿で登場。傍若無人な黒雪姫が唯一翻弄されるキャラでガイコツさん（アッシュ）に（黒雪姫にあとでひどい目に遭わされると分かっていること前提で）オチを言わせようとするなど原作と同様に腹黒い面を時折見せている。本作では常に笑顔であるため、瞳は描かれない。
四埜宮 謡（シノミヤ・ウタイ） / アーダー・メイデン（Ardor Maiden）
声 - 原由実
ハルユキ達が通う梅郷中の姉妹校である松乃木学園初等部の4年生。2037年9月15日生まれ。自宅は杉並区大宮。レベル7で、《四元素》の《火》を司る。古参らしく小学生と思えぬほどの落ち着きぶりと判断力に富んだ性格であり、5歳上の黒雪姫に対して「サッちんの保護者」と言い切るほど。責任感が強く、第一次ネガ・ネビュラスが壊滅した一端を自分が担っているという罪悪感を抱えていたが、帝城でのハルユキとの会話で幾らか心の整理が付いた模様。ハルユキに対しては最初の印象は少し頼りないと思っていたようだが、飼育委員会での仕事ぶりや帝城脱出で共に行動したことで評価を改め遥かな高みを目指す意志の強さを認め好意的な態度で接している。一方で年齢やアバターの装甲、性格等から何処となく事故死した兄・竟也の面影を重ねている節もある。梅郷中に所属しないメンバーの中で飼育委員会という接点があるためか、ハルユキと行動を共にすることが多い。
ハルユキからは「四埜宮さん」「メイさん」、黒雪姫と楓子からは「ういうい」、チユリからは「ういちゃん」の愛称で呼ばれる。特に楓子からは息が出来なくなるまで抱きしめられるほど溺愛される一方、対戦では「弾頭」として連れ出されて敵陣ど真ん中に上空から投下されるなど「レイカー専用オプション」として大変な扱いを受けており、謡自身は慕いつつも苦手としている。ハルユキのことを「有田さん」、加速世界では「クーさん」と呼んでいる。運動性失語症を患い発声が困難であり、治療のためBICを使用している。現実世界でのコミュニケーションはチャットを介しており（そのため、現実世界における彼女のセリフは「UI>」の後から始まるようになっている）、そのタイピング速度は日常会話を支障なく行えるほどで、ハルユキを驚かせた。
実家は観世流能楽師の一族。3歳の時に子方として舞台に上がり、能楽師になることを夢見ていたが、女流を認めない流派のせいでそれは叶わなかった。途方に暮れていた時、次兄の竟也からBBを与えられる。加速世界を楽しむのと同時に、能楽に対する思いも強くなっていったが、竟也の事故死を目の当たりにした重度の精神的ショックで失語症となってしまった。レギオン解散後は自責の念から仲間と一切の連絡を断ちセミリタイア状態だったが、学校で飼育していたアフリカオオコノハズク「ホウ」の処分を巡って黒雪姫の助力を得るために再会、ネガ・ネビュラスに復帰する。梅郷中飼育委員会での肩書きは井関が付けた「超委員長」。
通常アバターは巫女装束。
デュエルアバターは、直訳すると《劫火の巫女》という意味を持ち、上半身に「特色の白」、下半身に「遠隔の赤」の二重属性を纏う巫女のような姿をしている。主な攻撃手段は長弓型の強化外装《フレイム・コーラー》から放たれる火矢による遠距離射撃。この弓は引き絞ればライフル並みの威力があり、弦をある程度引くだけで矢が自動で生み出されるという特性があり、「矢筒から矢を引き出し、弦につがえる」という動作を省略できるため連射性能が非常に高く、火力支援型でありながら近接型ともある程度は戦うことができる。必殺技は放った火矢を数十本に分裂させ、降り注がせる範囲攻撃《火焔豪雨（フレイム・トーレンツ）》、直進性を追求し、爆発を起こす《フレイム・ボルテクス》、射程・速度・貫通力に特化した光属性の矢を放つ《スーパールミナル・ストローク》（レベル7必殺技）。レイカーの《ICBM》戦法で楓子に抱えられて飛びながら《火焔豪雨》を撃ちこみ、最後は火の海と化した戦場に自ら火の玉になって落着した有様から《緋色弾頭（テスタロッサ）》の二つ名を持つ。火属性のため水属性のステージでは攻撃力が減ってしまうが、一点特化型として鍛え続けた結果《大海》ステージの海中で通常の必殺技を30メートルまで飛ばせるようになっている。また《宇宙》ステージでは酸素が無いため、シルバー・クロウの《飛行》アビリティが使えないのと同様に火属性の技を使用することが出来ず戦闘では通常の矢を放っている。
寄生属性を持つオブジェクトを除去する「浄化能力」を持ち、小変形して能を舞うことで発動する心意技を所持。その心意は広範囲を影響下に置き強力であるが、発動に少々時間がかかるのが難点。また、浄化能力とは別に《炎の舞》と仮称される対《ゲンブ》用の炎属性の心意技を編み出しており、発動すると対象周囲の地面を広範囲でマグマに変えるため凄まじい威力を誇るが準備に2分間かかるうえ消耗が激しい。ミッド・タウン攻略戦でのISSキット本体との戦闘では、能面を模した強化外装を纏っている。当初はデュエルアバターの下半身は淡い薄紅色であったが、兄の死後濃い緋色となった。本人はそのことを「兄の血で染まった」と述べている。加速状態では普通に話すことが出来るため、それが「加速」する現在の大きなモチベーションとなっている。
『あくちぇる・わーるど。』ではリアルの姿で登場。「お○○しちゃうのです」が決めゼリフの「まじかる☆ういうい」なる魔法少女になりきっている。なお、本作ではホウを常に被っている帽子の中に保護している。
氷見 あきら（ヒミ・アキラ） / アクア・カレント（Aqua Current）
声 - 植田佳奈
中学2年生。《四元素》の《水》を司る。レベル（7→）1→4。黒雪姫と楓子からは「カレン」、謡からは「レンねえ」と呼ばれている。初出は電撃文庫MAGAZINE掲載の短編「遠い日の水音」（10巻収録）。
メガネをかけた短髪の中性的な容姿の人物で、語尾に「なの」と付けるなど特徴的なしゃべり方をする。言いたいことをハッキリと言う性格らしく、初対面のハルユキに対して思ったままの評価を述べている。ネガ・ネビュラスでは情報収集と分析を担当する。イラスト上は明確に女性であるが、文章では「性別不明確」という描写が多い。通常アバターはメガネをかけたカワウソ。
第一期ネガ・ネビュラス崩壊の原因である帝城攻略の際、自らが受け持っていた東門の守護獣《セイリュウ》の特殊攻撃《レベルドレイン》を受けたことで、レベルが7から1に下がってしまった状態で封印された。以降、ポイントが枯渇しかけているレベル2以下のバーストリンカーを救済するレベル1の用心棒（バウンサー）《唯一の一（ザ・ワン）》として活躍しつつ、助けたリンカーから加速世界の主だった情報を得ていたが、自分の救出のために仲間を犠牲にすることへの懸念から、ネガ・ネビュラス復活後も杉並には戻らなかった。2046年11月にはレベル2になりたてのハルユキから護衛依頼を受けているが、自分や仲間達の状態などから「（この時点のネガ・ネビュラスには）まだ《四元素》が介入すべきではない」と判断し、依頼を仲介したタクム共々《記憶滴下》で自分の記憶を封じていた。しかし、ハルユキの護衛を受けてから約7カ月後の2047年6月27日、加速研究会の動向を探る中バトルロイヤルに現れたアルゴン・アレイからクロウを守るために姿を現し再会、直後に黒雪姫ともリアルで対面し正式に復帰する。同時に用心棒も廃業し、封印から脱出する過程でレベルも4まで上げた。
ブラッド・レパードこと掛居美早は従姉であり《子》。リアルでは「アキ」「ミャア」と呼び合う間柄。それゆえに自分を助けるためにレベルアップを止めた彼女に負い目を持っていたが、救出作戦後に和解した。また、ハルユキが口にしたクロム・ファルコンおよびサフラン・ブロッサムの名に反応を示しているが、関係は不明。ミッドタウン・タワー攻略戦において焦るハルユキに対し「とても大きな夢と強い力を持つ大切な人を助けられなかった」という過去を語って諌めた。
デュエルアバターは、足元から頭上に循環する水により姿形、装甲色も不定であり、《純水無色（アクアマティック）》の二つ名で呼ばれる。装甲は《理論純水》であり、電撃や粒子系攻撃を無効化し、さらに工夫することで光線技などの特殊攻撃にもある程度対抗できる。装甲はフィールド中の水を集めて回復できるが、水の性質によって浄化にかかる時間が変化する。他にも、身体の水が混ざった液体を介して音を感知する《流体音感（ハイドロ・オーデイトリー）》など複数のアビリティを持つ。心意技は、水の渦で攻撃を受け流す防御技《激渦流（メイルストロム）》の他、第二段階として水の状態変化を行う《相転移（フェイズ・トランス）》を編み出しており、氷の軽装甲とカタールで武装する近接戦用の《鋭（キーン）》、氷の重装甲を纏う防御用の《硬（アダマント）》など計5形態に変化させることができる。非戦闘用として、BBが持つ記憶操作機能を限定的に発動させることで、対象が持つ自身に関する記憶をロックする心意技《記憶滴下（メモリ・リーク）》と、ロックを解除する《記憶解放（メモリ・フリー）》を編み出している。
グラファイト・エッジ（Graphite Edge）
元《四元素》の《地》。現在はグレート・ウォール所属。詳細はグレートウォールのグラファイト・エッジを参照。
小田切 累（オダギリ・ルイ） / マゼンタ・シザー（Magenta Scissor）
世田谷エリアを拠点とする女性バーストリンカー。レベル6。
先天的にゲルストマン症候群を患い、それにより発症している左右失認と手指失認への対症療法としてニューロリンカーを使用している。それゆえにペアやタッグなどの2つで1つという概念を嫌っており、髪型もアシンメトリーで右手首には自傷行為による古傷の跡が残っている。治療のため入院していた病院の患者仲間の《子》になったものの、同じ経緯でバーストリンカーになったアボイダを執拗にいじめる周囲への怒りからISSキットに手を出し、自分の《親》も含めた仲間を全損させた。以降はアボイダにもキットを分け、力にも姿にも恵まれないバーストリンカーがそれを理由に排斥されない世界を作るべく活動していた。なお、元々情動が希薄だったためにキットの精神汚染に耐性があり、負の心意に振り回された他の所有者と違い理性を保っている。
ISSキットの情報収集をしていたタクムにキットを譲渡しただけでなく、世田谷エリアのバーストリンカーに「手術」と称してキットを寄生させて仲間に加え、小獣級エネミー狩りを行っていたが、それを阻止しようとするショコラを襲う過程で、彼女に加勢したクロウとベルに撃退された。その後はキットを広めることを宣言し、翌日からキットの力を誇示したりアッシュに寄生させるなど行動を起こす。2047年6月末日にはアボイダや他のISSキット感染者と共にミッドタウン・タワー前でキット本体への攻撃者を待ち伏せ、やってきたクロウ達と戦闘になるが、自分たちの心の傷を受け止め正面から対抗した彼らの心意には及ばず敗北する。その後乱入してきたメタトロンの攻撃により戦いを中断、バーストリンカーとしての矜持から彼らを援護し、勝負を預けて去ると、離れた場所でことの成り行きを見守っていた。
その半月後の7月中旬、対戦を挑んできた志帆子のスカウトに応じ、ネガ・ネビュラスに加入する。今では邪悪な寄生生物であるISSキットに手を出したこともアボイダの可能性を否定するような行為に及んだことも後悔しており、キットを使って集めたBPはパイルとともにプロミに提供しており、加速研究会との因縁に決着がついたならばこれまでに苦しめてしまった者たちにきちんと謝罪したいと願っている。自分のせいで不幸に陥りながらもその行動を許してくれた志帆子たちには感謝しており、プチ・パケメンバー達を守ろうという思いは非常に強い。
明るい赤紫色のリボンのような物に全身を覆われた中〜遠距離型アバター。リボン装甲は打撃に弱い。分離状態で大振りのナイフとしても使えるハサミ型の強化外装を持ち、それを閉じることで離れた場所の物を切断する《遠隔裁断（リモート・カット）》アビリティを持つ。レンジは広く発動タイミングも自在の強力な能力だが、片腕、またはハサミ自体を喪失すると戦闘力のほとんどを失う弱点を持つ。
通常アバターは大型のハサミを腰に飾る紫色のナース服。
アボカド・アボイダ（Avocado Avoider）
ISSキットユーザーの一人。レベル5。口調は非常にたどたどしい。
リアルでは命にかかわるような大病ではないが、長期間国立成育医療研究センターに入院している。
2メートルを超える体躯を持つ卵型の形状をしたアバター。ダークグリーンの装甲は痛覚がないうえに再生力の高い緩衝素材となっており、凍結させない限り打撃に対してほぼ無敵の防御力を持つが、熱には非常に弱い。顔の正面に切れ込みのような大きな口の中には「void（虚無）」の力があり、内部の虚無空間に取り込むことによりデュエルアバターの装甲を口の中で舐め溶かしてしまう能力を持つ。虚無空間の中は感覚が消失するため、他のバーストリンカーを中に入れ無制限中立フィールドでの待ち伏せに応用することができる。自身も異様なまでの孤独耐性をもっており、体感で半年近くたった一人で過ごしていても平気な精神力がある。重量級の体で敵を押しつぶすのが基本的な戦術。また「アボカド」の名が示す通り、その巨大な身体の中には「核」とでも言うべき直径30センチほどの本体が存在する。装甲の耐久性に反して本体は非常に脆弱で、装甲さえ貫通してしまえば軽く当たっただけでも体力の1割以上が削られてしまう。また手足が短いため装甲に刺さったまま攻撃してくる相手を引きはがせないこともある。
その異様な姿と能力を嫌った《親》やレギオンメンバーに見捨てられ全損寸前に追いこまれた際、乱入したマゼンタにISSキットを与えられ、《親》を含む半数を逆に全損させた。その経緯ゆえに、キットに侵食されながらも彼女のために自身を犠牲にすることも厭わない。
志帆子たちのスカウトにより累と共にネガ・ネビュラスへの加入を表明しているが、入院中のためプロミとの合併会議およびオシラトリとの領土戦には参加していない。
アズール・エアー（Azure Heir）
グラファイト・エッジの「子」にして弟子。レベル6。普段はグラフから送られた別名「トリリード・テトラオキサイド（Trilead Tetraoxide）」（四酸化三鉛の意）を名乗っており、「リード」の愛称で呼ばれる。
リアルの姿はおかっぱ頭の純和風の美少年で、高野内姉妹から見て若干年下。非常に礼儀正しい性格、普段の外出にも護衛官がついていることから、相当に高い身分の子弟であることがうかがえる。
理由は不明ながら無制限中立フィールドの帝城内部で活動しており、偶発的にスザクを切り抜けて城内への侵入に成功したハルユキたちと出会い友人となる。それまでグラフ以外のバーストリンカーと会ったことがないほか、「通常対戦を一度もしたことがない」「四方門から帝城に入ったわけではない」と語るなど、謎が多い。
2046年7月にグラフの勧めでクロウと共に帝城からの脱出に成功し、憧れていた外の世界へ連れ出してくれた恩義からオシラトリとの領土戦直前にネガ・ネビュラスに加入、本番でも他のメンバーに知らされないまま秘密裏に参加しハルユキと共に敵の高位リンカー2名を討ち取るなど多大な戦果を挙げた。
紺碧の装甲を纏う若侍風アバター。やや防御寄りで彩度の低い近接型であり《七の神器》の一つ、直刀《ジ・インフィニティ》を所有している。対人戦歴はほぼないがバーストリンカーとしての技量は高く、必殺技に斬撃波を飛ばす《ブラスト・ウェーブ》を持ち、作中では《ジ・インフィニティ》を用いて十字状の斬撃を放つ心意技《天叢雲（ヘブンリィ・ストレイタス）》や、水平に掲げた剣を巨大な鏡の盾と化す防御型心意《真経津鏡（ジェニュイン・スペキュラー）》が登場している。
通常アバターは平安貴族のような深い青の直衣、黒い烏帽子、陶器のような質感の面をまとった人型。
大天使メタトロン
ネガ・ネビュラス所属の神獣級ビーイング（エネミー）。
鈴川 瀬利（スズカワ セリ）/ セントレア・セントリー（Centaurea Sentry）
加速世界の黎明期からその名を轟かせた剣豪にして、三代目《クロム・ディザスター》。かつては何人ものバーストリンカーを全損に追い込んでおり、《剣鬼（ルースレス）》《阿修羅（アスラ）》、そしてエンカウントしたら終わりという意味の《オメガウェポン》の異名で恐れられた。古参リンカーの多くと対戦経験が有り、特にレイカーには勝ち越している。
リアルは甘泉園公園付近のマンションの505号室に住む髪の長い少女。高校1年生で女子サッカー部の所属。話の中で語られる「親」によると、実はなかなかの激情家。
深くは語っていないが《災禍の鎧》の誕生に関係しているとのことで、2代目のドレイクを討伐した時、自分に寄生しようとした《鎧》を斬ることができず、3代目ディザスターになってしまい、小学校6年生の3学期に青の王に敗れて全損して加速世界から退場する。以来、《思い出そうとしているのに思い出せない》空白を抱えたまま中学の3年間を過ごし、友人から勧められたサッカーに打ち込んでみても、それを埋めることはできなかった。サフラン・ブロッサムの《子》の一人であるような描写があるが、詳細は不明。
しかし、メイン・ビジュアライザーに残された《複製された魂》は、5代目の討伐時にクロウを知覚し、彼が《ルシード・ブレード》を使い始めた頃から時折声だけで接触できるようになる。それから間も無く、亡霊からの伝言を受け取ったハルユキと直結したことで、バーストリンカー時代の記憶を同期できただけでなく、デュエルアバターの蘇生にも成功する。その後は翌日の午前5時に《太陽神インティ》に挑むというハルユキの《師範》となり、加速世界で4ヶ月に及ぶ《オメガ流》の特訓を課した。以前はあらゆるレギオンからの勧誘を蹴飛ばし続け、弟子でさえも頑なに作らなかったが、クロウを弟子にしたことがきっかけとなり、黒雪姫からの誘いに乗って《ネガ・ネビュラス》に加入する。
アバターネームは直訳すると《矢車菊の衛兵》。青の王よりも青い澄んだサファイアブルーの薄手の装甲、フェイスマスクを覆う菱形のバイザー、背中に垂れる白銀の長髪が特徴的なF型アバター。初期の加速世界ではF型というだけでナメられることも多かったため、一人称を《儂》にして《のじゃ口調》で話していた。アビリティには高所からの落下速度を緩和し落下ダメージを防ぐ常時発動型の《フェザー・フォール》、水面を踏みしめて沈まずに歩く《サーフェス・ウォーク》を持つ。クロウの《ルシード・ブレード》より一回り大きな西洋風の長剣《クラウ・ソラス》を始め、和洋大小合わせて12本の刀剣型強化外装を所有している。《静と動》が曖昧で、攻めている時にも隙がなく、守っているように見えても予想外の角度から斬撃が飛んでくる。
直線に接する曲面の一点である《極微》を見出せば攻撃力は瞬間的に無限大になるという理論を具象化し、その《目》から力を使わず標的を切断するという防御不能の剣術《オメガ流合切剣》の使い手で、《青の王》ブルー・ナイトに比肩するほどの加速世界の最強剣とされた。《無理が通れば道理が引っ込む》を地で行き結果でごり押す心意システムとは対極にあり、《過剰光》を放つこともないのだが、第3段階の《絶対理論》には共通点があるので、心意臭いと批判され邪道の極みと謳われていた。オメガ流には、基礎理論の《極（きょく）》以外にも、複数の奥義が存在している。奥義の一《合（ごう）》は、システムが未来予測をした映像を見せているというからくりを逆手に取り、心を無意識まで含めて《完全な無》にして、量子回路から出力されるイメージを完全に消し去ることで生じた一瞬の誤差を逃さず先の先を取る技で、アバター同士の対戦だけでなく、エネミーとの戦闘でも有効。
通常アバターは少し紫がかった青い長着と黒袴を身につけた身長1mほどのイタチ。

### プチ・パケ
奈胡 志帆子（ナゴ・シホコ） / ショコラ・パペッター（Chocolat Puppeteer）
レギオン「プチ・パケ」のレギオンマスターを務めていたバーストリンカー。レベル4→5。ミント・ミトンの「子」でプラム・フリッパーの「親」。敷島大学付属桜見中学校2年生。手芸料理同好会の部員。本人から見て、何もかもが平凡で平均だとしている。チョコに強く関連するキャラクターだが、カカオアレルギーで本物のチョコレートを食べることができず、本人はこのことがアバターのリソースに関係していると思っているが、一方で「自分を嫌わないで」という気持ちが反映された部分もあるのではないかとも考えている。出生時に未熟児であったため、バイタルモニタリングのためにニューロリンカーを装着していた。
加速世界ではお嬢様口調で話し、親しい人物には「ショコ」、レギオンメンバーには「チョコ」の愛称で呼ばれる。正確な発音は《チョコレート・パペッティアー》だが、かわいくないので前述の読み方で通している。
レギオンメンバーと共に、現実時間で2年以上かけて仲良くなった小獣級エネミー《ラーヴァ・カーバンクル》の一個体にクルちゃんと名付け、加速世界を楽しんでいたが、友人2人がISSキットに強制寄生されたことで危機に陥る。しかしハルユキとチユリの協力により何とか危機から脱し、ISSキット消滅後に恩返しのためプチ・パケを解散、ミントとプラムを伴いネガ・ネビュラスに加入した。
デュエルアバターはボンネット型の帽子とフレアスカートに身を包んだ小柄なF型。ダークブラウンの装甲はチョコレートの特性を反映しており、熱に弱いが、高い平滑性と衝撃吸収性による打撃への耐性、撥水性を持ち、舐めると甘い。聖実から伝授されたムエタイ系の打撃技を駆使した近接戦闘と、遠隔・間接型としての能力である地面から湧き出す液状チョコレートで相手を拘束する《カカオ・ファウンテン》、ファウンテンからチョコ人形の《チョペット》を生み出し操る《パペット・メイク》の2つの必殺技を使用する。チョペットは人型で、ダンジョンのギミック操作など、ある程度の自律行動が可能。この必殺技は乾いた地面の上でしか発動できないため、フィールド全体が水に覆われた《水域》ステージなどでは実力を発揮しづらい。ファウンテンの液体やチョペット本体はチョコレートそのもので、打撃・貫通・斬撃を無効化するが熱に弱く食用になるという弱点があり、それを知られると「食いちぎられて」無効化される可能性がある。また、チョコレートを食べると必殺技ゲージを回復することができる。
通常アバターはリアルの姿を元にエプロンドレスを着ており、プチ・パケ組全員のお揃い。
読者公募によるアバターコンテストの入賞作品がモデルで、担当編集者のお気に入りでもある。
三登 聖実（ミト・サトミ） / ミント・ミトン（Mint Mitten）
ショコラ・パペッターの《親》。通称は「ミンミン」。敷島大学付属桜見中学校2年生で手芸料理同好会の部員。志保子から見て「ボーイッシュ」。本人は名字が三登でミント味が好きでも嫌でもない、名前が回文と憤慨し、結芽には心の傷がないから、BBシステムが名前からアバターを作ってくれたのだと茶化されており、アバターリソースの心当たりは明言されていない。生誕後まもなく早期教育のためにニューロリンカーを装着している。自身の《親》は近所のお姉さんで、BBをコピーした2ヶ月後に全損している。総合格闘技系のジムに通っており、近接戦闘能力ではパペッターの1.3倍強いらしい。
ISSキットに強制寄生され、ショコラごとクルちゃんを狩ろうとしたが、ベルのシトロン・コールによってISSキットから解放された。
デュエルアバターは明るいミントブルーの装甲に覆われた小柄なF型で、ニット帽のような頭部に大きな手袋と長靴が特徴。ミントに由来する冷感物質を操るデバフ系の必殺技《メントール・ブロー》と《イシリン・ストライク》（レベル4必殺技）、気化冷却により凍気そのものを操る必殺技《ヴェイパー・コンプレッション》を使って相手の動きを封じ、近接戦闘で相手を倒す戦法を得意とする。
由留木 結芽（ユルキ・ユメ） / プラム・フリッパー（Plum Flipper）
ショコラ・パペッターの《子》。通称は「プリコ」。敷島大学付属桜見中学校2年生。1年時に手芸料理同好会を立ち上げ、会長になっている。プチ・パケ組の頭脳担当で、レギオン会議などでは論理的な説明を担う。
聖実からは小学校の時に「ウメ」というあだ名をつけられたから、本人は梅干しの種が喉に詰まって死にかけたからという理由がアバターのリソースに関係していると思っている。生誕後まもなく早期教育のためにニューロリンカーを装着している。
聖実と同じくISSキットに強制寄生され、ショコラごとクルちゃんを狩ろうとしたが、ベルのシトロン・コールによってISSキットから解放された。
デュエルアバターは落ち着いた赤紫色の装甲に覆われ、肩・腰・膝が球形装甲に包まれている小柄なF型。スリングショットを主武器とする遠隔型で、必殺技に相手に撃ち込んだ梅の種から発生させた青酸ガスによる継続的な毒ダメージを与える《シアナイド・ショット》を持つ。

## プロミネンス
上月 由仁子（コウヅキ・ユニコ） / スカーレット・レイン（Scarlet Rain）
声 - 日高里菜
小学5年生→6年生。2035年12月7日生まれ。愛称として「ニコ」と呼ばれることを好む。遺棄された子供や親と死別した子供を国家後見制度の適用により保護養育する全寮制学校で育った孤児。ソーシャル・エンジニアリングにより実在するハルユキのはとこ「サイトウ・トモコ（斉藤 朋子）」を装いハルユキの家に入りこみ彼を籠絡しようとするがバレて失敗。「災禍の鎧」に支配されたチェリー・ルークを倒すためハルユキ達に協力を要請する。気性の激しい性格だが面倒見のいいところもあり、取引もあってとはいえ、タクムに心意システムの訓練をしている。その際に二人に心意システムを使う際の心掛けを説いているが、その文言は少々ネガティヴであり、楓子との視点の違いが見える。ハルユキとは趣味が合うようで、2巻ではハルユキ所蔵の派手な旧式のアクションゲームに興じており、それからも時々遊びに来るなど友人関係を築くに至っている。黒雪姫とは性格の相性が悪いが、レッド・ライダーを倒した件については責めておらず、レベル10を目指すことを唯一公言している王としてある種の敬意を抱いている。リアルでの呼び方は当初は「黒いの」または「ロータス」だったが、ミッド・タウン攻略戦後は「黒雪」と呼ぶようになった。通常アバターは昔話の王子様に似た格好をしたリアルの姿に近いものを使用している。2048年度から奨学制度を利用して進路を梅郷中にする可能性があることをハルユキと黒雪姫に告げている。
二代目《赤の王》で、《プロミネンス》のレギオンマスター。《不動要塞（イモービル・フォートレス）》、《鮮血の暴風雨（ブラッディ・ストーム）》などの異名を持ち、王に上り詰める過程の大規模戦闘で、出現地点から一歩も動かずに30人近い敵を屠ったと言われている。デュエルアバターは本体こそ現実の肉体に似た小柄なものであるものの、レベルアップボーナス全てを注ぎ込み、主砲、ミサイルポッド、機銃つきコクピット、背面スラスター、脚部の5つのパーツで構成された強化外装群《インビンシブル》の強力な火器で敵を圧倒する遠距離砲撃に特化した戦闘スタイルをとる。また、これらとは別にチャージ時間によって威力が上がる性質を持った拳銃型の強化外装《ピースメーカー》を初期装備として所有している。必殺技は主砲からの一撃《ヒートブラスト・サチュレーション》（レベル3）、各種外装からの一斉掃射《ヘイルストーム・ドミネーション》（レベル5）、《コロナル・マス・イジェクション》の三つが登場している。こうしたハリネズミが如き武装をニコ自身は、自分の「外界への恐怖」の具現化である、と評している。心意技として、射程距離拡張系の心意攻撃技《輻射拳（レイディアント・ビート）》と上位技《輻射連拳（レイディアント・バースト）》、高熱でわずかに融解させた路面を滑走する心意移動技《炎膜現象（パイロプレーニング）》、《ピースメーカー》を用いた《紅の散乱弾（スカーレット・エクスプローダー）》を持つが、これらの心意適性についてもやはり「外界への恐怖」の具現化であると自嘲気味に語っており、第二段階の心意技も習得していない。強化外装展開中に無数の敵に至近距離で纏わり付かれるのを苦手としていたが、五代目クロム・ディザスター戦後、接近戦にも対応できるように修行し、《インビンシブル》を大型武装トレーラーに変形させる「機動要塞（モービル・フォートレス）」形態「ドレッドノート」を編み出している。また、風向や熱源をスキャンする《視覚拡張（ビジョン・エクステンション）》アビリティを持ち、その応用でバーストリンカーが蓄積している戦闘経験ならびに戦闘力を「情報圧」として視覚化し、観測することが可能。
《純色の七王》に数えられながらも自分が「純色」ではないことを本心では気にしており、他の王に対して劣等感と同時に、戦えば勝てないという現実的な実力差の実感からくる強い恐怖心を抱いている。そうした本心・弱さを隠すために虚勢を張る自分をさらに自己嫌悪していた。その本心をハルユキに打ち明けたことで心情距離が急接近し、彼を「ハルユキ」と名前で呼ぶようになり、彼が他の女性と親しくしていると露骨に嫉妬を見せるようになっている。
ネガ・ネビュラスの面々とともにカレントとアッシュの救出作戦に同行し、カレントを救い出した後ミッドタウン・タワーへ赴く。メタトロンを退けたものの、激戦直後で消耗した一瞬の隙を付かれブラック・バイスに拘束され本拠地に連れ去られてしまう。その後ブラック・バイス達に擬似的な零化現象を受け、意識を失い、なす術も無くサーベラスIIIに自身の強化外装「インビンシブル」を奪われてしまうが、途中で復活しハルユキ達とともに災禍の鎧マーク2と化したサーベラスIIIを撃破に成功する。その後チユリの「シトロン・コール」によって奪われた4つの強化外装のうち3つを取り戻すが、最後のパーツであるスラスターが戻る寸前にニューロリンカーを外部切断されたことで取り戻すことが出来なかった。
現実世界に帰還を果たした後、黒雪姫から複製されたレッド・ライダーの後を任せるという伝言を受け取り涙を流し、以降は自分についてきてくれたレギオンメンバーたちとの向き合い方を考え直すようになり、ISSキット消滅後に開かれた七王会議で加速研究会を七大レギオン総出で倒すことを提案し、二代目赤の王として一皮剥けた姿を見せている。レギオンの合併に際して暫定第3期ネガ・ネビュラスの暫定サブマスターに就任。オシラトリとの決戦では自身も怒りを滾らせつつも、色々な意味で「先輩」となる黒雪姫の無謀な突撃を諌めるという自制心を見せた。オシラトリが七王会議を崩壊させた際には、その機動力を活かしできる限りの人員を連れて脱出を図り、太陽神インティに巻き込まれた《王》では唯一無限EKを免れる。
『あくちぇる・わーるど。』では常にランドセルを背負っているリアルの姿で登場しており、ボケキャラクターばかりの本作における唯一純粋なツッコミ役の地位を確立しており時には「インビンシブル」を用いて容赦ないツッコミを相手に与える。
レッド・ライダー（Red Rider）
声 - 津田健次郎
初代《赤の王》。情熱的で友情を重んじる義理堅い性格であり、かつてレベル9のサドンデスルールに対して友情を説き不戦を訴えたが、七王会議でブラック・ロータスの不意討ちを受けポイントを全損、強制アンインストールとなった。全損当時、紫の王パープル・ソーンとは恋仲と言える関係であった他、青の王ブルー・ナイトも彼の死に我を失ったとされており、BB全域に信頼と友好を得ていた人物であったとされる。アニメ版では、彼の愛馬と考えられる真紅の肌の悍馬が姿を見せている。
装甲色は名前の通り「純色の赤」。カウボーイハットにガンベルトなど正に西部劇に出てくるガンマンを思わせる形状のアバター。六連装二挺拳銃の強化外装《ヘリオス&エーオース》と自動装填のアビリティ《オートリロード》を用いた早撃ち早込めを基本の戦闘スタイルとし、銃型の強化外装を自ら製造するアビリティ《銃器創造（アームズ・クリエイション）》により、《銃匠（マスター・ガンスミス）》、《BBK》の二つ名で呼ばれた。
手ずから鍛え上げた高精度の銃をレギオンメンバーに広く配布し、その火力・射程の戦略的向上は他レギオンの戦略に影響を及ぼすほどであった。作成した武器を他人に渡すことで自らの見ていないところですら攻撃可能という、実質的にレインをも上回る加速世界最長の射程距離を誇っていたことから、黒雪姫はレインの大火力を赤系で《最強》としつつ、ライダーの能力を《究極》と表現している。ライダー・メイドの銃器には《交差する拳銃の紋章（クロストガンズ・エンブレム）》を模した安全装置が必ず装備されており、そのセーフティロックはライダーの意思によって任意に遠隔操作可能だった。
全損した後、加速研究会の会長の何らかの能力によりライダーとしてのデータをISSキットの本体に寄生させられ、《銃器創造》でISSキットを作らされていた。キットの本体がエネルギーを回復させている間のみある程度の自由を得られるが、それ以外の状態では本体に制御権が戻り操り人形と化してしまう。自身の現状から不意打ちで全損した事件はコスモスが《銃器創造》アビリティを悪用するために仕組まれた計画な犯行で、ロータスは彼女に嵌められただけであったことを感づいており、彼女と再会した際も一切恨まず以前と同様の態度で接し、自分を止めることと、二代目を継いだニコへ「あんがとよ。後は任せた」という言伝を託した。キット本体が倒れた後は全てのキットのセーフティを作動させて本体の全損と共に消滅した。

掛居 美早（カケイ・ミハヤ） / ブラッド・レパード（Blood Leopard）
声 - 川澄綾子
中学3年→高校1年。プロミネンスのサブマスター。《三獣士（トリプレックス）》の第1位。レベル6→8。ニコを「私の王」と称し、友情を超えた忠誠心を持つ。バーストリンカー間の通称は「パド」、リアルでは「ミャア」と呼ばれる。
『紅炎の軌跡』にて本名を含めたリアルでの詳細が語られている。プロミネンスのリアルサイドの拠点でもある練馬区桜台の洋菓子店《パティスリー・ラ・プラージュ》の見習いパティシエール兼ウェイトレスにしてオーナー経営者。小学6年生の時に父が他界した後、その葬儀の際に従妹であるあきらの「子」になり、中学卒業までは、ニコの通っている全寮制の学校に通っていた。
大変にせっかちな性格のため、洋菓子店の制服である茶色のメイド服を着たまま街中も平然と行動したり、簡潔な話し方を好む（例として、OK→K、心配ない→ノープロブレム→NP、ごめんなさい→SRY、ありがとう→THX）。父親の遺品である赤い大型電動オートバイを日常の脚としており、ニコやハルユキをこれで連れ回す。
通常アバターはライダースーツを着た豹頭の獣人の姿をしており、アキハバラBGでも用いている。
深紅（暗めの赤）のデュエルアバターで、豹頭に細いネコ科の四肢が特徴。《血まみれ仔猫（ブラッディ・キティ）》の二つ名を持つ。対戦の聖地《アキハバラ・バトル・グラウンド》で名を馳せている。赤系ではあるが、後述の必殺技の扱いにくさから戦闘スタイルは近接格闘がメイン。必殺技は自身の体型を豹のようなビーストモードに変化させる《シェイプ・チェンジ》。またアビリティに噛み付いた対象からビーストモード時に体力ゲージを吸い取る《奪活咬（バイタル・バイト）》と、ノーマルモード時に必殺技ゲージを吸い取る《奪気咬（メンタル・バイト）》、ビーストモード時に時速250kmで走行する《ファースト・ブラッド》、ビーストモード時限定の《落下保護（フォール・プロテクション）》と《壁面走行》、《常時全面走行》（レベル7ボーナス）などを持つ。赤系としての真の能力に、自身を砲弾として標的に突っ込むレベル5必殺技《ブラッドシェッド・カノン》があるが、外せば大ダメージを受ける諸刃の剣のため使用は控えている。
ハルユキとはニコからのメッセンジャーとして、また偶然でもたびたび接触があり、その付き合いは友好的。肌を触れ合わせても全く厭いの無い態度は、ハルユキを戸惑わせることも多い。文化祭まではハルユキをリアルでも「クロウ」と呼んでいたが、文化祭終了後はあきらと同じく「ハル」と呼ぶようになった。
《親》であるあきらが封印状態に陥って以降、彼女を救出するときに備えてセイリュウの《レベルドレイン》対策としてレベルアップを止め、膨大なポイントを蓄積していた。救出作戦後は、減らされたポイントをライム・ベルの機転で使用した《シトロン・コール》で取り戻し、レベルを8まで上げている。
『あくちぇる・わーるど。』ではリアル同様のメイド姿で登場しており作中では唯一黒雪姫のダジャレを気に入っている人物で結構な天然系。初登場時に木の根っこにいた豹の子供を拾って飼っている。
カシス・ムース（Cassis Moose）
《三獣士》の第2位。ニコからはカッシーと呼ばれている。リアルはアバターと同じく大柄な中学3年生。
大柄な体格に似合わず冷静沈着だが、うっかりリアル割れしかねない情報を漏らすなど何処か抜けている。「リアルとBBはきっちり分ける主義」らしく、レギオンマスターや他の三獣士であってもリアルをさらすのを嫌がっている。ネガ・ネビュラスとの協調路線には寛容で、レギオン合併というニコの発案も承諾した。
デュエルアバターは濃い紫色で、角まで含めれば2mを超えるヘラジカの姿をしたM型。必殺技《シェイプ・チェンジ》によりヘラジカ型のビーストモードに変身できる。心意技に無骨なスパイクをつけた鉄板を生やす防御技《掘削壁刃（ドーザー・ブレード）》を持つ。
通常アバターは暗赤色のスーツを着たシカ頭の男性。
深谷 佳央（フカヤ・カオ） / シスル・ポーキュパイン（Thistle Porcupine）
《三獣士》の第3位。ニコからはポッキーと呼ばれている。リアルはアバターと同じく小柄な中学1年生で、ニコ曰く《でっけー鳥》（生肉が餌の、おそらくは猛禽類）を飼っている。パンク系の服装を好む。何らかの事情があるらしく、ハルユキが握手を求めた際には応じることが出来なかった。
一人称に「オレ」を用いる。ネガ・ネビュラスとの協調路線には懐疑的だったが、ニコの決意を理解し承諾、以後はレギオン内の説得に努めている。また、夏休みの間ホウを預かることを快諾する。
アバターは赤紫色で、毛皮状の装甲をまとうヤマアラシの姿をした小柄なF型。普段の毛皮は柔毛だが、感情が高ぶったりすると縞模様のある太く鋭い針に変化し発射することもできる。必殺技《シェイプ・チェンジ》でヤマアラシの姿に変身できる。
通常アバターはワンピースを着たヤマアラシ頭の少女。

マスタード・サルティシド（Mustard Salticidae）
ハエトリグモの意匠を持つカラシ色の華奢なF型で、通称は「シド」。「虫組」の一人。背後まで見通す8つの目を持ち、索敵能力に優れる。保有アビリティは糸を仕掛ける《ドラッグライン》。
モス・モス（Moss Moth）
くすんだ緑色で大きな触角を生やしたM型。「虫組」の一人。
スプルース・ブレビス（Spruce Brevis）
巨大なアイレンズを備えた茶色のM型。「虫組」の一人。

ネイビー・ロブスター（Navy Lobster）
深い藍色の重装甲をまとった、エビのようなM型。「エビ組」の一人。
カーネリアン・アルフェウス（Carnelian Alpheus）
右手だけが大きいエビ型のM型。「エビ組」の一人。
シナモン・パラエモン（Cinnamon Palaemon）
両腕の長い薄茶色のF型。「エビ組」の一人。

チェリー・ルーク（Cherry Rook）
声 - 高橋美佳子
ニコと同じ学校の2歳上の男子。スカーレット・レインの《親》にして、五代目《クロム・ディザスター》。「果物組」の一人。
身長170cmほどの騎士型アバターで、カラーサークル上では彩度の高い遠隔・間接系。手首から巻き取り式の鉤付き鋼線を射出する《鋼線鉤（ワイヤー・フック）》アビリティを持つ。
リンカーとしては古参だが実力面で伸び悩み、自分を遠く追い抜いていったレインの《親》として何としても強くなりたい、追いすがりたいと願った結果、黄の王イエロー・レディオから譲渡されたと思われる《災禍の鎧》を装備してクロム・ディザスターに精神を乗っ取られてしまう。暴走し多くのリンカーを襲うが、最終的にハルユキ達との死闘の末レインの《断罪の一撃》によってポイント全損処分となる。鎧の呪縛から解放された後は、福岡の親戚に引き取られていった。
ピーチ・パラソル（Peach Parasol）
ハートと共に領土戦を挑んできたレベル4バーストリンカー。「果物組」の一人。
パラソル型強化外装を所持する薄桃色のF型で、展開して防御する《シールド》と、集結させて遠距離火器として機能する《ライフル》の2形態を使い分ける。が、逆上すると我を忘れ味方への誤射を考えない当人の暴走加減が弱点。必殺技はライフルから強装弾を発射する《チャージ・ショット》。
パーシモン・モンク（Persimmon Monk）
長いローブをまとった長身のM型。「果物組」の一人。

キャロット・タレット（Carrot Turret）
ニンジン色をした小柄なF型。「野菜組」の一人。
パプリカ・カプリス（Paprika Caprice）
鮮やかなオレンジ色をした、小柄なF型。「野菜組」の一人。
ビート・ビート（Beet Beat）
両腕が丸くふくらんだ、赤紫色のM型。「野菜組」の一人。

アコナイト・アーチャー（Aconite Archer）
青紫色の装甲と同色のクロスボウを装備したM型。「花組」の一人。
セントジョーンズワート・チアラー（St. John's wort Cheerer）
薄黄色で、背中に小さな羽を背負ったF型。「花組」の一人。
ラベンダー・ダウナー（Lavender Downer）
薄紫色の学生服のようなコスチュームを装備するF型。「花組」の一人。愛称はラヴィー。
《静穏剣（トランキル）》の二つ名を持つ、プロミネンスで一番の剣使い。ムース曰く「おとなしくて控え目」とのことだが、第3段階の心意技まで使える実力者。
サフラン・ブロッサムの《子》であるような描写があり、セントリーとも面識があるが、他の花たちが今どうなっているかは知らない。
通常アバターは地味めな灰色のブレザーにラベンダー色のネクタイを締め、セミロングの髪を左耳の後ろあたりで横結びにして、やや濃い紫色のメガネを掛けた、生身に近い出で立ち。

オーカー・プリズン（Ochre Prison）
ハートと共に領土戦を挑んできたレベル5バーストリンカー。「石組」の一人。
頭部が鳥籠のような黄褐色のM型で、たくましい両腕についた巨大な爪が主な武器となる。間接型の能力として、両手を地面に突き刺し相手を地面から出現する巨大化した鋼鉄の爪でできた内側に刃のついた檻に閉じ込める《エッジド・ケージ》という捕獲系の必殺技を持つ。
マラカイト・ヘックス（Malachite Hex）
滑らかな装甲表面にマーブル模様のようなパターンが浮かぶ、深緑色のF型。「石組」の一人。
アンバー・キャプター（Amber Captor）
琥珀色の半透過装甲装甲を持つ小柄なF型。「石組」の一人。

カンタル・タンク（Cantle Tank）
茶色の繊維質な装甲を持つ、中サイズのM型。「鉄組」の一人。
エリンバー・ガバナー（Elinvar Governor）
頭部が複雑な機械仕掛けになった、ひょろりとしたM型。「鉄組」の一人。
アイオダイン・ステライザー（Iodine Sterilizer）
《ストロンガー・ネーム》の二つ名を持つバーストリンカー。愛称は「ダイン」。レベル6。「鉄組」の一人。アツい性格の持ち主で、アッシュを彷彿とさせる英語混じりの口調が特徴（ただし、適当なアッシュと異なり正しい意味で使っている）。
市販のうがい薬の容器に赤い頭と手足をつけたような姿の小柄なM型。カラーサークルでは彩度の低い遠隔・間接型。「ヨウ素殺菌剤」を意味する名前の通り体から噴霧するポビドンヨードを目くらましにした近接戦闘を得意とする。多くの金属に対するヨウ素の強力な腐食性によりメタルカラーに対しては天敵ともいえる性能を持つ。必殺技として周辺一帯を消毒する黄色い霧を撒く《アンチドート・ミスト》と、強酸性の赤い霧を撒く《アシッド・ミスト》を持つ。なお噴射した液体は自分にとっても刺激物で、自身のアイレンズに付着してもしみる模様。
《ストロンゲスト・ネーム》ことクリムゾン・キングボルトに敗北し「ストロンゲスト」の名を奪われたことを根に持っており、殺菌力の高い銀の装甲を持つクロウを勝手にライバル視して《毒消しキング》の二つ名を賭け勝負を挑み、熱戦を繰り広げたものの敗北。名は譲ったが、互いを認め再戦を誓い合った。

ブリック・ブロック（Brick Block）
全身が四角いレンガブロックでできた、赤茶色のM型。「子豚組」の一人。
ストロー・バリア（Straw Barrier）
薄黄色の細いチューブを束ねたような装甲の、大型なM型。「子豚組」の一人。
ファーズ・スティック（Further Stick）
茶色の棒で全身を包んだバリアによく似たM型。「子豚組」の一人。

ブレイズ・ハート（Blaze Heart）
ライダー統治時代からの《プロミネンス》古参メンバー。レベル5。加速世界で2番目か3番目に人気のあるアイドルグループ《ヘリオスフェア》（アイドル組）の一員。
ツインテールの髪形をしたアイドルのようなF型で、マイク型の強化外装を持つ。ブレザーとスカート状の装甲は鮮やかな朱色で、必殺技は声で炎の音符を作り出し投擲する遠隔攻撃技《シアリング・ノート》と、全身を発火させて近接攻撃力を大幅に拡張する一方、己が身もその火によってHPを削る《バーニング・ハート》。
2047年6月、レギオン総出のエネミー狩りの最中、ロータスと思しきアバター（正体はロータスに擬態したブラック・バイス）に神獣級エネミーをけしかけられたことへの報復として、パラソルとプリズンと共に停戦協定を破りネガ・ネビュラスに同月第5週に領土戦争を挑む。ハルユキ達と激闘の末敗れ矛を収めたが、「ネガ・ネビュラスとは馴れ合えない」と告げて、そのまま去った。しかしこの対戦を通してネガ・ネビュラスへの偏見は薄れたようで、レギオン合併の際には賛成に回った。五王が無限EKされた直後のミーティングにも参加し、戦闘スタイルとは対照的な理論派な意見を出した。
通常アバターもデュエルアバターと同じくツインテールのアイドル風の姿にしており、その作り込みをハルユキも評価している。
パラソル、オーカーと共に読者公募によるアバターコンテストの入賞作品がモデル。
フリーズ・トーン（Freeze Tone）
《ヘリオスフェア》（アイドル組）の一員。
クリーム・ドリーム（Cream Dream）
《ヘリオスフェア》（アイドル組）の一員。

バーミリオン・バルカン（Vermilion Vulcan）
装甲は深い赤色、両手に大型の機関砲らしき強化外装を備えたM型。《三重士（トライアド）》（大砲組）の筆頭格。通称《V3》。レギオンの合併に際してライダーのような悲劇を二度と起こさないための保証を求め、パイルとマゼンタから大量のBPを預かることで合意し合併に賛同した。
カーマイン・カノン（Carmine Canon）
純度の高い赤の装甲を持つ、背の高いF型。《三重士（トライアド）》（大砲組）の一人。
マルーン・モーター（Maroon Motor）
赤茶色の装甲を持ち、背中に巨大な筒を背負ったM型。《三重士（トライアド）》（大砲組）の一人。

## グレート・ウォール
グリーン・グランデ（Green Grandee）
声 - 黒田崇矢
《緑の王》で、《グレート・ウォール》のレギオンマスター。加速世界最硬と謳われるその絶対的な防御力から《絶対防御（インバルナラブル）》の異名を持つ。アバターは巨体というわけではないが分厚い板のようなアーマーを纏う重厚な人型。寡黙な性格で自分から口を開くことは滅多に無く、黒雪姫からも「アイツだけは昔から何を考えているか分からない」と言われている。オリジネーターの一人であり、他の王達と比してすらなお抜きん出た桁違いの「情報圧」を纏っており、その圧倒的圧力は同じ王であるニコからすらも「化物」と畏怖され後に対峙したメタトロンからは「自分達ビーイングと同じ匂いを感じる」と評されている。
そのバーストポイント獲得のほとんどが無制限中立フィールドでの単独エネミー狩りによるもので、対戦の絶対数は少ないと言われるが、対戦での負けは全てタイムアップで、一度もHPが半分を割ったことがないという。
詳細は不明ながらハイエスト・レベルに到達しているらしく、そこで《AA》・《CC》の二つの世界の存在とその結末を知る。そして、BBをそれらの二の舞にさせないため、たった一人で加速世界のルールに抗い、加速世界存続のために膨大な時間を費やしている。高位エネミーを単独で狩り続け、そうして得た莫大なポイントをアイテムに変え、下位エネミーに喰わせることで、そのエネミーを倒したパーティーが大量のポイントを得るという形で、ポイントを加速世界全体に広く分け与え、世界を維持している。加速世界でエネミー狩りにより供給されているポイントのほとんどが彼の手によるものである。また、初代から四代目までのクロム・ディザスター消滅に立ち会った唯一のバーストリンカーでもあり、「災禍の鎧」にとっては最大の仇敵。
《七の神器》」のひとつ、大盾《ザ・ストライフ》を所有しており、その特殊能力《倍増返済（ダブル・ペイバック）》に加えアバター本体の堅牢さも相まって、加速世界一の防御力を誇る。必殺技は足場にもなる巨大な十字楯を複数産み出す《ディスタント・シールド》。超広域に防壁を展開する防御心意技《光年長城（パーセク・ウォール）》を持つ。
ネガビュとグレウォの会談でグラフが彼を「グッさん」と称して以来、ハルユキたちからも話題にする際にそう呼ばれている。
グラファイト・エッジ（Graphite Edge）
声 - 不明
グレート・ウォールの幹部集団《六層装甲（シックス・アーマー）》の第一席にして、元ネガ・ネビュラス幹部《四元素》の《地》。通称は「グラフ」でレベルは8。初出は『黒の双剣、銀の双翼』。
アバターは漆黒の装甲（ロータスの「黒」とは違い暗い青系統に分類される）を纏い二本の長剣型強化外装を背負い腰部にロングコートのようなアーマーがあるミドルサイズのM型。ネガ・ネビュラスのレギオン結成からの古参であり、ロータスの師匠でもある。黒雪姫が新米の頃より戦い方やレベルアップボーナス選択の方針などを指導してきた。指導方針である「一点特化型」はネガ・ネビュラスの基本的な育成方針となり「迷ったらまず特化」という形で引き継がれている。その実力は相当なもので、レベル9に上がろうとしている時点のロータスをして乗り越えられず、黒のレギオン最強の剣士とされていた。しかし、実力とは裏腹に本人は威厳といったものとは無縁な飄々とした性格で人に妙な渾名を付けたり、何かと仲間を子ども扱いしたり、無茶な作戦でエネミーを狩ろうとして返り討ちに遭ったりなどと気の抜けた行動（あきら曰く「愚行録」）が多く、楓子とあきらには「無鉄砲」「お調子者」「バカ」呼ばわりされている。普段は飄々として掴み所のない人物だが、ここぞという場面では底知れない戦闘力と精神力を発揮する。第1期ネガ・ネビュラスではメンバーが集うクローズドネットを立ち上げていたことが黒雪姫の回想で明らかになっている。
《純色の七王》がレベル9にアップするのとほぼ同時期にレベル9に到達可能なポイントを保有していたが、安全マージンの不足と「王」に先んじてレベル9になることを嫌がり、レベル8から上げようとしなかった。かなりの事情通で加速世界の成り立ちについての知識もあるが、コスモス曰く彼は《同位体》と呼ばれるオリジネーター以上の存在とのこと。
第一期ネガ・ネビュラスが帝城攻略に失敗し解散した直後、旧ネガ・ネビュラスのメンバーを受け入れてもらうため、独断でグレート・ウォールに自分の身柄を預けるために移籍した。また、渋谷第一、第二エリア返還の代償として保有ポイントの大半をグランデに先払いしている。ただし、加速世界でのパワーバランスへの影響を考慮しこのことは約3年間秘匿され、その間に第三段階の心意で扉の隙間のわずかな空間を利用して外から《九重の門》の封印プレートを切り裂き単身帝城に侵入し、「子」であるアズール・エアーを指導していた。グレウォとN・Nが同盟を結ぶ段になってかつての仲間達の前へ姿を現し、間もなく《帝城》へ突入したクロウとレイカーに自身が置かれている状況を説明する。五王が無限EKされたときには自らも責任を感じ、超人的な精神力で帝城から内部時間で約1年に渡る期間《太陽神インティ》の監視を続けた。その後、メイデンらによる救出作戦が成功したことで封印を脱し、クロウを奪還するための荊冠破壊作戦に参加したが、本来の力を取り戻したテスカトリポカに圧倒される。
戦闘スタイルは刃渡り80cm、厚さ8mmの刀身を持つ双剣型強化外装《ルークス》と《アンブラ》を用いた完全な近接型で、加速世界の剣術の1つ《明陰流（アインりゅう）》の使い手。その双剣は2つの強力無比な能力を有しており、その1つが双剣の腹に当たる透明部分の、加速世界最硬物質と言われる《ハイパーダイヤモンド》。それを用いたクロスガードは鉄壁を誇り、ロータス渾身の一撃すらも正面から弾き返す。もう一つはエッジ部分で、グラフェンの積載素材で出来たいわゆる《単分子ブレード》となっている。全く同じ性能の双剣《ルークス》と《アンブラ》で、互いを斬りつけたらどうなるのかという矛盾から、《矛盾存在（アノマリー）》の二つ名を持つ。またステップ回避の達人でもあり、剣での防御を使わせるのも苦労する。だが、ポテンシャルのほとんどを主力である双剣に注いでいるため本体は貧弱でグラフ自身の装甲が薄いため素手での戦闘も不得手なので、剣を無くすと遠隔型のメイデンにさえ打ち負けるという極端な性能をしている。そのため、レイカーなどからは「剣が本体のヒト」と称されている。必殺技に四回の垂直切りで作った一辺3mの正方形の形をした斬撃を飛ばす遠近両用の《バーチカル・スクエア》、近接用の単発斜め切り《スラント》、二本の剣を柄を中心に高速回転させ、白く輝く光の盾とする防御技《スピニング・シールド》がある。また黒雪姫が使用する「奪命撃」といった心意技の元々の使い手であり、その威力は弟子である黒雪姫を遥かに凌いでいた模様。また、「柔法」も黒雪姫に教えている。さらに刃を限りなくゼロに近い厚さに変えて何でも斬ることができる《解明剣（エルシデイター）》という第三段階の心意技も使うことができる。
ビリジアン・デクリオン（Viridian Decurion）
声 - 柳澤健次
《六層装甲》第二席。《十人長》の二つ名を持つ。デクリオンの名の通り、円形の盾と小型の剣を携えた鮮やかな深緑色の古代ローマ式甲冑を纏うM型。パウンドからは「ビリー」の愛称で呼ばれるが、公的な場で使われることは好んでいない。
必殺技はゲージ1本につき4体、最大8体の自動人形を作り出す《緑玉の軍団兵（ビリダイン・リージョナリー）》。剣使いとしても心意使いとしても優秀で、左手のバックラーを起点とするカウンター主体の剣技を駆使して戦う。
アイアン・パウンド（Iron Pound）
声 - 野坂尚也
《六層装甲》第三席。《鉄拳》の二つ名を持つ。レベル7でボクサータイプの《完全一致（パーフェクト・マッチ）》バーストリンカー。デュエルアバターはメタルカラーチャートにおいて最も右（卑金属）寄りの「アイアン」で、特殊攻撃には弱いが物理系攻撃や熱には高い防御力を誇る。近距離専門のデュエルアバターであるが、飛行中のレイカーを落とすために節を曲げて遠距離必殺技《爆推拳（ロケット・ストレート）》を身に付けたのは加速世界の伝説の一つ。分離した拳には感覚があるらしく、楓子によると嘗て空中で捕まえた拳をくすぐったりつねったりした模様。グローブから爆炎を吹き出す《イラプション・ブロウ》という技も持つ。その他に心意技《鉄拳乱舞（ハンマー・レイブ）》を持ち、さらに対クロム・ディザスター戦用に技名発声無しの心意発動の訓練を積んでいたため、六代目クロム・ディザスターとなったばかりのハルユキを翻弄した。しかしボクサーとして鍛えていたためハルユキが行った「背中への攻撃」に対応しきれず、隙を突かれ倒されている。この一件でハルユキの実力を、また《鎧》に深く侵されつつもかなり真っ当に会話できる人格を認めたらしく、伝説のアビリティ《理論鏡面》習得を要請する際、正面からハルユキに向き合って語らった。以降もハルユキとは（加速世界では大幅にキャリア差があるにも関わらず）対等の相手として接している。
レイカーから「拳（ケン）ちゃん」、デクリオンからは「アンパン」などとからかい絡みの呼ばれ方をされることがあり、普段の事務的な態度とはほど遠い過去がある模様。
リグナム・バイタ（Lignum Vitae）
声 - 大亀あすか
《六層装甲》第四席。無口で情動も希薄。アバター名はハマビシ科に属する世界一硬い木材の一種。ペール・グリーンの装甲にカクテルドレスのような服を纏ったF型。
必殺技は高い防御力のある大樹の姿に変身し光合成によって周囲にいるものの必殺技ゲージを回復させる《カルビン・サイクル》と、人型に戻る《クレブル・サイクル》。
サンタン・シェイファー（Suntan Schaefer）
声 - 小堀幸
《六層装甲》第五席。コガネムシの特徴を備えた小麦色のF型アバターだが、がっちりした外見からは性別が判別しづらい。彩度の低い遠隔・間接型だが、功夫による格闘戦を得意とする。掌には微細な吸盤を備えている。加えて茶色の甲虫に変身する能力も持っている。中国語混じりの片言で話す。
パウンドを一対一で倒したと聞いてクロウに興味を持ち、バトルロイヤルではアッシュを押しのけてまで対戦を挑んだ。
アッシュ・ローラー（Ash Roller）
声 - 鈴村健一
「アッシュ語」の通称で呼ばれる英語交じりの奇矯な言動が特徴的なバーストリンカー。スカイ・レイカーの《子》にして《弟子》であり、彼女を《師匠》と呼び恐れながらも尊敬している。ハルユキが初めて対戦し、敗北し、また初勝利した相手。その後もハルユキとは数多く対戦しており、隔日の取り決めデュエルに常連ギャラリーがつくほど派手な戦いを毎回繰り広げる、良きライバルである。また自身のイメージとマッチする為、《世紀末》ステージがお気に入りである。
デュエルアバターは彩度の低い緑系統の「灰色」の装甲を纏う髑髏状のマスクを装備したM（男性）型で、その特殊性が示すようにアメリカンバイク型の強化外装《ナイト・ロッカー》に搭乗して戦う。垂直な壁をバイクで走行するアビリティ《壁面走行（バーティカル・クライム）》（レベル2ボーナス）、バイクからミサイルを放つ必殺技《フライング・ナックルヘッド》《ハウリング・パンヘッド》、そしてそのプロフェッショナルな二輪車操縦技能を最大の武器とする。また、「Vツイン拳」なるシステム外の技を編み出し使用している。一方ポテンシャルのほとんどをバイクに割いているため本体は非常に貧弱で、バイクを破壊もしくは封じられると戦闘力のほとんどを喪失してしまう。駆動系も精密に再現されているために、後輪が宙に浮いた状態では前進できず、ガソリンエンジンの燃焼が起こらない《宇宙》ステージでは固定砲台としてしか機能しなくなるといった弱点がある。
その出自は特殊で、事故により意識不明のバイクレーサー・日下部 輪太（くさかべ りんた）のニューロリンカーを彼の妹である綸が使用することで存在している。そのためか、加速した際に輪太を自認する人格が生まれ、現在では加速を行うとこちらに人格が交代するようになっており、さらにニューロリンカーを外すと加速中の記憶まで曖昧になってしまう、という弊害を抱えている。またアッシュを司る人格も現実世界での出来事は朧気にしか記憶しておらず、また輪太の記憶も持っていない（加速世界から最初の記憶が始まっている）ため、自身が仮想の存在なのか輪太その人なのかも解らない状態にある。
輪太自身には悪意はないが、妹思いの良き兄であるがゆえに綸に近づく者（＝ハルユキ）に対して攻撃意識を剥き出しにしつつ綸を放置しても攻撃意識を剥き出しにするという、少々難儀なシスコン症状が見えている。またハルユキがアッシュの出自を知った後から時折動転すると「お兄さん」と呼ばれることが多くなり、そのたびに語気を荒らげて否定している。一方でハルユキが翼を失って失意に沈んだ際にスカイ・レイカーに引き合わせ、以後も苦難の際には助け舟を出すなど、関連深い相手には厚く接する人情家でもある。
2047年6月29日、マゼンタの襲撃を受け「ナイト・ロッカー」にISSキットを寄生させられ、除去困難な状態に陥った。キット侵食による精神汚染に苦しむ綸を救うため全損を覚悟するが、ハルユキたちによりキット本体が倒されたことで端末の機能停止に成功し、元に戻った。ISSキットの影響から解放されてから、弟分であるウータンとオリーブとでチーム「ラフバレー・ローラーズ」を結成した。その後楓子の頼みでネガ・ネビュラスとグレート・ウォールの仲介役として会談の場をセッティングしている。対加速研究会の戦闘に際して、チームメンバーたちと共に一時的にネガ・ネビュラスに移籍する。
《心の闇》に直結する心意システムは、ゲームを楽しむポリシーに反すると頑なに修行を拒否していたが、領土戦の最後に見たロータスの《星光連流撃》の美しさに感動を覚え、心意の習得に前向きな思いを抱きつつある。
外伝『マギサ・ガーデン』にも登場し、ヴァルキリーと戦った。
『あくちぇる・わーるど。』ではデュエルアバターの状態で登場。本作ではアッシュの名で呼ぶのはフーコのみで「ガイコツさん」と呼ばれることがほとんど。意図せずにオチを漏らしてしまうことがあり、そのたびに黒雪姫から恨みを買っているほか、たびたび楓子からムチャぶりを要求されるなど本作では基本的にいじられキャラクターとして扱われる。中身は綸が入るため空洞になっており、またバラバラになっていても動ける。
日下部 綸（クサカベ・リン）
声 - 南里侑香
アッシュ・ローラーのリアルである中学2年生の女子。中野区江古田在住で、渋谷の笹塚女子学院中等部に通う。兄の病院に通うためにアルバイトをしていた時に楓子と出会い、彼女の「子」になった。彼女自身のニューロリンカー使用歴は幼児期からだったが、乳児期より輪太が自身のニューロリンカーを彼女に装着させ趣味の情報を共有していたため、兄のニューロリンカーで「誕生直後からのニューロリンカー装着」というインストール条件を満たすことが出来た。
アッシュとは正反対に小柄で大人しい涙目がちな少女で、リアルで彼女と対面したバーストリンカー全員をその落差で驚愕させた。加えて自転車もまともに扱えないほど乗り物扱いが苦手で、楓子からは完全一致ならぬ《完全不一致（パーフェクト・ミスマッチ）》と評されている。が、美的センスはアッシュのそれを引き継いでアッシュの装いを「カッコイイ」と評し、バトル・ロイヤル設定を常時ONにしていたりと、無意識な面でかなりの影響が垣間見える。6月に開催された梅郷中の文化祭にハルユキから招待チケットをもらったことで、梅郷中を訪れその際にニコと美早と対面を果たしハルユキと共に文化祭を一緒に回っている。その際にハルユキのクラスの展示で、映像のバイクの車種を言い当てあったことをキッカケに美早と仲良くなった模様。
クロウのことは初めての敗北をきっかけに強く意識し、あるきっかけでそのリアルであるハルユキを目の当たりにした上で強い恋愛感情を確立。以後、リアルでも奥手ながら明確なアプローチを繰り返している。
通常アバターはリアルの姿に鋲を打った黒い革ジャンとカットジーンズを着用したパンクファッション。
『あくちぇる・わーるど。』ではガイコツさん（アッシュ）の中に入っている。

ブッシュ・ウータン（Bush Utan）
アッシュを兄貴と呼び慕うバーストリンカー。アッシュからは「ウー」、リンからは「ウーくん」と呼ばれている。特徴的な「オイラでヤンス」口調で喋る。
くすんだ草色の装甲を持ち、その名の通り類人猿のような外見。小柄ながら巨大な両腕にポテンシャルをつぎ込んだ腕力特化型のアバターで、腕の長さを3倍まで伸ばす《伸縮剛腕（ロンガー・ハンガー）》アビリティを持つ。腕力で地面を泳ぐように移動でき、《草原》ステージでは体格と体色を活かした高い隠密性を発揮する。
彼の「親」は既にポイント全損により加速世界を去っており、その恐怖からISSキットに手を出してしまう。後にハルユキ達が「ブレイン・バースト中央サーバー」でISSキット本体を攻撃したこととアッシュの説得で自分の過ちに気づきキットの破棄を決めたが、それを知ったオリーブ達他のキット装着者達にアッシュ共々襲われてしまい、倒され続けて全損寸前だったところをディザスター化したクロウに助けられた。ISSキット本体消滅後はグラブと共にチームを結成している。対加速研究会の戦闘に際して、一時的にネガ・ネビュラスに移籍する。
オリーブ・グラブ（Olive Grab）
オリーブ色の装甲を身に纏い、枝のように細い体に不釣り合いな大きな手を持つM型。《油膜装甲（オイル・コート）》というアビリティと、必殺技にアバターを油に変じさせて物理攻撃を無効化する《リピッド・リキッド》、頭部以外の全身を爆散させ自分が行動不能になる代わりに油を浴びせた相手の必殺技ゲージを一気に貯める《サクリファイスド・ネクター》を持つ。その特性上体を覆う油に引火するため、火属性の攻撃に対して非常に弱い。
ハルユキも週末の領土戦などで何度か戦ったことがある模様。ウータンと共にISSキットに手を出し、心意によるリンカー狩りを行っていた。アッシュの説得で心変わりしたウータンを他のISSキット使用者と共に嬲るが、ディザスター化したクロウに倒される。その後はレギオンの仲間とも関わりを断っていたが、ISSキット消滅後アッシュの必死の説得により復帰、ウータン共々アッシュを兄貴分として慕うようになる。対加速研究会の戦闘に際して、一時的にネガ・ネビュラスに移籍する。キットに深く汚染されてしまった原因が自身のキャラの薄さにあると考え、一人称を「オレ」から「オリ」に変えるなどしてキャラを立てようと努力している。
ジェイド・ジェイラー（Jade Jailer）
ハルユキがレベル2に上がったばかりの頃に対戦したバーストリンカー。「ござる」口調で話し、顔馴染みのリンカーからは「同心ジェイド之助」と呼ばれる。
アバターは翡翠色で、両手部分が鎖で繋がれた手錠となっており、これを射出し相手を拘束する。必殺技の「スキッピング・チェーン」は鎖を使って縄跳びし、高速回転する鎖に触れた者を拘束するという技。
コメット・スクイーカー
グレート・ウォールのギルドメンバー。

## レオニーズ
ブルー・ナイト（Blue Knight）
声 - 櫻井孝宏
《青の王》で、《レオニーズ》のレギオンマスター。単独で神獣級エネミーを倒したことから《神獣殺し（レジェンドスレイヤー）》、《剣聖（ヴァンキッシュ）》など幾多の異名を持つ。アバターはその名の通り騎士型。グランデと共に他の王とは桁違いの圧力を纏っており、ニコはオリジネーターの一人であると推測している。性格は明るく鷹揚で、親友だったライダーを騙し討ちで葬った過去を持つ裏切り者のロータスにも砕けた態度を取る。しかし、かつてロータスがライダーを葬った際には激怒し、建物はおろか破壊不可能なはずの地面すら切り裂いて、他の誰よりも暴れ狂ったといわれる。また、加速をリアルで使用することについてはある程度寛容であるが、違法ツールに対しては潔癖な面があり、レオニーズに所属していたタクムにバックドアを手渡したタクムの《親》を幹部であっても断罪したこともあった。そうした噂など、ニコからはグランデと共に本心を見せていない相手としても警戒されている。
加速世界の剣術の1つ《無限流（ムゲンりゅう）》の使い手。《痛覚遮断（ペイン・キラー）》と《無限駆動（リミット・サーパス）》というアビリティを持つ。戦闘に関しては先に必殺技や心意技を使われない限り、相手が誰であろうと自分からは技を使わないというこだわりを持っている。心意の暗黒面をことのほか嫌っており、心意技に関しては慎重派。
《七の神器》のひとつ、大剣《ジ・インパルス》を所有する。
高野内 琴（タカノウチ・コト） / コバルト・ブレード（Cobalt Blade）、高野内 雪（タカノウチ・ユキ） / マンガン・ブレード（Manganese Blade）
声 - 福圓美里（コバルト）、近藤佳奈子（マンガン）
青の王の側近である一卵性双生児の女性プレイヤー。レベルはどちらも7。リアルでは新宿区須賀町に住む中学3年で、髪型は姉の琴がツインテール、妹の雪がポニーテールにしている（デュエルアバターもそれに合わせた形になった）ほか琴がですます調、雪がホンワカ口調の言葉遣いをすることで区別をつけている。ナイトからはそれぞれコバル、マーガと呼ばれている。
幼い頃から容姿のみならず脳波まで一致していたために、たびたびニューロリンカーを取り替えて入れ替わる「楽しくも危険な遊び」を繰り返していた。しかし、小学校入学前に入れ替わりを止めようとした時点で互いが元はどちらだったのかを認識できなくなっており、それ以降互いを区別するために髪型を固定して性格・言葉遣いにも差がついてきたものの、本人たちの不安は解消されなかった。ようやく各々の自己を確立できるようになったのは、バーストリンカーとして異なる姿・名称のアバターを得てからだが、それでもお互い以外の対人関係の壁は消えず、美人ながらも深い友達が出来ずクラスにも溶け込めない日々が続いた。
リアルのみならずアバターの外見も共にメタルカラーの鎧武者と、双子のように酷似している。頭部の飾りがそれぞれの髪型と似たような形状になっており、刀剣型強化外装を振るう様から2人合わせて《二剣（デュアリス）》の異名をとる（安直に「コバマガ」とも略される）。加速と同時に2人とも武人らしい言葉遣いに変わり、主であるナイトを貶める者には容赦しない。特に雪（マンガン）の方の変貌ぶりは姉も心配するレベルとなっている。6巻以降の七王会議では彼女二人の対戦に、参加者がギャラリーとなる形となっている。コバルトは強い青、マンガンはやや緑がかった装甲で、メタルカラーチャートでは両者とも卑金属寄り（コバルトの方が若干貴金属寄り）。剣術はナイト直伝の《無限流》。必殺技は、剣を鞘に収めて柄を握るという動作を続ければ続けるほど威力と射程が増大する《レンジレス・シージオン》。
レイカーやグラフには第1期ネガ・ネビュラス健在時から負け越しており、彼女らは天敵になっている。
オシラトリとの領土戦後のオブザーバー役を頼むために、ハルユキと謡がリアルで対面を果たし、加速世界での厳しい態度とは違った年齢相応の素顔を見せた。二人によると他所のバーストリンカーと会ったのはハルユキ達が初めてらしく、その後正式に友人となった。
外伝『マギサ・ガーデン』にも登場する。
フロスト・ホーン（Frost Horn）
レオニーズ所属の中堅バーストリンカーで、誰彼構わず対戦を吹っかける「当たって砕けろ（ゴー・フォー・ブロークン）野郎」として有名。また、アキハバラBGにも対戦者として出入りしているようである。《ヘリオスフィア》のファーストライブから行っている古参のファンであり、フリーズ・トーンを推している。
薄青色の重装甲と、額と肩にツノを持つ重量級のデュエルアバター。足元を凍らせスケートのように滑走するアビリティ《氷結滑走（アイシー・スライド）》と、周囲を霜で覆う必殺技《フロステッド・サークル》で対戦相手を自分の土俵に引き込む。必殺技発動中は範囲内のアバター重量が増すためスピードが阻害される代わりに大技の威力が上昇、視界を遮るため狙撃や光線技の精度が低下し、低温により熱源ホーミングが無効化され時間経過とともに水分が凍結して自身のツノが巨大化しリーチが長くなる。
女性リンカーの少ないレオニーズ所属故に、ベルとタッグを組んで対戦を仕掛けたクロウに対して僻みを見せるなどセコい所がある。ヘルメスコード縦断レースでは車体から乗り出して近接戦闘を挑もうとするが落車し、時速500kmで地面に叩きつけられるという憂き目にあった。後に中野区でサーベラスと対戦するが、「物理攻撃無効」を発動させた彼に敗れている。
トルマリン・シェル（Tourmaline Shell）
ホーンの相方で、漫才めいた掛け合いで周囲を笑わせる。愛称はトリー。
電気石とも呼ばれるトルマリンの青緑色と性質の装甲を持ち、衝撃を受けると表面が電荷を帯びて発熱するアビリティ《圧電装甲（ピエゾ・アーマー）》によりホーンの必殺技の影響を受けないことから、彼と好んでタッグを組んでいる。ヘルメス・コード縦走レースではシャトルのドライバーを担当した。
セルリアン・ランナー（Cerulean Runner）
レオニーズに所属する男性リンカー。レベル5。和風デザインの装甲を持ち、小振りな日本刀タイプの強化外装と、頭に陣笠デザインのアーマーを装備した、足軽風の小柄なアバター。ランナーの名の通り、レベル5にして足の速さではレオニーズでは上位に位置する若手のホープ。
プロミネンスの《ヘリオスフィア》のファンで、リーダーのブレイズ・ハートを推している。

## クリプト・コズミック・サーカス
イエロー・レディオ（Yellow Radio）
声 - 石田彰
《黄の王》で、《クリプト・コズミック・サーカス》のレギオンマスター。《放射性惑乱（レディオ・アクティブ・ディスターバー）》の二つ名を持つ。アバターはひょろりとしたピエロのような外見で、幻覚攻撃のスペシャリスト。回す回数に比例して防御力が大幅に上昇するバトン型の強化外装、《ロタリーロッド》を武器にしている。《平衡感覚（イクリブリアム）》と《軽業（アクロバティクス）》というアビリティを持つ。純粋な間接攻撃系だが、近接特化型のロータスと渡り合うだけの格闘の実力もある。必殺技に、高速回転するメリーゴーラウンドのような幻覚を発生させ平衡感覚を乱す《愚者の回転木馬（シリー・ゴー・ラウンド）》、自分の周囲に煙幕を展開しその場から緊急離脱する《詐欺師の癇癪玉（デシート・ファイアクラッカー）》を持つ。心意技には50m近い長距離テレポートを可能とする《道化師のとっておき（クラウンズ・ラスト・リゾート）》がある。
七王による四代目ディザスター討伐において自分の下にドロップした《鎧》を隠匿し、チェリー・ルークに渡した張本人。条約破りの無差別攻撃への報復としてプロミネンスの誰かを永久退場させるという名目で、無制限中立フィールドにて30人余りによる待ち伏せを実行し、チェリー断罪のために動くであろうスカーレット・レインを合法的に狩ろうとした。しかし、レインとロータスの抵抗に遭い部下の半数を倒され、さらにディザスター化したチェリーの不意討ちを受け撤退を余儀なくされ、目論みは失敗している。この襲撃について、当初ハルユキは彼も「レベル10」を目指しているからだと考えて、襲われたニコ自身は「ライダーの後釜に座った自分が気に食わないからだ」と推測している。一方でロータスは「SSサイズでラウンドフォルムのF型アバターが好みでレインを手に入れたがっているから」だと思っており、第4回七王会議で指摘された際にはイラスト上で脂汗を流し反論できず文字通りに姿を消すという醜態を晒した。あきらからは「目立ちたがり屋のお調子者」と評され、黒雪姫からも「自分が舞台に立たないと気がすまない性格」であると言われ加速研究会のメンバーの可能性を否定されている。
レモン・ピエレット（Lemon Pierrette）
声 - 大亀あすか
七王会議でレディオに同伴していたバーストリンカー。彩度の高い間接系であるレモンイエローのレオタード型装甲に身を包むピエロの姿をしたF型。サーカスの玉乗り少女がモチーフなのか大きな玉の上に座っている。レディオはリアルでの実の兄に当たる。
サックス・ローダー（Saxe Lauder）
声 - 田尻浩章
レディオによる無制限中立フィールドでの待ち伏せに参加していたうちの一人。先陣を切ってレインに襲い掛かるが、パイルと相打ちになり早々に退場した。

## オーロラ・オーバル
パープル・ソーン（Purple Thorn）
声 - 水橋かおり
《紫の王》で、《オーロラ・オーバル》のレギオンマスター。《紫電后（エンプレス・ボルテージ）》の二つ名を持つ。
初代赤の王レッド・ライダーと恋仲だったため、彼を葬ったブラック・ロータスに対して憎しみでは表せない感情を抱いている。だが、第4回七王会議をアイボリー・タワーが攻撃した際にハルユキに助けられ、合流したロータスが攻撃を仕掛けなかったことから一応は味方として認め、対オシラトリについては協力することにした。
アバターは妖艶な印象を与える女王のような外見で、要所にイバラの装飾が施されている。《七の神器》のひとつ、錫杖《ザ・テンペスト》を所有する。超高圧アーク放電を武器とし、必殺技ゲージ消費なしで強烈な雷光を放つことができる。必殺技に自身の必殺技ゲージを消費して電気素量を表わす式の数値にある1.60217662倍の効率で対象としたアバターの必殺技ゲージをチャージする《エレメンタリー・チャージ》、心意技として特大の雷光で攻撃する《茨乃罰（ソーン・リトリビューション）》を持つ。
アスター・ヴァイン（Aster Vine）
紫の王の側近の女性プレイヤーで鞭使い。彩度の高い中距離型で、濃い赤紫色の軍服のような装甲を纏う。手に持つ鞭を変形させ巨大な投網のようにすることができる。
クロウの処遇を巡って開かれた七王会議で発言した際、レイカーにやり込められている。
紫のレギオンでは、自身の趣味でNATOフォネティックコードを採用させている。
モーヴ・ワイヤー（Mauve  Wire）
オーロラ・オパールの重鎮。藤色のデュエルアバター。紫の王が無限EKされた後はヴァインの補佐として、レギオン会議やインティ討伐作戦に参加する。
クリムゾン・キングボルト
元レギオンメンバー。沖縄に移住。

## オシラトリ・ユニヴァース
黒羽 苑珠（クロバ・エンジュ） / ホワイト・コスモス（White Cosmos）
声 - 吉田真弓（ゲーム版）
《白の王》で、《オシラトリ・ユニヴァース》のレギオンマスター。《儚き永遠（トランジェント・エタニティ）》の二つ名を持つ。人前に姿を晒すことが滅多になく、戦闘の際も何らかの能力によって光に包まれているため姿を見ることができず、レベル9に達してから姿を見たのは他の王か白のレギオンの幹部のみとまで言われている。
黒雪姫の《親》であり、彼女の一つ上の姉でもある。しかし黒雪姫に対しては完全な放任主義を貫き、自身のレギオンに入れようとすらしなかった。かつて黒雪姫を騙してレッド・ライダーを騙し討ちさせた張本人であり、彼女が両親に見捨てられ生家を追われた原因でもある。相手の心理を巧みに操る会話術とカリスマを持ち、黒雪姫はハルユキが彼女に興味を持つことを恐れ、長い間彼女について語らなかった。関係が最悪な黒雪姫をして《聖女》と言わしめるほど人間離れしたピュアリティを持っているが、同じ学校に通う5人の中枢メンバーとの関係は魔王とその配下の幹部集団のそれである。名前は槐の木に由来しており、神邑の分家に生まれた女子は草本植物に由来する名前を付けるという風習から逸脱し、木本植物に由来する本家の風習と同じ名付けをされている。
さらに、彼女には加速研究会会長というもうひとつの顔があり、バーストリンカーが一つにまとまるのを望んでおらず、中堅レギオンの連合を作ろうという機運が盛り上がるたびに裏で糸を引いて出鼻をくじいてきた。災禍の鎧マークIIとの戦闘後、梅郷中ローカルネットに侵入してハルユキたちの前にダミーアバターで現れ、あくまで自分を正当化する態度をとったため、ハルユキと黒雪姫に正面から批判され去っていった。高いハッキング技術と梅郷中のローカルネットに接続できる何らかの権限を持つことが黒雪姫から示唆されているが、詳しくは不明。その数日後、クロウの手で倒された《太陽神インティ》の中から生まれた《終焉神テスカトリポカ》を調教するために衆目の前に姿を見せると、調教に成功したテスカトリポカを使って無限EKを脱したばかりの王たちに攻撃を仕掛けてレベル10になり、BBの管理者に会おうとした。その行動はハイランカーらの尽力で阻止されたものの、クロウを拐って拠点の東京グランキャッスルに撤退、真偽は定かではないがテスカトリポカについての情報を彼へ語り、無限EK状態のまま放置する。3日後、クロウを奪還すべく荊冠破壊作戦に出た剣使いたちが、制御不能になったテスカトリポカによって全損させられそうになっている様子をハイエスト・レベルから傍観していたが、コンタクトをとってきたクロウとメタトロンのオシラトリへの移籍と引き換えにテスカトリポカの制御を懇願され、これを受ける。後にハイエスト・レベルで早雪とハルユキと対面した際に、テスカトリポカの本質がビーイングではなくポータルだとハルユキに聞かされたことで、彼に他の最高位ビーイングと接触するよう命令する。
デュエルアバターは、月よりも白いドレス型の装甲にたなびく金髪、頭には端麗なデザインの冠を頂き、右手には長い杖を携えている。アバターのポテンシャル的には近接・遠隔問わず一切の物理攻撃能力を持たないが、回復能力を持ち恐るべき破壊の心意を操る。現在確認されている必殺技は、無制限中立フィールドにおいて1時間の猶予時間を無視してアバターを強制蘇生させる《リザレクト・バイ・コンパッション》のみだが、その他にメイン・ビジュアライザーから全損に際して回収されたバーストリンカーのデータをサルベージして別のアバターに憑依させる《反魂》と呼ばれる能力を有していることが明かされている。この能力により強力なアバターを使役する様から《死霊術師（ネクロマンサー）》とも呼ばれている。また、《七の神器》のひとつ、宝冠《ザ・ルミナリー》の所有者であり、《王権神授》によって神獣級を含む多数のエネミーを調教している。
京武 智周（キョウブ・トモチカ） / プラチナム・キャバリアー（Platinum Cavalier）
白樺の森学園中等部三年で生徒会長を務める。オシラトリ・ユニヴァースの幹部集団《七連矮星（セブン・ドワーフス）》の第一位で、《はにかみ屋（バッシュフル）》、《破壊者（バッシャー）》の異名を持つ。
メタルカラーチャートにおいて最も左側に位置する「プラチナ」の装甲を持ち、青の王以上に騎士らしい姿をしたM型。加速世界の剣術の1つ《フェムト流》の使い手で、白のレギオン最強のアタッカーとして知られている。装備している長剣型の強化外装は、斬撃のスピードに応じて刀身をフィルムのように薄く伸展させる機能がある。また、カイトシールドを巨大化させ味方を守る技も隠し持つ。強化外装《幻想の手綱》で調教したペガサス型のエネミー《アリオン》に乗って空を飛ぶことが出来る。必殺技にバーストリンカーやエネミーのあらゆる探知能力を遮断する光膜を広げ、30分間に渡り半径50mの範囲を覆う《イグノラブル・ゾーン》を持ち、さらに他人が開発した心意技を模倣する技能を持っており、単純な心意技なら3日もあれば真似できる。これは《心意技を真似する心意技》という訳ではないらしいが、詳細は不明。また、鎧の中にはアバター素体が存在しないという異質なアバターで、ハルユキは「がらんどうの鎧こそが《心の傷》を象徴している、《心傷殻理論》を誰よりも純粋に体現したメタルカラー」と推察している。
現実世界での姿はモデルを思わせる美男子ながら、なぜか黒いサージカルマスクを着用している。主であるホワイト・コスモスに心酔しており、生徒会長となったのも彼女の支持に従った結果である。同じ《七連矮星》に属するバイスの性格には個人的には反感を抱いている一方で、彼の覚悟に対しては強く評価している。
サーベラスIIIが第4回七王会議を無制限中立フィールドに転移させた時には、バイスが王達全員を心意で閉じ込めたのを確認すると「ザ・ルミナリー」で調教した《太陽神インティ》をその場に召喚、《インティ落とし》でその場にいた全員を無限EKに陥れようとする。コスモスがテスカトリポカの力で王を一網打尽にしようとした際には護衛として同行し、役目を万全に果たした。
ハルユキが《オシラトリ・ユニヴァース》に移籍しての初めての会合ではハルユキの処遇について「訓練コース」の最終過程を課すよう議題を誘導。同時に奸計を用い、課題となる巨獣級エネミー「クロコシータス」をシルバー・クロウがソロ討伐しているところにテスカトリポカを乱入させ他の《七連矮星》を引き離した上でアイボリー・タワーと手を組んでシルバー・クロウの抹殺を企む。しかし、《合》と《極》、さらに心意技を駆使したハルユキは彼の剣技の秘密を暴いた上でプラチナ・キャバリアーの装甲を切断。体内構造に関する秘密を知られたところにハルユキの危機を知って飛来したメタトロンから猛攻を受け、アイボリー・タワーとともに撤退した。さらにハイエスト・レベルで巫祖公主バリと会談していたハルユキよりも後にバーストアウトした智周は目覚めるやいなや他の《七連矮星》に構うことなく無言でエテルナ女学院生徒会室から逃亡した。
ユーホルト 七々子（ユーホルト・ナナコ） / スノー・フェアリー（Snow Fairy）
エテルナ女学院中等部一年生で生徒会書記。スウェーデン人の父と日系クォーターデンマーク人を母にもつ、日系ワンエイスの金髪碧眼少女。《七連矮星》の第二位で、《眠り屋（スリーピー）》の異名を持つ。
アバターは小柄なF型。彩度の低い白寄りの青系統で、雪の結晶のようなドレス型装甲を身に纏う。現実世界でもB・B上でもやや舌っ足らずな口調で話す。
心意技として、到達速度が遅く範囲も狭い代わりに当たれば確実に相手を倒せるほどの攻撃力に特化させた雪の竜巻を上空から発生させる《白の終局（ブライニクル）》と、高い防御力を得る代わりに自力脱出ができなくなる氷のキューブを作る《青の断崖（グレート・グローラー）》を持つ。
ビーイングの協力を得ず単独でハイエストレベルに干渉する能力を有しており、ハイエストレベルから見ているハルユキとメタトロンに気づき、二人の間のリンクを切断しようとするなど底がしれない。ハイエスト・レベルでの戦闘にも長けており、把握できる場所と範囲であれば自在にテレポートが可能で、対象を完全に硬直させて動きを封じることもできる。かつては高位ビーイングの《契約者》であったが、現在ではその相手はいなくなっているらしい。
ネガ・ネビュラスとの戦いが始まるとハイエストレベルに飛んだクロウを攻撃しメタトロンとのリンクを切ろうとしたが失敗。その後はビヒモスと共に攻撃チームを無限PKに陥れていたが、オラクルの離反と2人の王の心意技によって敗退した。N・Nがゲンブ攻略作戦に出た時にはハイエスト・レベルで監視を行い、同じくハイエスト・レベルから待ち伏せを警告しようとしたクロウの妨害を試みたが、《合》で拘束の照準を外され逃走と情報提供を許してしまった。
越賀 莟（コシカ・ツボミ） / ローズ・ミレディー（Rose Milady）
《七連矮星》の第三位で、《怒りんぼ（グランピー）》の異名を持つ。港区南青山在住。エテルナ女学院に通う中学3年生だが、小学生と間違われるほどに小柄な少女。
サフラン・ブロッサムの《子》の一人であり、オラクルと共にオシラトリへ拾われた。オラクルが全損してからは白の王の力でサフランとオラクルを復活させて貰うために努力を重ね、現在の地位まで上り詰めた。《四聖》大日霊アマテラスの《契約者》で、彼女に導かれてハイエスト・レベルに到達しており、自分では友人だと思っているが、ハルユキとメタトロンとの関係とは違い、実際は契約に基づく互恵関係で提携している状態で、バーストリンカーに関する状況を提供する代わりにブレイン・バーストのシステム面に関する情報を受け取っている。
ネガ・ネビュラスとの戦いでは無限PKに陥った仲間を救うためにオラクルの元へ急ぐクロウ達の前に立ちはだかり心意技で拘束して優位に立ったが、リードの神器でクロウごと切り伏せられて敗退した。コスモスに対して忠実だが奇襲せずわざわざ戦闘前に会話を交わす、ハルユキから「手を抜いていた」と評されるなど、他のメンバーとは異なる思惑があることがうかがえる。その際オラクルから《親》が全損した真相を聞かされ、この時は信じられずに拒絶してしまうが彼女とまたしても連絡が取れなくなったことで、アマテラスの協力を得てハルユキとハイエスト・レベルで落ち合い、彼女の言葉が真実であるという確証を得る。ハルユキたちがアマテラスに託した伝言でオラクルに起こった事態を知ってからは、レギオンの大義よりオラクルの命の方が大切だと考え、7月22日にリアルで黒雪姫およびハルユキと合流し、昏睡状態に陥った恵を救うべく共闘した。その後はレギオンの大義よりも恵のことを優先し、オシラトリを脱退して別の中規模レギオンへ移籍する計画を立てている。
デュエルアバターは《薔薇の貴婦人》を意味する名が示す通り装甲色は彩度の高い遠隔の薔薇色で、全身から出し入れ可能な無数の棘が生えている。必殺技は花びらを飛ばしてチャージ系のアイテム、武器、乗り物などの《いま必要としているもの》の在処を占う《フラワー・ディヴィネーション》と、紅色のツルを地面から出現させて拘束、同時に棘で攻撃する《オルネート・スキュワリング》。後者の必殺技を発展させ、咲いた薔薇の色に応じた特殊効果（赤はトゲによる物理攻撃、黄は電撃の放射）を発動する心意技《秘密の花園（シークレット・ガーデン）》を持つが、色はランダムで決まるためどのような薔薇が咲くかは本人にも分からない。
アイボリー・タワー（Ivory Tower）
《七連矮星》の第四位で、《先生（ドク）》の二つ名を持つ。七王会議に出席しないコスモスの全権代理を務めると同時に、姿と名前を変え加速研究会の副会長も務めている。極めて事務的な口調で話し、自分たちの悪行を然も知らないことであるかのように言ってのける面の皮の厚さを持つ。
装甲色は象牙色で、細長く尖った頭部に魔導士然とした風格のM型。知覚に作用して自分や近くに居る他者の存在感を限りなく薄くする《薄影（アンダー・カバー）》アビリティを持ち、これを心意で強化することで王の目やシステム表示すら欺くという地味だが非常に強力な能力を有する。六王たちに比べれば数値的な戦闘力は劣るにもかかわらず、不自然なまでに膨大な情報圧を誇る。心意技の発動を強制的にキャンセルする心意技《虚数時間（イマジナリー・タイム）》を持つ。
ネガ・ネビュラスの攻撃に対して貸与された神器《ザ・ルミナリー》の王笏を手にオラクルに命令を出して出撃、自分の身を犠牲にしつつ攻撃チームを無限PKに追い込もうとする。メタトロンをも降し調教した邪神級エネミーによってネガ・ネビュラスを壊滅させようとしたが、予想以上の反撃でもう1つの姿を現すことになり、ベルの「シトロン・コール」モード2の効果で王笏を失ったせいで操っていたエネミーに裏切られる形で敗退した。
翌日の第4回七王会議にも平然と参加ししらを切ろうとしたがパペッターが撮影していた自身の変身シーンを開示されたため、《薄影》で会場内に連れて来ていたサーベラスIIIに《パラダイム・ブレイクダウン》を使用させることで全員を無制限中立フィールドへと転移させ、さらに王が勢揃いしたタイミングでディザスター化したサーベラスごと心意で拘束しキャバリアーと共に無限EKしようとする。その後、東京国立近代美術館付近の商業ビルに潜んでゲンブ攻略部隊を待ち伏せていたが、ハイエスト・レベルからクロウの警告を受けたロータスらによって先制心意攻撃を受け、直前に危険を察知してアレイと影に隠れ難を逃れる。
プラチナ・キャバリアーがシルバー・クロウを罠にかけた際はクロウを捕獲すべく待機していたが、メタトロンの乱入によりキャバリアーを連れて撤退する。
ブラック・バイス（Black Vise）
声 - 飛田展男
加速研究会副会長を務めるバーストリンカーで、アイボリー・タワーが加速研究会の一員として活動するときに使用していた姿。レベル8。
デュエルアバターは薄い板の集合体で、PCのCPU用ヒートシンクをヒトガタに切り抜いたような奇怪な形状をしている。全部が重なって1枚の「影」となり、地面の影に潜伏して自在に移動することができる《潜影（シャドウ・ラーカー）》アビリティを持ち、他のアバターも積層で挟み込むことで移動させることが出来る。また、BICを利用することで加速コマンド実行中に加速を任意に停止できる加速世界唯一の《減速能力者》でもある。
アバターの装甲の一部を展開することで、恐ろしく強力な拘束能力を発揮することから《拘束者（リストリクター）》の異名を持つ。かつてサフラン・ブロッサムの無限EKの場で彼女を拘束していた張本人。登場している技は、2枚の板で相手を挟んで動作と発声を封じる《静止重圧（スタティック・プレッシャー）》、何枚もの板を縦一列に並べ直線攻撃を防御する《複層装甲（レイヤード・アーマー）》、対象を前後上下左右から板で圧縮して閉じ込める《六面圧縮（ヘキサヘドラル・コンプレッション）》、自身を中心とした空間を八面体で覆い防御する《八面断絶（オクタヘドラル・アイソレーション）》。さらに第三段階にまで至ったことで身につけた正二十面体に姿を変え、絶対的な拒絶の心意で破壊不能の拘束壁を作り出す《二十面体絶界（イコサヘドラル・インシュレーション）》を持つが、この形態になると自分自身で解除することは出来なくなってしまう。これらの板を使う技は《アイボリー・タワー》の姿では使えない模様。《鎧》誕生に立ち会っていることや、「親子の関係を知らない」という発言からオリジネーターであることが示唆されている。しかし《災禍の鎧》に秘められたクロム・ファルコンの記憶の残滓の中では、その態度と声質は自分達と同い年に思えないと述懐されている。
ヘルメス・コード縦走レースにはジグソーの協力者として参加し、彼とシャトルをクロウ達のシャトルの影の中に潜ませていた。またクロウが六代目クロム・ディザスターと化したときには彼（と《獣》）を暴走させるために暗躍していたが、逆にブロッサムとファルコンを再会させることとなり、ロータスと正気を取り戻したクロウの心意の前に討たれた。
ミッドタウン・タワー攻略戦ではメタトロンとの戦いで一段落した隙を突いて、ニコを拉致し加速研究会の本拠地まで連れ去った。その後彼女を強制的に零化現象させ、ハルユキ達を拘束しサーベラスIIIに《インビンシブル》を略奪させるが、ISSキット本体が破壊されたことで負の心意がサーベラスIIIに降り注ぎ災禍の鎧マーク2が誕生してしまう。ハルユキ達に離脱を促す一方で恨み言を連ねるサーベラスIIIを平然と見捨て、その場を去っている。
ロータスと同じく「ブラック」を名乗っているが、誰もアバター名をシステム表示で確認したことがなく、過去にアバターの色被りが発生した事例がないことから、正体が知られる前からニコからは自称だと推測されていた。しかし、ハイエスト・レベルからクロウが視認した際には、バーストリンカーを示す光点が象牙色ではなく黒になっていたなど、不可解な点がまだ残っている。

鷺洲 あいり（サギス・アイリ） / サイプレス・リーパー（Cypress Reaper）
エテルナ女学院中等部三年生で生徒会副会長。七連矮星第6位。ビヒモスと共にローランカーの指導を引き受けている。
《糸杉の刈り手》を意味するアバターネームを持ち、西洋では死を象徴する糸杉と死神を組み合わせた名の通り、ボロボロのマントに大きな木柄のカマを装備している。特殊色寄りの近接型で、光線技《ソウル・スクイーズ》を持つ。
現実世界での彼女は長い髪を三編みで二つに分けた、語尾を伸ばした口調が特徴の社交的で快活な少女である。妙なあだ名をつけるのが好きらしく、「ボミちゃん」と呼ばれた莟と「リオリオ」と呼ばれた理生は閉口していた。

小清水 理生（コシミズ・リオウ） / グレイシャー・ビヒモス（Glacier Behemoth）
白樺の森学園中等部三年生で、生徒会副会長。《七連矮星》の第七位で、《くしゃみ屋（スニージー）》、《ハボクック》の二つ名を持つレベル8リンカー。《七連矮星》一の紳士を自負しており、丁寧な口調で話す。ローランカーの指導役の1人。
デュエル・アバターとして、大柄な青鬼型と《ビースト・モード》での「ビヒモス」の名が示すとおり全長6m以上、体高3mの四足獣型の氷竜型との二つの姿を持つ。氷のように青白い重装甲は低温環境で欠損以外の損傷を再生する性質を備えている。口から強烈な凍気を噴き出す常時発動型アビリティ《氷獄の溜息（サイ・オブ・コキュートス）》は攻撃に使うだけでなく、装甲の特性を補助し無限に自動修復させることができる。機動力には欠けるものの格闘型には圧倒的に有利で、巨体からの圧倒的な攻撃力に加え遠距離用の必殺技に頭部の角から冷凍光線を放つ《コンジール・レイ》を持つ。心意技として相手の周囲を堅牢な氷の壁で囲う《最終氷期（ラスト・グレイシャル・ピリオド）》を使う。
領土戦に出陣して元プチ・パケメンバーを圧倒、クロウとの戦いで角を切断されるが直後に無制限中立フィールドに移動させられる。その後はフェアリーとN・N攻撃チームを無限PKに陥れていたがオラクルの離反と王達の心意技により敗退した。
現実姿での彼もまた頭をスポーツ刈りにし黒縁メガネをかけた筋肉質の巨漢ながら、デュエル・アバターのときと変わらず丁寧な口調で喋る、非常に礼儀正しい好青年である。智周がハルユキを罠にかけたことを知るや心よりの謝罪を行い、また友人の犯した過ちに対しその後の領土戦が不可能となるほどの深い懊悩を見せた。

シャドウ・クローカー（Shadow Croaker）
忍者のような風貌のM型アバター。装甲色はやや青みがかったダークグレーで、カラーサークル上の位置は不明。忍刀や毒付きの手裏剣を武器とする。
ブラック・バイスを師としており、彼と同じ《潜影（シャドウ・ラーカー）》アビリティを使った神出鬼没の戦術を得意とする。ロープでつないだ苦無を刺すことで他人も影の中に取り込めるが、入り込んでいる影が急に無くなるとものすごい勢いで外に排出されてしまう。更に心意技に棒手裏剣を相手の影に刺すことで動きを封じる《縛影（シャドウ・タイアー）》を持つ。
ネガ・ネビュラスとの戦いではポータルへ向かうハルユキ達を追い、心意技で拘束したがリードと切り結ぶこととなり束縛が解けたクロウによって討ち取られた。六王会議襲撃時にはアレイのサポートを行うが、レイカーによって撃破される。東京国立近代美術館付近の商業ビルに潜んでゲンブ攻略部隊を待ち伏せた際には、ハイエスト・レベルからクロウの警告を受けたロータスらによって先制心意攻撃で倒された。

若宮 恵（ワカミヤ・メグミ）/ オーキッド・オラクル（Orchid Oracle）
声 - 戸松遥
黒雪姫の同級生にして親友。梅郷中学生徒会では書記を務め、広報文書の作成を担当。文芸部員。杉並区下高井戸在住。
サフラン・ブロッサムの《子》の1人だが、梅郷中入学時点では全損しており、加速世界の思い出は「いつの間にか無くしてしまい、内容も忘れてしまった、大好きだった本」として、微かに記憶を留めているに過ぎずマッチングリストにも存在していない。
バーストリンカーとして未熟な状態でブロッサムが全損し途方に暮れていた中、バーストリンカーの完全蘇生を目指しているというホワイト・コスモスに保護され、「親」殺しの真相を知らぬままオシラトリ・ユニヴァースに所属していた。全損後は加速世界の記憶を失い日々を過ごしていたが、2047年4月の沖縄での修学旅行中にかつての記憶が朧げながら一時的に蘇り、再度加速世界に現れるという謎の現象を引き起こした。さらに7月20日にアバターを蘇生されて再び記憶を取り戻し、ブロッサムを蘇らせるというコスモスの指令を受け、ネガ・ネビュラスとオシラトリの領土戦に干渉する。全損してからの記憶も有していたため黒雪姫との友情とブロッサム復活の願いの間で板挟みになり苦しんでいたが、自分に会いに来たハルユキからブロッサム全損の真実を告げられ動揺、彼とスター・キャスターのリンクを利用して一時的に現れたブロッサムの思念と再会したことでオシラトリに反旗を翻し、発動していた心意技を解除しネガ・ネビュラスに逆転勝利をもたらした。それからロータスにN・Nへと勧誘されるがそれを断り、ミレディーにサフランの真相を伝えるが激しく拒絶される。その後無制限中立フィールドにてアバターをミッドタウン・タワーの45階に幽閉、サーベラスの量子回路に無理やり接続され、内部時間では4年半も加速し続けるという危険な状態に陥るが、クロウとミレディーによって救出される。
デュエルアバターは淡い桜色で、直訳すると《蘭の預言者》を意味する。システムそのものに干渉する能力をいくつも有しており、一時的に無制限中立フィールドの一定領域を強制変遷させ、ランダムな属性に塗り替えるという破格の必殺技《パラダイム・レボリューション》を使用する。第12巻にてアビリティ《幻視（ハルシネーション）》を持つことが明かされているが、詳細不明。通常対戦フィールドをカットアンドペーストのように自分の周囲半径2kmに渡って無制限中立フィールドに丸ごと転移させる《パラダイム・ブレイクダウン》と、この状態を元に戻す《パラダイム・レストレーション》というブラッド・レパード曰く「加速世界最高峰の」二つの心意技を持つ。

### 加速研究会
アルゴン・アレイ（Argon Array）
《四眼の分析者（クアッドアイズ・アナリスト）》と呼ばれる関西弁の女性バーストリンカー。レベル8。
アバターは薄い紫色の装甲に身を包む彩度の低い中距離型。本来の眼以外に頭部に二つのレンズがあり、そこから光線を出すことができる。他者のステータスを見るアビリティ《透過光線（トランセンド・レイ）》を持っており、クロウの《災禍の鎧》浄化が成功かどうかを確認した。頭部レンズは四つ全てがレーザー攻撃の発振器でもあり、遠隔火力型として実戦においても並外れた実力を見せる。その威力はサーベラスのタングステン装甲すらも穿つほどである。必殺技はレンズを発光させる眩惑攻撃《ラズル・ダズル》。心意技に全身に小型のレンズを生成し高威力のレーザーを無数に発射する死角のない完全無欠の攻撃《無限配列（インフィニット・アレイ）》を持つほか、使用まで1時間を要するが高威力かつ極太のレーザー砲を使用する第二段階以上の技も有する。
王たちからも一目置かれる古参だが《親》は不明、レギオン所属経歴無し、対戦記録が少ないと得体が知れない人物で、黒雪姫や楓子も昔から警戒していた。実は加速研究会の中枢メンバーの一人で《災禍の鎧》の誕生に立ち会っており、彼女が口にした《心傷殻》という単語が《災禍の鎧》に宿っていた記憶を見たハルユキが気付くきっかけになった。
飄々とした喋り口調で王を前にしても態度を変えることはないがサーベラスを「道具」扱いし、自分の言葉に逆らった彼を容赦なく攻撃するなど冷徹かつ残忍な一面を持つ。杉並でバトルロイヤルモードで対戦していたクロウとサーベラスの前に突如として現れ、クロウを倒そうとするが突如として現れたカレントに阻まれている。その対話の内容から彼女とは何らかの因縁を持っている模様。ミッドタウン・タワー攻略戦では、ニコと謡を遠距離攻撃で沈め駆け付けた美早と戦闘を繰り広げる。第4回七王会議襲撃時には会場への狙撃を行うが、クロウに攻撃されて敗北する。東京国立近代美術館付近の商業ビルに潜んでゲンブ攻略部隊を待ち伏せた際には、バイスに助けられて先制心意攻撃から逃れた。
能美 征二（ノウミ・セイジ） / ダスク・テイカー（Dusk Taker）
声 - 小林沙苗
ハルユキ達が2年生になった時に梅郷中に入学してきた新入生。レベル5→6。
性格は慇懃無礼。入試や入部した剣道部での成績で優秀な結果を残しているが、これはかつてのタクム同様に加速を現実でも利用してきたことによるものである。BBを現実世界でのステータスを保つための道具とみなしており、バーストリンカーの呼称や必殺技の発声などゲームらしい事柄を嫌う。
《親》は梅郷中OBでもある実兄の能美優一。物心ついた頃からありとあらゆる物を力尽くで奪われ、《子》になってからはポイントを貢ぐ道具にされるなど、徹底的に虐げられていた。そして一連の《奪われる》ことに対する心の傷から《魔王徴発令》を会得、同時期に加速研究会と関係を持ち、会得した心意と必殺技で兄を嬲り殺しポイント全損に追い込み、「他人から全てを奪う」人格を作り上げた。
入学直後、タクムとの剣道の試合でわざと加速を使うことでハルユキたちの注意を引き、黒雪姫が修学旅行で不在の隙にハルユキを罠にはめて盗撮犯に仕立て上げる。弱みを握ってバーストポイントを脅し取るだけでなく、クロウの飛行アビリティを強奪し、回復能力を持つベルを強引に従えるなど、加速世界と現実世界の両方でハルユキたちを苦しめた。
デュエルアバターは闇色（暗い青または紫系統）。相手の必殺技・強化外装・アビリティからランダムに1つを奪い永続的に自分のものにするという強力な必殺技《魔王徴発令（デモニック・コマンディア）》を持ち、作中では他のリンカーから奪ったカッター、再生能力を持つ触手、火炎放射器状の遠距離攻撃武器《パイロディーラー》といった3種の強化外装を使用している。ただし保持できる能力の容量には限度がある。この能力から《略奪者（プランダラー）》とも呼ばれる。また、手に紫色の過剰光を纏わせ爪や剣として振るう威力拡張系の心意技を会得している。威力は高いが、技名をつけていないせいで発動までに少々時間がかかるのが欠点。
シルバー・クロウやシアン・パイルを一度は下すが、ハルユキの綿密な調査により違法BICの使用という自身の秘密も握られ、サドンデスルールで決着をつけることになる。伏兵としてバイスを呼び、さらに自身の回復役のチユリを2人の目の前でいたぶるが、黒雪姫が現れたことで形勢逆転される。そしてチユリにより翼を取り戻したクロウに敗北しポイントを全損、加速世界から永久退場した。
BBに関わる全ての記憶を消去されてからは生来の穏やかな性格に戻り、タクムの下で真面目に剣道に打ち込む学園生活を送っている。記憶を消去されたとはいえ、本来の穏やかな性格も影響して周囲も特に変化を認識しておらず、皮肉にも記憶が消去されたことで良心的な青年へと戻る形となった。ハルユキたちのことも朧気にしか覚えておらず、再戦も覚悟して対話を試みたハルユキに対しても「昔にゲームの中で出会った知り合い」であったと認識しており、比較的好意的な対応をとる相手へと変化していた。
後にメイン・ビジュアライザーから彼のテイカーとしての記憶・能力がサルベージされ、サーベラスの第三人格《サーベラスIII》として憑依させられている。
ラスト・ジグソー（Rust Jigsaw）
声 - 日野聡
アキハバラBGに乱入しては自分と相性の良い相手に対戦を仕掛け、ポイントを巻き上げる「ローカルネット荒らし」を行っていたバーストリンカー。ハルユキはパドとの調査でリアルでの後ろ姿を目撃している。
赤系統の鉄錆色（暗い赤色）という装甲色が示す通りの中〜遠距離タイプで、必殺技では糸鋸を円形にして回転させながら発射する《ホイール・ソー》と、固定設置し罠とする《スティール・ソー》が登場している。また、広域をオーバーライドする空間浸食技《錆びる秩序（ラスト・オーダー）》、手を象った一撃で対象を腐食させる《錆びる掌握（ラスト・タッチ）》などの名前通り対象を錆びさせる心意技を持つ。心意の腐食攻撃は大抵のメタルカラーにとって天敵となるが、クロムのような錆に強い金属には例外的に手が出ない。
寡黙だが、内面には強い「負の心意」を持つ。発言する際は「〜しろ」と二字熟語による命令口調で話す。
ヘルメス・コード縦走レースにハルユキたちのシャトルの影から乱入し、「革命」と称してそれまで秘匿されていた心意攻撃によってレースを滅茶苦茶にしたが、六代目《クロム・ディザスター》として覚醒したクロウには相性の悪さもあり手も足も出ず敗北した。後に東京国立近代美術館付近の商業ビルに潜んでゲンブ攻略部隊を待ち伏せていたが、ハイエスト・レベルからクロウの警告を受けたロータスによって先制心意攻撃を受け即死する。
サルファ・ポット（Sulfur Pot）
声 - 檜山修之
沖縄に現れたバーストリンカー。テイム能力を持つ手綱型の強化外装《幻想の手綱》でテイムした神獣級エネミー《ニーズホッグ》と、かつてタクムも使用していたバックドア・プログラムを用いて、東京にいながら沖縄にダイブし、エネミー狩りによるファーミング実験を行っていた。そのため沖縄を拠点として活動していたクリムゾン・キングボルト達と敵対することとなり、修学旅行で沖縄を訪れたブラック・ロータスの加勢、さらにオーキッド・オラクルの規格外の能力によって逆転され、テイム状態から脱したニーズホッグにEKされた。不正の方法を自白することで退場は免れたが、《幻想の手綱》はその後黒雪姫に奪われる形となり、ハルユキ達の危機を救うべく東京へと駆けつける際に活用された。
デュエルアバターは黄系統。サルファ（硫黄）の名の通り、黒色火薬を噴出する技《チャコール・スモーク》とその上位技《チャコール・ストーム》を使い、火炎を吐くニーズホッグの必殺技《スコーチング・インフェルノ》と組み合わせていた。
ウルフラム・サーベラス（Wolfram Cerberus）
加速世界に現れた謎多き新人。レベル1→5。アバター名は訳すると《タングステン・ケルベロス》という意味を持つ。タングステンの名の通りメタルカラー中最高硬度を誇り、その異常な頑丈さを武器にした格闘戦を主体とする。
ケルベロスの名のごとく量子回路を3つ持つ三重人格者であり、通常の頭部と両肩の頭部、3つの頭部のうちバイザーが開いている人格が表出する。一般的な多重人格ではなく、ホワイト・コスモスの能力によってかつてのバーストリンカーのデータを回路の1つ1つに宿らせることで生み出されたもの。ある目的のため、それぞれの人格（本人たちは「一〜三番」と自称、ハルユキたちは「サーベラスI〜III」と呼称する）が各々の役割用に特別に「チューニング」されている。人格ごとに異なるアビリティを備えており、人格と同時に切り替わる。
サーベラスI
正面の顔である主人格で、一人称は「僕」。あらゆる物理系攻撃を無効化する強力なアビリティ《物理無効（フィジカル・イミューン）》を持つ。自身の特性を的確に使いこなす天性の戦闘感覚に恵まれ、シルバー・クロウをはじめとしたレベル差の大きい相手を次々に撃破している。打撃技・関節技が効かないうえ自身のボディも卑金属寄りで高い硬度を誇るため至近距離での肉弾戦に非常に強いが、投げ技によるダメージは無効化できずアビリティの特性上属性によるダメージも当然のように受ける。本人は心意の修行をしていないが、レベル上昇に伴い他人格の能力も使えるようになり、テイカーの心意を装甲強度拡張技として使用している。
役割は「レベルを4以上まで上げられるだけのバーストポイントを貯めること」で、一度に大量のポイントを稼ぐためレベル1のまま対戦を行っていた。研究会の管理下に置かれているが、対戦を楽しむ普通の少年で、ハルユキも彼に共感している。役割を満たした後は研究会の企みの犠牲になりBBを失うことを知っていたため、研究会本拠地に乗りこんできたハルユキと4度目の対戦を行い、勝敗に関わらず全損するつもりでいた（無制限中立フィールドに入れる最低限のレベル4ではなくわざわざレベル5まで上昇させたのもこのため）が、その事実を知ったハルユキが躊躇している間にアレイによって強制的にサーベラスIIIに交代させられてしまう。災禍の鎧マークIIが撃破された後は、外部から強制的に回線を切断され、全損は免れた。その後は《ウルフラム・ディザスター》と化してしまい、ハルユキの言葉も届かなくなっている。
サーベラスII
左肩に宿る人格。一人称は「俺」で、口調も荒っぽい。左肩頭部で相手に噛み付き、身体を捕食した相手の能力を一定時間《模倣》するアビリティ《能力捕食（ウルフ・ダウン）》を持つ。役割は「『災禍の鎧』を装備すること」だったが、クロウによって鎧が浄化されたため役割を失っている。
サーベラスIII
右肩に宿る人格。正体はダスク・テイカーのサルベージされたデータ。本来のテイカーと同じ能力（《魔王徴発令》、及び心意技の《虚無の波動》）を使うことができ、レインの強化外装群《インビンシブル》の大半を奪ったが、黒雪姫達がISSキットの本体を追い詰めたことでその悪意に侵食されて変貌し《災禍の鎧マークII》となって消滅。
その後はオーキッド・オラクルの人格が憑依させられており、第4回七王会議を無制限中立フィールドへと転移させた。
災禍の鎧マークII
ISSキット本体から受信した強い負の心意によって、《インビンシブル》を装備したサーベラスが変質した姿。頭頂長6mと巨獣級エネミー並みの巨体を誇る。本来自在に動けない《インビンシブル》が可動性のある人型に変わり、コクピットブロックの上に単眼のアイレンズを備えた頭部が発生している。意識は3つのうちのどれでもなく、負の心意によって支配された擬似的なビーイングのような存在と化している。戦闘手段は格闘戦と、主砲が変化した両腕部の砲門から放たれる《ダーク・ショット》の数百倍の威力を持つ虚無属性のビーム。また、「ドレッドノート」形態への変形機能やスラスター噴射による飛行能力も有している。
ハルユキたちに力任せの攻撃を仕掛けるが、メタトロンの力を借りた彼らに倒され瀕死となる。ライム・ベルの《シトロン・コール》で《インビンシブル》から奪った4つのパーツのうちスラスターを除く3つを奪還、素体となったサーベラスは回線切断により強制離脱させられた。
ウルフラム・ディザスター
負の心意にサーベラスが取り込まれた状態。サーベラスIがベースであるため《物理無効》アビリティを使用でき、背中の4本の突起へと変化した《インビンシブル》のスラスターを噴射することで高速移動が可能となっている。自身の優れた格闘センスと《ザ・ディザスター》を上回る闇のエネルギーで増幅されたステータスにより、近接型の頂点である青の王と互角に戦うほどの戦闘能力と六人の王からの同時攻撃にも暫く耐えられるほどの頑丈さを持つ。
東京国立近代美術館付近の商業ビルに潜んでゲンブ攻略部隊を待ち伏せする際にも同行し、ロータスらによる先制心意攻撃を受け切って反撃に転じたが、ハイエスト・レベルから自分にもかけられた言葉を聞いて動きが鈍り、戦わないままポータルへ消え離脱している。

## 沖縄のバーストリンカー
※アニメ版の声優は三名とも沖縄出身。
クリムゾン・キングボルト（Crimson Kingbolt）
声 - 新垣樽助
かつて紫のレギオン、オーロラ・オーバルに所属していたレベル7バーストリンカー。ラグーン・ドルフィンの《親》であり、琉花と真魚からは「師匠」と呼ばれながらもやや軽く見られているが、何だかんだで慕われている。黒雪姫からは「クリキン」の愛称で呼ばれ、低レベルの頃からクエスト攻略を行うなど気心の知れた友人でもある。
リアルは高校1年生の男子で、現在は遠い親戚である琉花の家に寄宿している。東京出身であり基本的には標準語で話すが、現地で覚えたらしい沖縄弁をはじめ、お調子者らしく妙に砕けたしゃべり方をする。いい加減な一面もあり、琉花と真魚には最低限のマナーとして「加速を悪用しないこと」「みだりにBBのことを吹聴しないこと」の二つしか教えていない（沖縄に自分達以外バーストリンカーがいないことを前提としてはいる）。しかし本当に危険な相手からは即座に逃げるよう指示するなど、彼女らの《親》であり「師匠」としての一面を見せることもある。なお、本人によると年上好きらしい。
3年前に両親が離婚し、父親に付いて行くことを選んだ結果沖縄に引っ越すことになる。地方で朽ち果て自然消滅をするのを嫌がり、半ば賭けのつもりで琉花を《子》として選び、インストールさせることに成功する。その後は当時持っていたバーストポイントのほとんどを注ぎ込んでレベル4にし、タッグを組み無制限中立フィールドでエネミー狩りをすることによってポイントを調達していた。
デュエルアバターはかなり彩度の高い赤系統で、大きなネジに手足が生えたような外見をしている。「ボルト（ネジ）」に由来した能力を持つが、紫のレギオンに勧誘された原因はこの名前を電圧のことだと推測したソーンが彼を「強い電撃使い」と勘違いしたからという逸話がある。いかにも強そうな名前のため《史上最強の名前を持つ男（ストロンゲスト・ネーム）》の異名を持つ。《ストロンガー・ネーム》のステライザーとの勝負に勝ってこの異名を手にしたが、本人としては特にこだわりはなかったようで異名を譲ろうとしていたらしい。ただし弟子の二人には前半部の「史上最強」のみを誇張し、自らの武勇伝として聞かせている。しかしレベル7まで辿り着いただけはあり全くの名前負けというわけではなく、黒雪姫も彼の実力を高く評価している。両手の指を回転させながら射出する《タッピング・スクリュー》のほか、発動の成否がフィールド属性に大きく左右されるなど厳しい条件付きではあるが、収集した大量の金属オブジェクトと合体して巨大ロボになる必殺技《メガマシーン・アウェイクニング》を持つ。金属オブジェクトが皆無な《原生林》や《荒野》では発動自体が不可能であるなど条件が厳しい分、ロボ化した時の攻撃力・防御力は凄まじく、レインが登場するまでは加速世界で最大の遠距離火力を持つと評されていたため、彼が参加する戦闘では「いかに金属オブジェクトを集めさせないか」に重点が置かれていた。なお、「スーパーロボットの武器といったら剣」というこだわりから、セントリーに教えを乞い「ロボの全武装を一振りの巨大剣に変えて振るう」という、強力な心意技を開発している。ただし、沖縄暮らしを始めてからは下級エネミー狩りに専念していたため、対人戦の勘はかなり鈍ってしまっている。
安里琉花（アサト・ルカ） / ラグーン・ドルフィン（Lagoon Dolphin）
声 - 仲西環
沖縄在住のバーストリンカー。クリムゾン・キングボルトの《子》でコーラル・メロウの《親》。レベル5。
訛りのきつい沖縄弁を使うため、本土の人間に対しては意識して標準語を話すこともある。天真爛漫で人見知りしない性格。キングボルトの指導不足のため、リアル割れに関してはまったく注意を払っていない。東京以外の加速コミュニティを沖縄につくることを夢見ている。
デュアルアバターは青系統の打撃格闘型で、本人も空手を習っているため「完全一致」アバターとなっている。それゆえに実力は高く、辻デュエルにて旅行中のリンカーを幾人も倒してきた。相手に突進しながら拳を連続で繰り出す必殺技《タイダル・ウェーブ》を持つほか、レパードと同様に形態変化の必殺技《シェイプ・チェンジ》を持ち、彼女の場合は四肢がイルカを模した水中適応形状の「マリン・モード」に変化する。
糸洲 真魚（イトス・マナ） / コーラル・メロウ（Coral Merrow）
声 - 儀武ゆう子
沖縄在住のバーストリンカー。ラグーン・ドルフィンの《子》。レベル4。髪を大きなピンクのリボンでポニーテールに結っている。琉花と一緒に空手を習っている。ユタの血を引いており、しばしば予言者めいた言動を見せる。
デュエルアバターはサンゴのようなピンク系統。必殺技は人魚姿の「マリン・モード」に変化する《シェイプ・チェンジ》。

## その他のバーストリンカー
マッチメイカー
声 - 川原慶久
《アキハバラ・バトル・グラウンド》（通称アキハバラBG）の元締め。アキハバラBG内に限らずGMイベントなどが発生した場合は賭けの胴元として活動する。リアルはもちろんデュエルアバターとしての名前も不明だが、バーストリンカーであることは確かなのでここに表記する。
アキハバラBG内ではドワーフを思わせる背の低い髭面の中年男性の姿を取っており、声もハルユキによると「見事なバリトン」という徹底ぶりである（しかし、バーストリンカーである以上彼も中高生であることは確かである）。
スレート・ボルト（Slate Bolt）
4巻のアキハバラBG内の描写で、フロスト・ホーンの対戦者として掲示されていたバーストリンカー。
ホーンとのレベル差は1だが、あまりオッズは高くない様子。
クロム・ファルコン（Chrome Falcon）
声 - 加藤英美里（ゲーム版）
オリジネーターの一人で、初代《クロム・ディザスター》。ディザスターと化す前は《黒銀の隼》の二つ名で呼ばれていた。
純粋にゲームを楽しむ心優しい少年で、パートナーのブロッサムとは「ファル」「フラン」と呼び合う相思相愛の仲。デュエルアバターはメタルカラーチャートにおいて真ん中よりやや右寄りの「クロム」で、打撃にも特殊攻撃にも中途半端な耐性しか持たないが、唯一の特徴として腐食系攻撃に対しては完璧とも言える耐性を持つ。移動能力に特化したタイプで、メタルカラーの防御力とスピードを活かし、防御の弱いブロッサムをカバーしつつ、その支援を受けて戦うという戦術を取る。レベル5の必殺技は身体を粒子化し、直線距離を超高速移動することで疑似的な瞬間移動を行う《フラッシュ・ブリンク》。
《フラッシュ・ブリンク》の特性を活かした裏技的手法により帝城内への侵入に成功してしまい、ブロッサムへの想いから深部に安置されていた二つの「七の神器」のうち全身鎧《ザ・ディスティニー》を選び取る。《ザ・ディスティニー》をブロッサムに渡し、彼女の夢の実現を目指して活動を開始するが、その矢先に他のバーストリンカー達によって罠にかけられ、目の前でブロッサムが無限EKされ続けるのを延々と見せられ、最終的に自分の手で彼女に止めを刺した。その直後、愛する者を失った絶望と自分達を裏切った者達への怒りから凄まじい負の心意を発生させ、ブロッサムを殺し続けていた神獣級エネミー《ヨルムンガンド》を真っ二つに引き裂き屠る。そのまま彼の怒りは暴走を続け、ブロッサムから受け継いだ《ザ・ディスティニー》とヨルムンガンドがドロップした《スター・キャスター》を心意によって融合させて《ザ・ディザスター》を生み出す。それと同時に加速世界の本質を「闘争と憎み合い」と断じてその全てを破壊することを誓い、その場にいた30人以上のバーストリンカーほぼ全員を完全消滅に追い込んだ。その後も加速世界から全バーストリンカーを葬り去るべくその力を振るい続けるが、そうするうちにいつしか彼の本来の名前と姿は忘れ去られ、《クロム・ディザスター》という名と、その所業のみが半ば伝説化して語り継がれることとなる。
最終的には有力者集団とのバトルロイヤルに敗れ強制退場となるが、彼の怒りと憎悪は《ザ・ディザスター》と共に加速世界に残留し続け、何人ものバーストリンカーをクロム・ディザスターへと変貌させた。鎧に内在する仮想人格である《獣》とは別に、彼本来の疑似人格も鎧の深部に残留していたが、こちらは深い絶望によって囚われていた。しかし六代目クロム・ディザスターであったハルユキによりブロッサムと再会し、《獣》共々二人の魂は救済された。その後、ザ・ディスティニー及びスターキャスターを彼らのプレイヤーホームに封印して立ち去る直前にハルユキは、ファルコンとブロッサム、かつて《獣》と呼ばれていた黒い仔猫が和やかに佇んでいる姿を幻視している。
かつての性格やアバターの外見・性能はどことなくハルユキと似通っている。なお後の《心傷殻》に関する説明から、彼は自身の心傷殻の中に「怒り」を封じ込めていたことが示唆されている。
クロム・ディザスター（Chrome Disaster）
ファルコンが遺した《災禍の鎧》（＝《ザ・ディザスター》）を装着し、残虐な狂戦士へと変貌したバーストリンカーの通称。鎧の解呪に成功したクロウ以外は、全員が実力者達の「討伐」によって加速世界を去っている。
元々は、ブロッサムの事件以降破壊者と化したファルコンに付けられた二つ名のようなものであったが、《災禍の鎧》が装着者の精神を乗っ取ることが明らかになって以後、乗っ取られたリンカーへの通称として定着した。その姿や能力は装着者により様々だが、全身を覆うクロムの鎧と、身体から立ち上る漆黒の過剰光は全員に共通する特徴である。歴代のディザスターは、初代のファルコンを含めて〜代目と呼称される。
なお作中において歴代のディザスターは「降参する相手の首を刎ね、手足を捥ぐ」と言った嗜虐的な戦い方をしたかのように伝聞では語られているが、実際に登場した三人（初代・五代目・六代目）はいずれも「相手をいかに効率よく撃破するか」にのみ主眼を置いた、さながら戦闘機械の如き無駄の無い洗練された戦い方を見せている（噂が伝搬する過程で話に尾ひれが付いたためと考えられる）。
歴代の装着者の外見・能力は以下の通り。
- 初代（クロム・ファルコン）：自身の装甲色と同じ黒銀のプレートアーマーを身に着けた騎士型アバター。ディザスター化以前からの必殺技《フラッシュ・ブリンク》による瞬間移動を行う。
- 二代目（マグネシウム・ドレイク）：ドラゴンの頭部を持つ竜戦士型アバター。口から巨大な火焔を吹く《焔色吐息（フレイム・ブリーズ）》アビリティを持つ。
- 三代目（セントレア・セントリー）：兜から覗いた足まで届く長い銀髪が特徴的な騎士型アバター。「剣型の強化外装を自在に操る」というアビリティを持つ。
- 四代目：蚯蚓を思わせる円筒状の頭部と細長い手足が特徴。《貪食者（デバウアー）》の二つ名を持っていた。剣の代わりに両手持ちの大斧を携えている。王達の共同戦線により加速世界から退場。鎧は「黄の王」イエロー・レディオの手へ渡った。
- 五代目（チェリー・ルーク）：大柄な騎士型アバター。兜のバイザー部に《ドレイン》に使用する牙が生えているのが特徴。四代目から二年半の間を空けて出現した。手首から巻き取り式の鉤付き鋼線を射出する《鋼線鉤（ワイヤー・フック）》アビリティを持ち、標的やオブジェクトを引き寄せるのに使う他、建造物に打ち込んで長距離ジャンプを行う。
- 六代目（シルバー・クロウ）：各部にエッジの付いた蛇腹状の鎧、手足の巨大な鉤爪、背中から尾を生やした獣人もしくは悪魔のような風貌。五代目討伐の際に寄生され、ヘルメス・コード縦走レースに乱入したラスト・ジグソーとの戦闘中に覚醒するが、ベルの《シトロン・コール・モード2》にて不活性化される。しかし、帝城脱出後にアッシュを探しに出た先で彼の虐殺現場を目撃したことで、再覚醒をする。元から有する《飛行（アビエーション）》アビリティと心意技に加え、上記の先代達のアビリティ・必殺技・技能を自分の能力として行使できる。

サフラン・ブロッサム（Saffron Blossom）
声 - 小野涼子（ゲーム版）
オリジネーターの一人。アバターは明るい山吹色の装甲を纏った間接型。対象に種を植え付け一定時間後に花を咲かせることで様々な支援効果を発動させることのできる特殊攻撃（いわゆる「寄生攻撃」と呼ばれる種類のもの）を持ち、その能力の汎用性は高い。《咲耶姫（サクヤヒメ）》の異名を持っていた。ファルコンの誘いを受けて彼とのタッグを結成。無制限中立フィールドにて購入した湾岸エリアの小さな家で、彼と共に多くの時間を過ごした。レベル5の必殺技に、複数の花弁で構成される防壁で30秒間内部をあらゆる攻撃から護る《ペタル・シェルター》がある。
生まれつき細胞内のミトコンドリア機能が低下するという難病を抱え、大人になるまで生きられないと宣告を受けており、その分の人生を加速世界で過ごそうとしていた。多くの者が加速世界で過ごせるようにポイントを融通しあう互助レギオンを作りたいという夢を持ち、ファルコンから渡された《七の神器》の1つ、《ザ・ディスティニー》によって目標実現の糸口を得る。しかし《ザ・ディスティニー》の規格外の強さを危険視した他のプレイヤー達により、無制限中立フィールドで無限EKされ、最後は「あんな化け物にやられるぐらいなら」とファルコンに介錯を頼み加速世界を去った。彼女が最後まで抱いていた「希望」は、ファルコンが残した憎悪と同じように《災禍の鎧》（スター・キャスター）に刻み付けられ、擬似的な思考回路として残留し、タクムのISSキットからの解放などでハルユキに助力した。スターキャスターを災禍の鎧に突き立てたことで鎧内部の《獣》に接触しその怒りを鎮め、最後はファルコンと再会したことで彼女の想いも昇華され、加速世界から消え去った。
オリジネーターの特権で、11名の《子》を生み出しているが、オラクルをはじめとしたその全てが偶然にも植物（花）の名前を冠するカラーネームを持っている。原理は不明だが、全損したはずのオラクルを沖縄で再び加速世界へと導いた。その後、バーストリンカーとしての力を取り戻しN・Nと戦うことになった彼女の前へ、クロウとスター・キャスターとの間に一時的に生じたリンクを使って奇跡的に姿を現し彼女に進むべき道を示した。
ココア・クラッカー（Cocoa Cracker）
「ISSキット」装着者の一人。グラブらと共にアッシュ、ウータンの両名を繰り返し殺してバーストポイントを収奪していたが、六代目クロム・ディザスターとなったハルユキに瞬殺された。
ニッケル・ドール（Nickel Doll）
声 - 櫻井浩美
短編「遠き日の水音」でクロウ&カレントと対戦したバーストリンカー。クロウに色仕掛けで不意打ちしようとしたり、ソーンを「紫オバサン」呼ばわりするなど、小悪魔的な言動が目立つ。
小柄なF（女性）型でやや貴金属寄りのメタルカラー。必殺技はプラス極とマイナス極にそれぞれ帯電した両手より触れた物に電流を流す《アノード・カソード》。
なおダクト共々どこかのレギオンに所属しているようだが、詳細は不明。
サンド・ダクト（Sand Duct）
声 - 宮下栄治
ドールとタッグを組んでいるバーストリンカー。寡黙であるが、パートナーを身体を張って庇うなど紳士的な戦い方をする。
大柄な黄系統のデュエルアバターで、その名の通り両手に巨大なダクトが付いている。必殺技はダクトから砂嵐を発生させる《サンド・ブラスト》と、気体分子を吸い込んで前方に真空を作る《ターボ・モレキュラー》が登場している。後者にドールの《アノード・カソード》を組み合わせることにより、グロー放電が発生する。ただし、放電中の気体（プラズマ）は導電性があるため、それに触れると《アノード・カソード》の電流ダメージを受けてしまう。
四埜宮 竟也（シノミヤ・キョウヤ） / ミラー・マスカー（Mirror Masker）
謡の4歳上の兄で、彼女の《親》。故人。
謡を能楽から離すためにBBを与えるが、逆に彼女の能楽に対する思いが強くなってしまったため、祖父に謡を能楽師にするように頼むが拒否され、その時に起こった事故で命を落とす。
デュエルアバターは銀と白の二色を持っており、不動の姿勢になることで自分に命中したあらゆる光線技を無数の細線に分解・消滅させる《理論鏡面（セオレティカル・ミラー）》アビリティを持っていた。
死後、ゲンブ攻略作戦に際してハルユキが援護のために四埜宮邸でハイエスト・レベルへのリンクを試みた時、メイン・ビジュアライザーに保存されている竟也のものと思われる声がハルユキに届き、妹のことを託してハイエスト・レベルへの到達を補助している。
マグネシウム・ドレイク（Magnesium Drake）
加速世界の黎明期に活躍したバーストリンカーの一人で、二代目《クロム・ディザスター》。
ドラゴンの頭部を持つ竜戦士型のメタルカラーアバター。マグネシウムの堅固な装甲と、口から強力な火焔を吐く固有アビリティ《焔色吐息（フレイム・ブリーズ）》を有する。
初代クロム・ディザスターの討伐に参加していたことからかなりの実力者であったことがうかがえ、また黒雪姫は「高潔なリーダーとして皆に慕われていた」と評しており、高いカリスマ性もあった模様。アクア・カレントとは友人でありライバルでもあった。しかし初代の討伐後、自身の手に渡った《災禍の鎧》を装着してしまい、一夜にして初代と相違わぬ破壊者と化す。その後は初代同様、他の実力者達の集中攻撃を受け加速世界を追放された。
なお彼はその登場時期から心傷殻理論を応用して産み出された《人工メタルカラー》ではないかと噂されていたが、その真偽は不明である。
ベリリウム・コイル（Beryllium Coil）
板橋の中規模レギオン《ヘリックス》のリーダー。なかなか頭が切れると評判。
手足にバネを仕込んだ銀灰色の装甲に身を包んだ近接型のアバター。バネの力で腕に仕込まれた大型ナイフを飛ばす《ジャックナイフ》、足のバネでロングジャンプを行う《スプリング・ダッシュ》というアビリティを持つ。テスカトリポカ討伐戦にはレギオン共々参加していない。
チリ・パウダー（Chili Powder）
《ヘリックス》所属のバーストリンカー。遠隔攻撃を得意とする赤系のアバター。必殺技はダメージのほか視覚・会話阻害の追加効果を持つ死ぬほど辛い粉を詰めた手榴弾を投擲する《レッドホット・グレネード》。
ゼルコバ・バージャー（Zelgova Verger）
三鷹市を拠点とする小規模レギオン《ギャラントホークス》所属のレベル6バーストリンカー。
名前は《欅の番人》を意味し、肩や胸、手足の要所を四角い重装甲に覆われた大型デュエルアバターで、赤みがかった茶色の木質装甲は、火炎属性の攻撃を除く、斬撃、打撃、実体弾を含む貫通攻撃に高い耐性を持つ。必殺技として、半ば透き通った縦横50cmの巨大な握り拳を撃ち出す《キュービック・スケルチャー（立方体の押し潰すもの）》、地面から自動追尾能力を持つ円錐形の杭を最大10本まで突き出す《コーニック・スマイター（円錐形の打ち負かすもの）》を使う。後者は威力も高く習得したばかりで対策もほとんどされていない技だが、発動中は動くことができず、真上にジャンプされると自分が槍を食らってしまうという弱点がある。
テスカトリポカ事件を引き起こしたシルバー・クロウに対戦を挑むが、あえなく敗北。その日の夕方、中小レギオンの連合軍《エクセルキトゥス》による東池袋でのテスカトリポカ討伐戦に参加するが、想定を覆してのテスカトリポカの反撃に巻き込まれ、消息不明となった。
トープ・ケープ（Taupe Cape）
ゼルコバの「親」である、同じ中学校の一学年下の少女。デュエル・アバターは名前の通り灰紫色のケープを纏う。昨年に「親」でもあった前リーダーが無限EKにより退場した後、ギャラントホークスの新レギオンマスターとなった。ゼルコバがテスカトリポカの攻撃を受けた際に巻き込まれ、ともに消息不明となる。
ギル
ゼルコバとトープの会話に出てくる名前。話の流れから、「ギャラントホークス」の一員と思われる。
コットン・マーテン（Cotton Marten）
西東京に領土を持つ中堅レギオン「オーヴェスト」のメンバーで、チユリの友達。
エクセルキトゥスによるテスカトリポカ討伐戦に嫌々ながら参加するが消息不明となる。事前に『八時になっても連絡がなければ探しに来てくれ』とのメールをチユリに送っていた。
ブリキ・ライター（Tin Writer）
声 - 川原礫（テレビ版）/ 黒田崇矢（Blu-ray/DVD、ゲーム版）
アニメオリジナルのバーストリンカーで、パソコンを持ちメガネをかけたブリキのロボットのような外観をしている。
基本的には戦わずシルバー・クロウなどの対決における解説役（小説版でいうところの会話以外の文章やモブキャラクターのセリフ）を行っている。
作者が文庫第2巻の著者近影に自分のアバターとして描いた絵が元になっており、テレビ放映版では声も作者が担当している。Blu-ray/DVD版では黒田崇矢も声を当てており、2人の声を選べるようになっている。

## その他の登場人物
荒谷（アラヤ）
声 - 千葉一伸
ハルユキの1年時のクラスメート。手下と一緒にハルユキをいじめていたが、校内でハルユキを殴り黒雪姫に怪我を負わせるという傷害事件を起こした上に数々の違法物の所持が発見されたため逮捕され、それを逆恨みし保釈後に車でハルユキと黒雪姫を襲い、ハルユキを庇った黒雪姫に大怪我を負わせて再逮捕された。
有田 沙耶（アリタ・サヤ）
声 - 羽飼まり
ハルユキの母親。37歳。アメリカに本社がある銀行のディーリング部門に勤めている。山形県出身で両親はサクランボ農家を営んでいる。
晩婚化著しい昨今では相当に早く、修士課程在学中の23歳の時に3つ年上の男性と入籍してハルユキを産む。夫との離婚後、シングルマザーとしてハルユキを育ててきた。多忙のため家にいることはほとんどなく、ハルユキのことも本人の自由に任せている。チユリの母・倉嶋百恵とは大学時代からの友人同士。ハルユキが生徒会役員選挙に立候補することを決めたと聞いた時は、驚きながらも自分の気持ちをそのまま伝えるようアドバイスした。
畑にいたトラフズクが中学生の時にいなくなったことから、大人になったらフクロウを飼いたいと思っていたが、ハードルの高さから飼えないまま現在に至る。
井関 玲奈（イゼキ・レイナ）
梅郷中学校2年B組の女子。飼育委員会に所属。イマ風のギャル語を使う。当初は無理やり駆り出された為にやる気がなく、初日に顔を出したのみであった。しかし委員長であるハルユキが、日誌をアップしたのを観て押し付けたことを後悔し参加しようとしていたがハルユキが声をかけなかったので自分から飼育小屋に赴き活動に参加するようになった。雰囲気とは裏腹に心優しく、謡の面倒を見たり小屋でたった一人で暮らすホウに友達を作ることを提案したりしている。ハルユキからは「自分を偽らない人」だと評される。
委員会活動がきっかけでハルユキと交流するようになり、彼よりも偉い立場にある謡に「超委員長」のあだ名をつけた。家族構成はバイヤーの仕事をしている姉と父親が違う歳の離れた妹がいる模様。
生沢 真優（イクザワ・マユウ）
梅郷中学校2年C組の女子。ハルユキ達のクラスメイトで、クラス委員長を務める。黒雪姫に憧れており、生徒会選挙に立候補するため「他の人にはない部分をいっぱい持っている」と見込んだハルユキとタクムを勧誘、《チーム・プロミネント》を結成する。
上岡（カミオカ）
梅郷中学校生徒会長。各専門委員会や学校管理部との交渉が担当。
西（ニシ）
梅郷中学校生徒会会計。実際の会計業務を副会長の黒雪姫が担当しているため、会長のサポート全般を行っている。
ホウ
アフリカオオコノハズクの雄。全長20センチメートルほどで推定3歳。人工繁殖されペットショップで正規に販売された個体だとみられ、元の飼い主が持て余し改正動物愛護法に基づいて左足に埋め込まれたマイクロチップを無理やり抉り取られて捨てられてしまう。出血多量で死にかけたところで松乃木学園に迷い込み、謡の尽力で殺処分を免れるが経営難で学園の飼育小屋が撤去されたうえに引き取り手が見つからず処分される瀬戸際で、黒雪姫の手引きで2047年6月18日を以て梅郷中の飼育小屋で受け入れることになった。かつて飼い主から非道な扱いを受けた経緯から人間不信になっており、懸命に世話をした謡以外の手からは食事を受け付けていなかったが、最近になってハルユキや井関の手からも食事を取るようになった。
塩見（シオミ）
四埜宮家の《ばあや》。60代半ばの女性で、鶴のようにすらりとした長身。
Kirito / 桐ヶ谷 和人（きりがや かずと）
声 - 松岡禎丞（ドラマCD版）
原作者川原の別作品『ソードアート・オンライン』の主人公。第四世代フルダイブマシンのテストダイブ中、予期せず加速世界に「乱入」することになった。デュエルアバターは彼の自己像からつくられており、SAO時代のキリト（二刀流の剣士）そのままの姿をしている。優れた反射能力と剣技、そして王達に勝るとも劣らない重圧でハルユキを驚かせた。必殺技の代わりにSAOのソードスキルを使用でき、SAOには未登場の体術・剣術複合ソードスキル《メテオ・フォール》を使用している。
回路が切断されたためにデュエルは無効となり、クロウに「いつかまた、戦（や）ろう」と再戦を望んで消滅した。対するハルユキは「多分、もう二度と現れない」と予感する。
なお、作者は第10巻の後書きにおいて、「彼の登場は本作とSAOに直接的な繋がりがあることを示すものではない」としている。
ダシュカ
声 - 牧野由依
OVA『銀翼の翼』に登場。都内の学校のローカルネットでアバターの衣装やアイテムを奪っている、最後の《アサルトリンカー》を名乗るアバター。梅郷中ローカルネットに出現し、応戦したN・Nの面々を加速世界《アクセル・アサルト》に引き込み戦いを仕掛ける。敗北後フィールド崩壊と共に消え去る。
通常は甲冑とかぼちゃ頭を身に着けているが、中身は少女の姿。武器は銃や剣にもなる大鎌で、相手の衣装やアイテムを奪い取る技《トリックオアトリガー》を使う。アサルトリンクすると巨大なスカートを持つピンクのデュエルアバターとなり、遠隔兵器《エレメンタル・ブリッド》を操る。ブースターによる機動力はあるが旋回スピードに難がある。

## 『アクセル・ワールド/デュラル マギサ・ガーデン』の登場人物

### スカーズカ・プリースカズカ
千明 ちあき（チギラ・チアキ） / アルミナム・バルキリー（Aluminum Valkyrie）
スピンオフ作品『アクセル・ワールド/デュラル マギサ・ガーデン』の主人公。2035年3月29日生まれ。A型。身長139cm。
黒髪の小柄な少女（低身長にコンプレックスがある模様）。サウザーグループという大企業の令嬢。家族構成は祖父母と父母で、茶太郎という犬を飼っているほか、じいやと呼ぶ執事とも家族同然に付き合っている。幼い頃から兄に黒雪姫ことブラック・ロータスの話を聞いており、彼女に憧れ同じように強くなりたいと願うようになる。兄の死の直後アメリカに引っ越し、以後強さを求める不遜かつ破天荒な性格になった。徒手格闘術を習得しているほか、パルクールなどの心得もある。絵やファッションなど美的センスはないが作図は得意なようで、フリーハンドで見事な地図を書き上げている。
2047年に帰国し、私立清美女子学院に入学する。通学初日に「学校をシメる」と宣言し、破天荒な行動（最初のあいさつで教壇を踵落としで破壊、武道系の部活を制覇して各部長を泣かせる、など）を繰り返すものの満たされず、演武研に声をかけられる。その際優子がBBのインストールを試みたことで、自分が既に兄の《子》になっていたことを知り、さらなる強さを求め加速世界に足を踏み入れる。
目的のためにひたすら突き進むストイックな性格で、優子が評して曰く「ブラック・ロータスバカ一代」。加速の恩恵などは付属の機能と一蹴し、憧れの存在であるロータスに会うために自分に課した8人目のレベル9到達を目指している。しかしその性格が災いし、無茶をして全損寸前に陥ったこともある。後に用事で学院に赴いた黒雪姫と対面するが、リアル割れを避けるため会話を我慢している。尊大で自信家だが、レギオン結成クエストで敵エネミーに惑わされ仲間を攻撃してしまった時には後悔から年相応の弱さも見せている。
学内アバターは初期はサツマイモに手足の生えた姿という適当な物だったが、あまりにもあんまりな見た目だったため胡桃が手回しをしてちあき本人の姿に近いものに変更されたが、優子の趣味でことあるごとに服装が変化して半ばコスプレ状態と化している。ただし本人としてはかつてのアバターを割と気に入っていた模様。
デュエルアバターは女騎士型のメタルカラーで、メタルカラーチャートでは中央付近に位置する。アルミニウムの装甲はメタルカラーにしては軽量で強度もそれほど高くないものの、現実世界で身に付けた武術の経験を活かした近接格闘戦では無類の強さを誇り《完全一致》とされる。反面、間接攻撃への耐性が非常に低い。必殺技は装甲の形状と性質を変化させる《モード・アロイ》で、その性質ごとにヴァルキリーの名前を冠している。使用したのは装甲を硬質化させる《ウィズ・カーラ》と炎熱耐性を高める《ウィズ・レギンレイブル》、打撃力を上げる《ウィズ・ヒルド》。
祝 優子（ホオリ・ユウコ） / オレンジ・ラプター（Orange Raptor）
演算武術研究部の部長。レベル7。非常に人懐っこい性格で、ちあきを「ちあちあ」リーリャを「ウサちゃん」「りぃたん」と呼ぶ。2032年8月15日生まれ。B型。身長158cm。中学生とは思えないほどスタイルがよく、Fカップの巨乳。
《親》と死別したちあきを加速世界に引き入れるきっかけを作り、また同時期にリーリャを《子》としたことから2人には双子の《子》として愛情を注ぐ。胡桃とは二人きりになると「姫」と呼ぶなど少々特別な間柄の様子。クマの被り物を好んで被っており、通常アバターもクマにしている。脱ぎ癖があるのかビキニの水着のみを着用していることが多いが、これは1年生の頃に絵那に引っ張られて部員勧誘を手伝わされたことに由来する。家族はいない。ちあきやリーリャを溺愛するが変態的な言動が多く、特にちあきに対してはリアルと仮想世界の両方で頻繁にセクハラを行っている。そのため彼女からの扱いはかなり軽い。
長らくレギオン結成を目標としていたが、絵那の別れが影響して「演武研メンバーでレギオンを作る」という強いこだわりがあったため、冬牙からレギオン結成のオファーを受けても聞き流していた。リーリャがレベル4になったことを機にレギオン結成クエストを成功させ、《スカーズカ・プリースカズカ》を立ち上げた。
デュエルアバターは竜人型で、首にマフラーを巻いている。遠隔・間接型ながら四肢や尻尾を駆使した格闘戦も得意とし、その情熱的なファイトスタイルから《灼熱（ザ・バーニング）》の二つ名を持つ。必殺技は四肢を地面に固定しなければ体が吹き飛ぶほどの長距離の炎のブレス《デカフレア》に巨大な火球を吐く《レイジング・インフェルノ》と、陽炎で幻影を生み出す《プリミティブ・ヒートヘイズ》。デカフレアを推進力にすることにより後ろ向きで空を飛ぶことも可能。なおF型だが大柄かつ外見がいかついため、かわいらしい洋服が壊滅的に似合わない。
来摩 胡桃（クルマ・クルミ） / バイオレット・ダンサー（Violet Dancer）
演算武術研究部の副部長。レベル6。2032年11月14日生まれ。A型。身長167cm。3人姉妹の末っ子。
リアルでは男装の麗人で、通常アバターも王子のような姿。女子生徒のファンも多く、演劇祭で王子役を演じることになった時には彼女の従者役の志望人数が倍率30倍という数字に跳ね上がった。男装をしない場合は眼鏡とショートカットが特徴の美少女。部長からは「くるみちゃん」と呼ばれており、二人きりになると「ビーストさん」と呼ぶ間柄。部員の中では一番の常識人で仲裁役を務めることも多いが、一方で割と物事にこだわるところがあり（優子曰く「変な病気」）、そのようなときに不用意な発言をすると激怒する。
デュエルアバターは中東の踊り子のような風貌。《バイオレット・バイオレンス》の二つ名を持ち、怒らせるとラプターの《デカフレア》によるオシオキがかわいく見えるような制裁を行うらしい。必殺技ゲージの量に応じて8つまで召喚できる強化外装《チャクラム》を使用したミドルレンジでの戦闘を得意とする。《チャクラム》は音声ではなくジェスチャーによって、刃の方向を反転させる《バ（bha）》・チャクラムを手元に呼び戻す《タ（ta）》・チャクラムを水平に高速回転させ打撃に使う《ラ（ra）》という3つの特殊なコマンドを使用できる。
リーリャ・ウサチョヴァ / アイリス・アリス（Iris Alice）
演算武術研究部の新部員。ロシア人とのハーフで日本語での意思疎通がうまくできないためにいじめられていたが、ちあき以上の反応速度を持っていたため、優子の《子》となる。バーストリンカーとなり、ちあきたちとの交流を経て次第に日本語での会話するようになるが、まだ言葉遣いがたどたどしく、難しい表現を使おうとして間違って暴言を吐いてしまうことも。おばけと爬虫類が苦手（ただし《親》であるラプターは平気）。うさぎグッズが好きで、通常アバターも服を着たウサギを使用している。2034年7月7日生まれ。O型。身長140cm。
母親は幼くして死去、父親も仕事で遠くにいることが多かったため祖父の家で暮らしていたが、その父も事故死したため現在の家族構成は祖母のみ。驚異的な反応速度は死別した父が生前に作ったゲームを幼少期からやりこむことで身につけたもので、レギオン名はこのゲームの名前から付けられた。当初は臆病で引っ込み思案だったが、BBを通してちあきたちと触れ合ううちに次第に自信をつけ、レギオン結成クエスト後に消沈するちあきを叱咤するほどになった。
デュエルアバターは紫寄りの青の近接系。小瓶型の強化外装《リトル・ボトル》を持った人形風の少女の姿（当初は裸同然だったが、レベル2以降は優子がショップで買ってきたドレスを着用）で、高い敏捷性を持つが、その他のパラメータは壊滅的に低い。初期状態では必殺技もアビリティも持たないが、ボトルが壊れることで使用可能になるアビリティ《ツーフェイス》により、パラメータが裏返り、兎型の頭部を持つ鈍重な巨人型アバター（通称「ミーちゃん」）となる。一度変身した場合対戦が終了するか、ポータルに入らない限り元に戻らない。ミーちゃん状態では周囲の敵をブリザードで凍らせる必殺技《スノウ・デビル》を持ち、レベル3・4ボーナスで選択した必殺技強化により効果範囲が増大した《スノウ・デビル・ナインス・サークル》へと昇華された。レベル2になった際のボーナスで入手したハンマー型強化外装《クイーンズ・アストロロジー》を使い、敏捷性を生かしてハンマーで吹っ飛ばした相手の着弾地点に先回りして再び相手を吹っ飛ばす攻撃を繰り返す「一人ハンマーラリー」（ちあき考案）で、人形型の状態でも相手を倒すことができるようになった。

### 蒼灯武装団・改
藤堂 冬牙（とうどう とうが）/グレイシャー・タイガー（Glacier Tiger）
清美女子学院の姉妹校・征王男子学院生徒会長で、同校に所属するバーストリンカー集団《蒼灯武装団》の《族長（オサ）》でもある。優子、胡桃とはリアルでも知り合い。眼鏡に強いこだわりを持つほか、原住民風の仮面を好む。姉妹校の清美女学院にもファンがいるほどだが、優子と絡むと急に三枚目風になる。
優子とレギオンを作りたいという思いからレギオン結成を先送りにし、システム規定外の集団《部族（トライブ）》という形で仲間達をまとめていたが、結果的にスライサーを駆り立てる動機を作ってしまう。騒動を知った後は反省して部族を解散、レギオンを結成し再出発することを宣言し、後に約束通り正式にレギオンを結成した。
デュエルアバターは青系統で虎の意匠のマスクをした獣人型。さらに加速中は芝居がかった口調で話す。必殺技に吹雪を起こす《ハート・オブ・ダイヤモンドダスト》を持ち、周囲の水分から氷の剣や槍を作り出したり、吹雪を纏った打撃で氷雪系ダメージを与えることができる。また、鞭型の調教用強化外装を入手しており、北海道で発見したマンモス型の野獣級エネミーをテイムし「ディーマ」と名付けている。
時規（ときのり） / バニラ・スライサー（Vanilla Slicer）
征王男子学院生徒会書記。レベル4。中性的な長髪の少年で、かつてはその容姿を理由にいじめられていたが、冬牙に助けられたことで、彼に多大な信頼を寄せる。
その冬牙がレギオンを作ろうとしないのは優子のせいだと思い込み、彼女の《子》を全損させることで彼女も加速世界を去るよう仕向けようと、全損寸前のバルキリーにタッグ戦を挑む。しかし、相方として雇ったアッシュの離反、そして真の力を覚醒させたアリスに敗れ去る。対戦後は絶望して自ら加速世界を去ろうとしたが、冬牙との拳を交えた語り合いで和解した。
清美に潜入した際には女装をしていたがトランスジェンダーや性同一性障害というわけではなく、髪を切らないのも美しい長髪に強い思い入れがあるというだけ。ただし女装に対してはそれほど抵抗があるわけではないようで、清美の演劇祭では外部生でありながら優子たちに煽てられ乙女役で出演している。
デュエルアバターはお盆を持った黄系統寄りのパティシエ型。大中小3種類のケーキナイフ型強化外装と香辛由来の間接攻撃の必殺技を持つ。作中に登場した必殺技は対象を睡眠状態にする《バケーション・プラン》。
ジルコン・パラディン（Zircon Paladin）
ちあきと最初に対戦したバーストリンカー。リアルは征王男子学院の生徒。
ちあきよりも1日早く加速デビューし、仲間の口添えもあって戦いを有利に進めるが、バルキリーの格闘センスと挑発により惜敗する。以後彼女に因縁を持ち、再戦を望んでいる。またアリスにも初戦闘では快勝したものの、二度目の戦いでは一方的に手玉に取られて敗北したため雪辱を果たすことを誓っている。レギオンの聖衣を内心ではうっとうしく思っており、冬牙の手前しぶしぶ身に纏っている。
デュエルアバターはくすんだ緑褐色で、青・紫系の重騎士型。巨大なランスを初期装備として所有している。動きは鈍重だがその分メタルカラー並みの防御力を備えている。必殺技は自身の装甲を光り輝くジルコニアに変えることで強度を上げる《フィアー・デヴォート》と槍を使った《ビクトリアス・スラスト》。
ジャスパー・ジャック(Jasper Jack)
《蒼灯武装団・改》のメンバー。軽い口調が特徴的で、胡桃のことを「オネエサマ」と呼んでいる。
デュエルアバターは騎士型で、通常時は緑色の防御型だが必殺技の《ジャック・オブ・スペード》を使うことで赤系の遠隔攻撃タイプに変化するという変則的な色特性を持つ。必殺技使用時には得物の剣が最長10mにまで伸びる。

### フェイスレス
鷲塚 範子（わしづか のりこ） / ブラス・イーグル（Brass Eagle）
ちあきの同級生で、小学生のときに転校してきたリーリャを自分を飾るために利用できると考えて独占し、取り巻きと共にいじめていた。しかし、演武研に加入し変わった彼女に反抗されるようになり、取り巻きから見放され周囲から孤立、さらに父親の仕事のためにちあきと友人関係を築くよう要求する母親からの圧力で苦しむことになる。ちあきたちの行動を影で見聞きしているうちにBBの関連用語を知り、「ちあきが探しているモナークの情報を得られれば、ちあきと友達になれるかも知れない」と考え行動した結果、同じくモナークを探していた《フェイスレス》と接触、ヨミからBBを強引にインストールされ、メタルカラーだったこともありそのままレギオンに加わる。加入当初は仲間内でのバカ騒ぎという環境の変化に戸惑い、あくまでちあきとのつながりを作るための踏み台としか見ていないところもあったが、徐々にメンバーとのやり取りの中に心地よさを見出していく。
偶然にもちあきたちが蘇生アイテムを求めて葛飾にやって来ていることを知り、素性を隠したまま彼女たちを助けることになる。しかし、ちあきから聞いた情報がカラーレスでも秘匿されていたものであったため、リークから詰問されてしまいレギオンを追い出されかけるがヨミとの対話を経て和解する。ふとした会話からリーリャにもリアル割れしてしまうが、自分の行いを謝罪し向き合うことで和解した。モナークの一件が住んでからはちあきとリーリャを自宅に招いている。
アバターは真鍮装甲に身を包み、鷲の意匠を持つハットを被ったカウガール風のF型。猛禽の鋭い鉤爪が生えた足は鳥類と同じ構造で、物をしっかりと掴むことができる。優れた視力を持ち、必殺技は周囲のバーストリンカーを装甲色から探知する《イーグル・アイ》と、ハットから生えた翼を利用して滑空する《プレデター・グライディング》、加えて《キャプチャー》で動きを捕捉した相手を右腕に装着するライフル型の強化外装《ボレアス》によって狙撃することも可能。読者公募によるアバターコンテストの入賞作品がモデル。
郡山 喜代美（こおりやま きよみ） / パイライト・ジャバー（Pyrite Jabber）
元カラーレスの最初期メンバー。16歳。あだ名はヨミ。江戸っ子らしく気風がいいが、やや短気で喧嘩っ早い。本業は落語家で階級は前座。師匠は錦猫亭甘蔵（きんびょうてい かんぞう）で、高座名は「餡子（あんこ）」。日中は本業で高座に上がるため忙しい。
近所の友人に誘われてBBを始めたが、アバターがメタルカラーであったため親からもレギオンからも拒絶され、同じ境遇で活動範囲が近かった2人とつるむようになった。ある日モナークに助けられ、彼らと共に《カラーレス》を立ち上げる。カラーレス時代はレギオンの切り込み隊長的な役割を務めていた。かつては戦績の伸び悩みや色なしの苦悩からBBをアンインストールすることも考えていたが、モナークの説得で思いとどまったことがある。それだけに、勝手に姿を消したモナークには複雑な感情を抱いていた。
範子のことは当初スパイと疑い、バーストリンカーでないと知った後も初期ポイントを奪うだけのつもりで《子》にするが、彼女の抱える悩みを察し、《親》として面倒を見ている。
アバターは黄鉄鉱の装甲を持つ、金色に輝く戦隊物のヒーローのような外見。必殺技の《ローディング・パイラ》は《セット》のかけ声でタメを作り、拳・肘・踵・膝の4ヶ所についている小型のブースターを《イグニッション（点火）》のかけ声で起爆することにより、加速で打撃力を増強させる技。
イノア / ラバー・ドレッサー（Rubber Dresser）
《フェイスレス》のメンバー。カラーレスの発起人の一人。ゴスロリに眼帯の少女。本業はデザイナーで日中は忙しい。家業が「井上青果店」という八百屋で、フェイスレスメンバーで鍋パーティーをするときは野菜を持ち込む。
アバターは小柄なF型。背骨にそって生える複数のきしめん状のラバー帯を使った拘束攻撃を得意とする。攻撃は苦手だがその分防御力に特化しており、強靭かつ弾力のあるラバーをまとめて盾にする必殺技の《ラバーシェル》はほとんどの物理攻撃を通さないほど。ただしゴム製のアバターなので火には弱い。
リーク / パルプ・バグ（Pulp Bag）
《フェイスレス》のメンバー。ハットとサングラスをつけた髭面の男。カラーレスの発起人の一人。メンバーの中では良識的だが、そのためか女性陣からはかなり雑に扱われている。リアルの職業は寺の僧侶。剃髪しているため普段の集まりに参加するときには鬘を被っている。
かつてはモナークの腹心であり、《インソウル・コーパル》の情報を知りモナークに伝え、彼に口止めされずっと情報を秘匿していた。その極秘情報を口にした範子のことをスパイではないかと疑ったが、ヨミが間に入り誤解が解け謝罪した。
デュエルアバターは紙（植物繊維）で出来た虫型アバター。モナークから「紙カマキリ」の愛称で呼ばれていた通り、戦闘では腕の鎌を使った近接戦闘を得意とする。軽量・俊敏で強靭だが、紙でしかないため火や水にはめっぽう弱い。必殺技は両腕を段ボール状の楯に変える《ストラータ・シールド》、強靭な段ボールの盾を作り出す《ストレイタム・カードボード》、段ボールオブジェクトを自在に加工して有利な環境を構築する《クラフト・オブ・ランドスケープ》。
千明 宗弥（ちぎら そうや）/グラス・モナーク（Glass Monarch）
ちあきの兄。性格は紳士的で爽やかだったらしい。幼い頃から病弱で葛飾区の病院に長期入院していた。本編の3年前に病死するが、死の間際にちあきにBBをコピーし、彼女が初めて加速した時に開かれるよう細工したメッセージを残した。
3年前時点でレベル7。アバターはその名の通りガラスでできた人型で、王冠・マント・王笏を装備する。カラーサークルでは透明に近い青系統。必殺技に周囲オブジェクトから総勢100体からなるガラスのAI兵士を生み出す《センチュリオン・マーチ》を持ち、その戦闘スタイルから《ソリタリー・レギオン（孤独な軍隊）》の二つ名で呼ばれていた。この兵隊達は《剣兵（ソードマン）》《槍兵（パイクマン）》《弓兵（ボウマン）》《盾兵（シールドマン）》《側近（ヨーマン）》の種別があるだけでなく、一体一体に備わる《マチュリティ・レベル》アビリティによりエネミーやバーストリンカーを倒して経験値を得るほどにステータスが成長するという性質があり、レベル10で小獣級エネミー以上、最大であるレベル18では巨獣級エネミー並みの強さに成長する。最大レベルまで育てた兵隊が100体いれば《四神》とも戦える可能性もあるともされていたが、レベル6以上にあげるためには経験値が莫大になってしまう上、ログアウトによりレベルはリセットされてしまう。これらの能力の性質上、通常対戦よりも無制限中立フィールドでの対戦の方が得意。高レベルのセンチュリオンは大型アバターを片手で振り回すほどのパワーを持つのみならず強度も高く破壊は困難だが、駆動部が球体であることから整えられていない地面の上では機動力が低下し、急冷による熱割れまでは防げないという欠点もある。この能力に特化した影響で本体は自力で移動できないほどに虚弱だが、事前にマーキングした兵隊と自分の位置座標を入れ替える《キャスリング》を1回だけ使うことができる。
ヨミ達と出会ったことで《カラーレス》を作り、8人目の王を目指していたとされるが、自分の死期を悟っていたこともあってバグが《インソウル・コーパル》を発見したころにはすでにその夢を諦めていた。自分が「色なしのレギオン」を作ったせいで色なしアバターたちが加速世界に抱く憎悪を煽ってしまったのではないかと後悔しており、自分の死後に残されるカラーレスの仲間たちのことを心配してロータスと接触を図り、「カラーレスを革新する」と言ってメンバーから徴収した大量のバーストポイントと蘇生アイテムを担保にメンバーをネガ・ネビュラスで受け入れてもらえるように遺言を残し、ライバルだったフォグにダンジョンの管理を託し、死の間際に現実世界でちあきに対して自分の仲間を受け入れてくれるであろうロータスを探すように告げた。しかし大量のBPとアイテムの情報を持ったまま、仲間に何も言わずにBBから姿を消したことから残されたメンバーからは敵視されている。
センチュリオンを維持するため、死後も自身のニューロリンカーを起動状態のままにしておくよう手配しており、意識のないアバターは水戸芸術館最深部に音声メッセージと共に、センチュリオンはダンジョン内でポップするエネミーを実質3000年間延々と狩り続け最高レベルまで成長した状態で存在し続けていた。目論見こそ外れてしまったが、実際にダンジョンを攻略したフェイスレスとちあきらの一団に遺言は無事伝わり、彼らとの蟠りは解消されることになった。

### その他の登場人物（デュラル マギサ・ガーデン）
マルーン・バルーン（Maroon Balloon）
ラプターの古い知り合いで、彼女同様ノリが軽く意気投合している。過去にモナークとの対戦経験がある。
アバターはバルーンアートで作った人形のような外見で、風船でできた装甲は打撃に耐性を持つ模様。風船特有の音（ゴム同士がこすれる音や破裂時の爆音）を利用した攻撃をはじめとする、掴みどころのない戦闘スタイルが特徴。風船らしく重量は軽いようで、風に乗って浮遊できる。必殺技は無数の風船を出す《ハッピー・ストーム》と、1トンの衝撃も防ぐ風船で体を覆う《ハッピ・コクーン》。これらの風船は物理攻撃には強いが火には弱いため、相性の問題でラプターには負け越している。
ボスポラス・フォグ（Bosporus Fog）
元《CCC》の幹部。パインやハイダーを率いており、彼らからは「ボス」と呼ばれている。形から入るタイプのようでゲームではロールになりきることに重点を置いており、人質作戦の時はわざわざ雰囲気作りのため、特にステータスに影響を与えるわけでもない魔王風の装備を準備させている。
モナークとは良きライバル関係にあり、最後の勝負に負けたことで《インソウル・コーパル》が眠る水戸芸術館の管理を彼から託されていた。彼や彼が秘宝を託そうとしていたロータスが2人とも加速世界から姿を消したことでこの秘宝を自らの手に収めようと画策している。秘宝を探ろうと動いているバルキリーたちに危機感を抱き、アリスとイーグルを人質にとって情報を求め、スカーズカ・プリースカズカとフェイスレスの面々にセンチュリオンが守護するダンジョンの攻略を命じる。その後はハイダーを介して高みの見物を決め込んでいたが「蒼灯武装団・改」に襲撃され、水戸芸術館内に逃げ込んでしまったため自分も攻略に手を貸すことになる。この一件の後で秘宝を奪い取ろうかとも考えていたが、モナークと直接戦って奪い取ることがもう叶わないとわかったため所有権をちあきたちへと譲って去っていった。
アバターは2対の腕を持ったM型。普段は中世貴族風の服装だが、状況に応じて装いを変える。フォグ（霧）に関する能力を持ち、必殺技に体を霧に変えて攻撃を回避する《キャピタル・エル》や指先から電気を放つ《ベッセル》、霧を広範囲に派生させ短時間だけ視界を極端に悪くする《サンクティファイ》を持つ。
パイナップル・シープ（Pineapple Sheep）
レベル7のバーストリンカー。愛称は「パイン」。かつてモナークに助けられたことがあり、ちあきに彼の情報を提供した。紳士的な口調だが、フォグの指示の下でバルキリー達の動向を監視し彼女たちが余計なことをしないように注意を払っていた。一応フォグに対しては忠誠心を持っているようだが、彼の性格や無茶振りには苦労している模様。誘拐していたイーグルとアリスの監視役を務めていたが、ラプターの要請で駆けつけた《蒼灯武装団・改》に襲撃されて逆に囚われの身となり、ディーノの牙に縛り付けられる羽目になる。
アバターは鮮やかな黄色の装甲を持ち、上腕から背中にかけて松かさ状の鱗で覆われた雄羊のような外見の大柄なM型。カラーサークルでは間接系だが、前腕まで鱗で覆い身を守る《カット・ペイン》や、鱗で拳を固め、至近距離からアッパーを放つ《コニファー・パンチ》を使った近接戦闘が得意。
ノクターン・ハイダー（Nocturne Hider）
ボスポラスの部下。引っ込み思案な性格なのかいつも誰かの影に隠れており、人の目を見ずに小声でぼそぼそとしゃべる。
暗い色の装甲の上に襤褸を纏った6つ目のアバター。その名が示す通り闇を操る能力を持ち、影に長時間潜み続けることが可能。ただし影に触れたアバターを平面に収納できる空間を作るだけであり、影そのものを大きくしたり動かせるわけではない。傘型の強化外装を持っており、その内側の影を利用して空間移動を行う《トワイライトエスケープ》が使用できるほか、周囲の影に潜行する《ヒドゥン・プレイス》を使う。
絵那（えな） / アイビー・キャプチャー（Ivy Capture）
清美女学院高等部1年。元演武研部員で、元バーストリンカー。優子が普段から被っているクマヘッドの製作者。
優子たちとともに活動を行っていたが、あるとき自らの意思でBBをアンインストールし、加速世界から去った。ちあきたちが入手したインソウル・コーパルによってアバターの再形成こそかなったものの、アバターが入った結晶体から外に出す方法がわからなかったため新たな手段を探す必要が生じた
アバターは緑系統のF型で、体の周りにツタの意匠がある。

## 劇場版「INFINITE∞BURST」の登場人物
月折 リサ（ツキオリ・リサ） / ナイトライド・ウニカ（Nitride Uncia）
声 - 赤﨑千夏
劇場版「INFINITE∞BURST」の登場人物で、劇場版特典『無限の跳躍』の主人公。千歳烏山にある中高一貫の私立校・太子堂中学校に通う中学3年生。レベル6。跳馬を得意種目とする体操部員であり、ジュニア強化選手に選出されている腕前の持ち主。飛ぶことに対する恐怖心からスランプに陥っていたが、無制限中立フィールドで特訓を重ねることで恐怖を克服する。
2047年7月21日に行われた全日本大会決勝で跳馬の演技中、ロイター板の破損事故によって頭から床に激突して重傷を負い、意識不明のまま入院する。実は転倒の直前、咄嗟に無制限中立フィールドにダイブしたが、事故の後遺症で二度と飛べなくなることを恐れ、バーストアウトできずにいた。そんな中で眠りから覚めた女神ニュクスと出会い絆の回路を形成し、彼女の居城にある花園の中で眠りについていたが、それが原因で現実世界にまで影響を及ぼすほどの事件を引き起こすことになり、居城に突入してきたクロウの説得で現実世界に戻る覚悟を決め、ニュクスと別れた。
現実世界への帰還後は無事に意識を取り戻して病院で静養しており、事件を通してリアルでも知り合ったネガ・ネビュラスの面々と交流している。
デュエルアバターは雪豹モチーフのF型。正式には《ナイトライド・ウンキア》だが、知人のパペッターに倣ってより可愛らしい「ウニカ」を名乗っている。必殺技はビーストモードに変化する《シェイプ・チェンジ》（レベル4）のみで、残りのレベルアップボーナスはすべて運動能力強化に費やしたジャンプ力・ダッシュ力に特化している。
本編には22巻で登場。N・Nメンバーが六王会議に向かう途中に見た試合映像で事故にあうのを目撃された。
稲舘 望未（イナダテ・ノゾミ） / ミモザ・ボンゴ（Mimosa Bongo）
『無限の跳躍』に登場。リサの「親」で1年先輩に当たり、同じ学校の体操部員。レベル6。得意種目はゆか。
デュエルアバターはニセアカシアと偶蹄目の一種であるボンゴをモチーフとしており、装甲にトゲを持った牛角少女。
コメット・スクイーカー（Comet Squeaker）
劇場版特典『無限への跳躍』に登場。グレート・ウォールに所属するレベル6リンカー。魔法少女風の外見に、一人称が「ボク」でウルトラハイトーンの声というあざとさから、男性リンカーには人気があるが女性リンカーからは評判が悪い。ウニカとは友人。
装甲はあちこちにリボンがついた水色のフレアドレス型。武装はピコピコハンマーで、見た目だけは可愛らしいが凶悪な威力を持つ。ただしライトエフェクトが派手で目立つことから奇襲には不向き。
ボレリー
コメットがレベル6ボーナスで獲得したリスのようなサルのようなウサギのような小動物。元々はコメットの左肩についていたパーツに過ぎなかったが《オプション進化Ⅰ》によって自らの意思を持つようになった。語尾に「りゅ」がつく言動が特徴。主に索敵要員となる。

テイール・ポーチャー（Teal Poacher）